# Ère Meiji
L'ère Meiji (明治時代, Meiji jidai) est une ère de l'histoire du Japon comprise entre 1868 et 1912.
Inaugurée par la restauration de Meiji, elle se situe entre l'ère Keiō (fin de l'époque d'Edo) et l'ère Taishō. Elle symbolise la fin de la politique d'isolement volontaire appelée sakoku et le début d'une politique de modernisation du Japon. Elle se caractérise également par un basculement du système féodal vers un système industriel à l'occidentale. Ces bouleversements sociaux, politiques et culturels déboucheront sur diverses avancées dans les domaines de l’industrie, de l’économie, de l’agriculture et en matière d’échanges commerciaux.

## Origine du terme Meiji
L'empereur Mutsuhito (睦仁) prit à l'occasion de son accession au trône, selon la tradition impériale japonaise, le nom posthume de Meiji (明治) qui signifie « gouvernement éclairé » (composé de « lumière/clarté » (明, mei) et « gouvernement » (治, ji)).

## Histoire politique

### Crises du régime shogunal à la fin de l'ère Edo
Lors de ses trente dernières années d'existence, le shogunat Tokugawa, qui dirige le Japon depuis 1603, est confronté à trois séries de crises de différentes natures qui ébranlent ses fondations. La première période de crises est déclenchée par la grande famine Tenpō qui frappe l'archipel de 1833 à 1837. Aux centaines de milliers de morts enregistrés dans le pays s'ajoute la rébellion de Ōshio Heihachirō en 1837, qui vise à débarrasser le pays des fonctionnaires corrompus, accusés d'avoir aggravé la crise par leur cupidité. Les autorités shogunales promeuvent alors Mizuno Tadakuni. Pour répondre au mécontentement de la population, celui-ci engage les réformes Tenpō, qui se soldent par un échec, et aggravent au contraire la perte de confiance envers le régime. Dans le même temps, de grands seigneurs locaux tirent leur épingle du jeu en modernisant efficacement leurs fiefs — notamment les domaines de Satsuma et de Chōshū, qui disposent de forces militaires équipées d'armes modernes.
Une deuxième période de crises s'ouvre lors des années 1840 et 1850, dominée par les questions internationales. Lors de la première guerre de l'opium, la victoire du Royaume-Uni en 1842, face à la Chine, puissance dominante du continent, fait prendre conscience aux différentes élites du pays de la menace que représente la puissance des Occidentaux pour le Japon. La menace se concrétise en 1853, lorsque l'amiral américain Matthew Perry et ses « navires noirs » arrivent dans la baie d'Edo et réclament l'ouverture de relations diplomatiques et commerciales avec le pays. En ce qui concerne la réponse à donner à ces demandes, des lignes de fracture apparaissent entre les responsables du shogunat, les grands seigneurs, et la cour impériale — ce qui contribue à affaiblir le pouvoir shogunal. Un traité d'amitié est finalement signé en 1854 avec les Américains, puis un traité commercial avec les puissances européennes, en 1858. Si la menace militaire occidentale ne se matérialise pas lors de cette période, l'ouverture du marché intérieur aux Occidentaux est à l'origine de plusieurs crises politiques et économiques, alors qu'une inflation galopante frappe le pays.

Restitution des pouvoirs du shogun Tokugawa Yoshinobu à l'empereur Meiji en 1867.

La troisième et dernière période de crises agite les dix dernières années du régime. Ces crises, à la fois économiques, politiques et sociales, provoquent la chute du régime. Les responsables du shogunat Tokugawa se divisent en deux branches, l'une conservatrice dirigée par Ii Naosuke, l'autre réformiste. Cette dernière branche est frappée par la purge d'Ansei en 1858-1859, avant que l'aile conservatrice ne soit elle aussi victime de l'assassinat de son dirigeant Ii Naosuke, lors de l'incident de Sakuradamon en 1860. Les samouraïs issus des couches les plus défavorisées émergent en 1860-1862, comme une force politique importante, susceptible de s'opposer au pouvoir shogunal. En 1867, un courant d'agitation populaire et festif, le Ee ja nai ka, réunit cinq à six millions de personnes dans le pays. Le rapport de force entre le shogunat Tokugawa et la maison impériale s'inverse lors de la décennie. L'empereur apparait de plus en plus comme le plus apte à assurer le salut du pays. La mort du shogun Tokugawa Iemochi en 1866 et celle de l'empereur Kōmei en 1867 précipitent la transition politique. Le nouveau shogun Tokugawa Yoshinobu décide de « restituer ses pouvoirs » au nouvel empereur Meiji en décembre 1867. La transition ne se fait pas sans heurts, et les forces des domaines de Satsuma et de Chōshū, favorables à l'empereur, affrontent les dernières forces shogunales lors de la guerre de Boshin en 1868-1869.

### Premières réformes du régime (1868-1873)

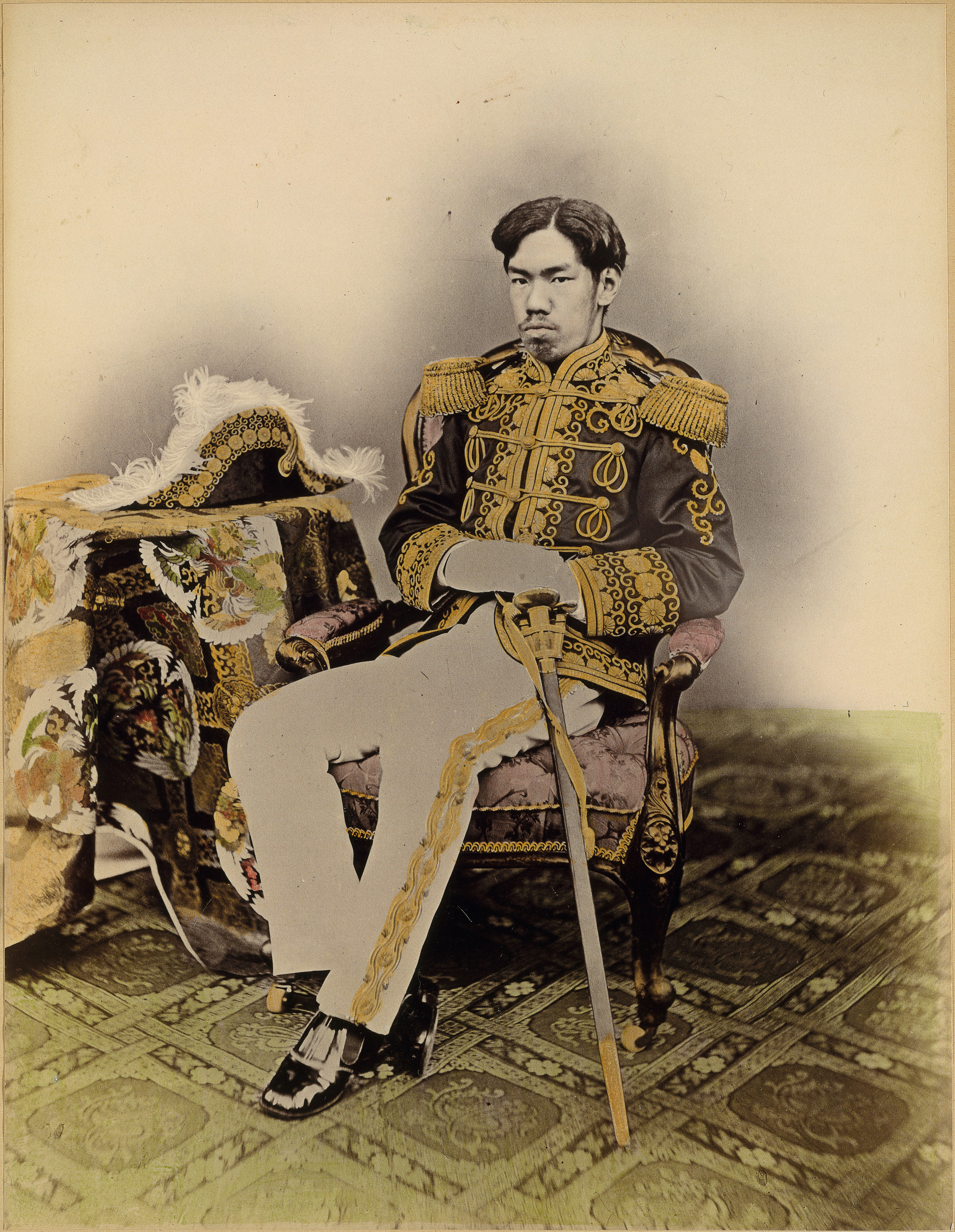
L'empereur Meiji, photographié par Uchida Kuichi en 1873.

Dans sa première déclaration en 1868, l'empereur présente une loi fondamentale — le Serment en cinq articles, prélude à une constitution et gage de liberté d'expression — et indique qu'une lutte contre la hausse des prix va être entreprise. Une coalition instable est alors au pouvoir, composée du parti anti-shogunal et centrée sur les leaders du domaine de Satsuma et sur les nobles de la cour. Le nouveau gouvernement restitue leur fief aux Tokugawa, cependant amputé des quatre cinquièmes de son revenu. Le début de l'ère Meiji est proclamé en octobre 1868. Le premier organe de gouvernement de ce nouveau régime est un conseil honorifique : celui-ci tente de maintenir encore un équilibre entre, d'une part les domaines ayant participé au renversement de l'ancien régime, d'autre part la noblesse de cour.
Lors des mois suivants sont opérés plusieurs changements d'organisation, ce qui permet l'émergence de personnalités comme Ōkubo Toshimichi, Kido Takayoshi et Iwakura Tomomi. Du 16 février au 26 décembre 1868 sont publiées 34 ordonnances importantes, allant de la suppression des monnaies locales jusqu'à l'interdiction de certains châtiments corporels. Une réforme territoriale remplaçant les anciens domaines par des préfectures est menée à bien au deuxième semestre 1869, avec comme conséquence principale une plus grande centralisation de l'État. Un impôt foncier est introduit en 1873 pour garantir une recette publique stable. De 1868 à 1875, de grandes réformes d'inspiration occidentale sont entreprises — touchant l'éducation, l'armée et le système juridique — et des experts étrangers sont engagés.
Fin 1871, Ōkubo, Kido et Iwakura laissent leur place à la tête du gouvernement pour prendre la direction de la mission diplomatique Iwakura — laquelle doit traverser les États-Unis et l'Europe pour renégocier les traités inégaux mais aussi s'informer sur les sociétés et technologies occidentales. Le gouvernement qu'ils laissent derrière eux doit en théorie se limiter à la gestion des affaires courantes et se tenir à l'écart de décisions politiques trop critiques. Saigō Takamori, Itagaki Taisuke, Ōkuma Shigenobu et Etō Shinpei, qui dirigent ce gouvernement d'intérim, se lancent au contraire dans de grandes réformes : en 1872, la scolarité est rendue obligatoire au primaire, toute forme de trafic d'êtres humains (travailleurs, prostitués…) est interdite, le calendrier grégorien est adopté et, l'année suivante, sont instituées une nouvelle taxe foncière ainsi que la conscription. Dans le même temps, au cours de leurs voyages, les membres de la mission Iwakura acquièrent la conviction que le Japon doit se lancer dans une modernisation radicale, pilotée par un État fort, et mise en œuvre de manière progressive. Si les réformes de ce gouvernement d'intérim ne sont pas remises en cause lors du retour de la mission Iwakura, les deux camps ont en revanche l'occasion de s'opposer au sujet du Seikanron — projet d'invasion de la Corée en 1873, repoussé par l'empereur, qui prend ainsi le parti d'Iwakura.
Les soutiens du projet d'invasion de la Corée mis en minorité, comme Etō Shinpei, Gotō Shōjirō, Saigō Takamori, quittent le gouvernement. Certains, comme Etō, prennent la tête de rébellions locales (rébellion de Saga en 1874 pour Etō, rébellion Shinpūren en 1876…). Saigō en particulier prend la tête de la rébellion de Satsuma en 1877, dernière grande révolte de samouraïs, dont la répression achève d'asseoir la légitimité du nouvel État.

### Atermoiements sur la forme du régime (1873-1890)
Déjà mentionnée dans la Charte du serment de 1868, l'adoption d'une constitution fait partie des premières promesses du régime. Ce projet devient un symbole politique fort de l'accession du Japon à un nouveau rang civilisationnel. Dès le début des années 1870, des ébauches sont rédigées au sommet de l'État, mais celles-ci restent sans suite. Dans le même temps, les intellectuels s'emparent du sujet — très largement discuté dans la presse —, qui touche alors des millions de lecteurs. La conférence d'Osaka de 1875 réunit plusieurs responsables d'opposition pour en débattre. Un décret de 1875 réaffirme la promesse d'adoption d'une constitution, mais sans précision de date ou de délai. En 1881, l'accumulation de crises politiques (dont l'affaire du bureau de colonisation de Hokkaidō) cristallise le mécontentement de la population. Pour apaiser les oppositions, le pouvoir décide par décret de la mise en place d'une constitution et d'un parlement dans les dix ans.
Les débats s'articulent autour de deux grandes tendances. D'un côté, les personnes à la tête du régime — comme Ōkubo, puis Itō Hirobumi — sont favorables à un État autoritaire et fort, mieux à même selon eux de faire aboutir les politiques nécessaires à la modernisation du Japon. Face à eux, les tenants d'une ligne libérale sont favorables à un plus grand droit laissé au peuple, garant d'une plus grande légitimité pour le régime. Cette dernière ligne est défendue par des responsables politiques comme Itagaki ou Ōkuma, et rassemble de nombreux membres au sein du Mouvement pour la liberté et les droits du peuple, puis au sein des partis Rikken Kaishintō et Jiyūtō. Ces mouvements deviennent rapidement populaires — à tel point que le gouvernement peine à les contenir —, mais sont aussi gagnés par une certaine radicalité. Les années 1884-1885 connaissent un pic de violence avec des évènements comme les incidents de Chichibu et ceux d'Ōsaka, qui entraînent l'intervention de l'armée. Les plus modérés finissent par quitter ces partis, qui dès lors perdent en influence. Toujours en 1885, la population critique abondamment le manque d'autorité du gouvernement à l'international, lors du coup d'État de Gapsin en Corée, qui menace les intérêts du Japon face à ceux de la Chine.
Le régime s'oriente alors vers une monarchie laissant le pouvoir suprême à l'empereur. Les institutions qui régissent l'État, modelées sur le régime des codes, sont réformées en 1885 et un système de cabinets ministériels à l'européenne est adopté. À sa tête, est placé le cabinet du Premier ministre. Le système des kazoku et des shizoku est réformé de manière à préparer l'instauration d'une chambre haute dont les membres proviendraient d'une aristocratie cooptée. Si les débats s'articulent autour de deux modèles de constitution européenne — l'une britannique et libérale, l'autre prussienne et autoritaire —, le projet développé reflète le rapport de force entre les soutiens de ces deux modèles. La constitution retenue énumère un certain nombre de droits civils et dote le parlement de deux chambres, dont l'une, élue au suffrage direct, est autorisée à rédiger des lois et à voter le budget. Cependant, c'est à l'empereur que répondent le gouvernement et l'armée.
C'est le 11 février 1889 qu'une constitution est effectivement adoptée, qui fixe la répartition des pouvoirs. La date est choisie pour correspondre à la date anniversaire de la fondation mythique du Japon par le premier empereur Jinmu et la constitution est présentée comme un « cadeau accordé par l'empereur à ses sujets ».

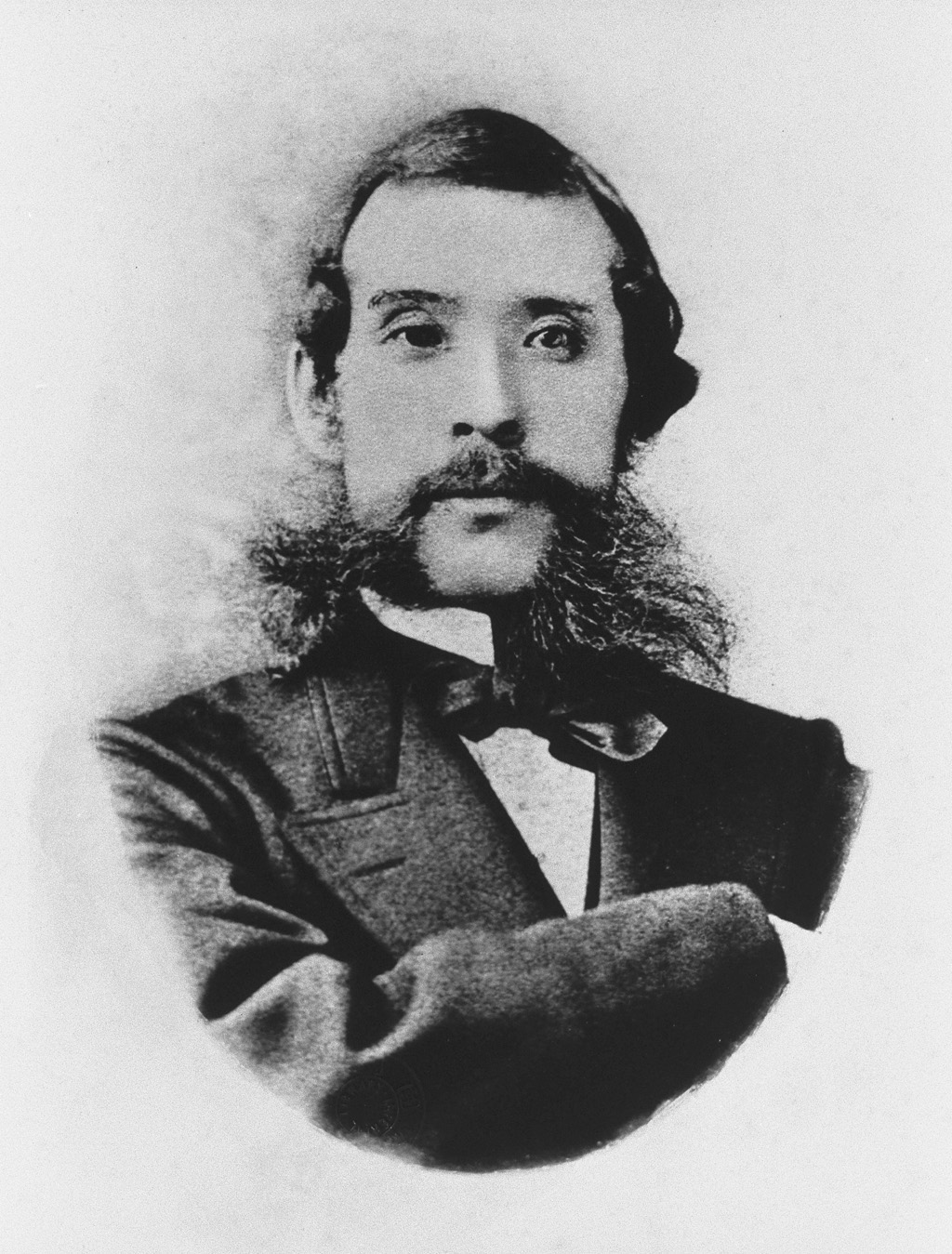
Ōkubo Toshimichi, issu du domaine de Satsuma, homme fort des débuts du régime.
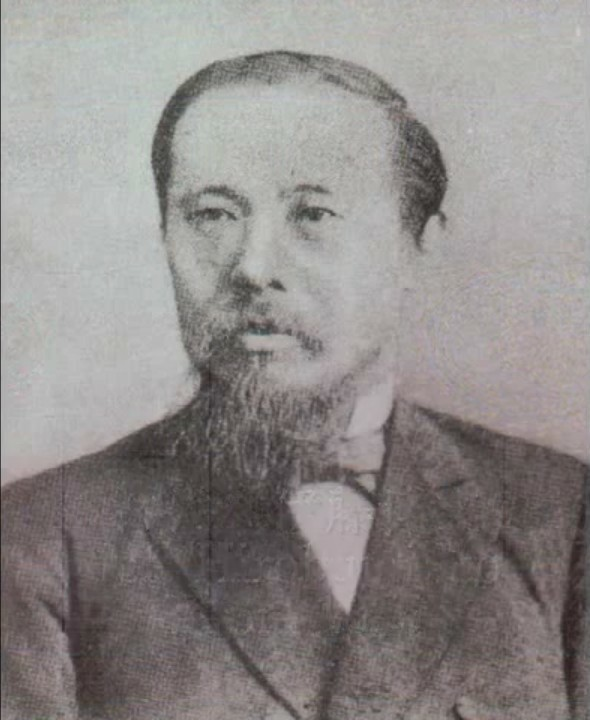
Itō Hirobumi, issu du domaine de Chōshū, supervise la rédaction de la constitution sur le modèle prussien.
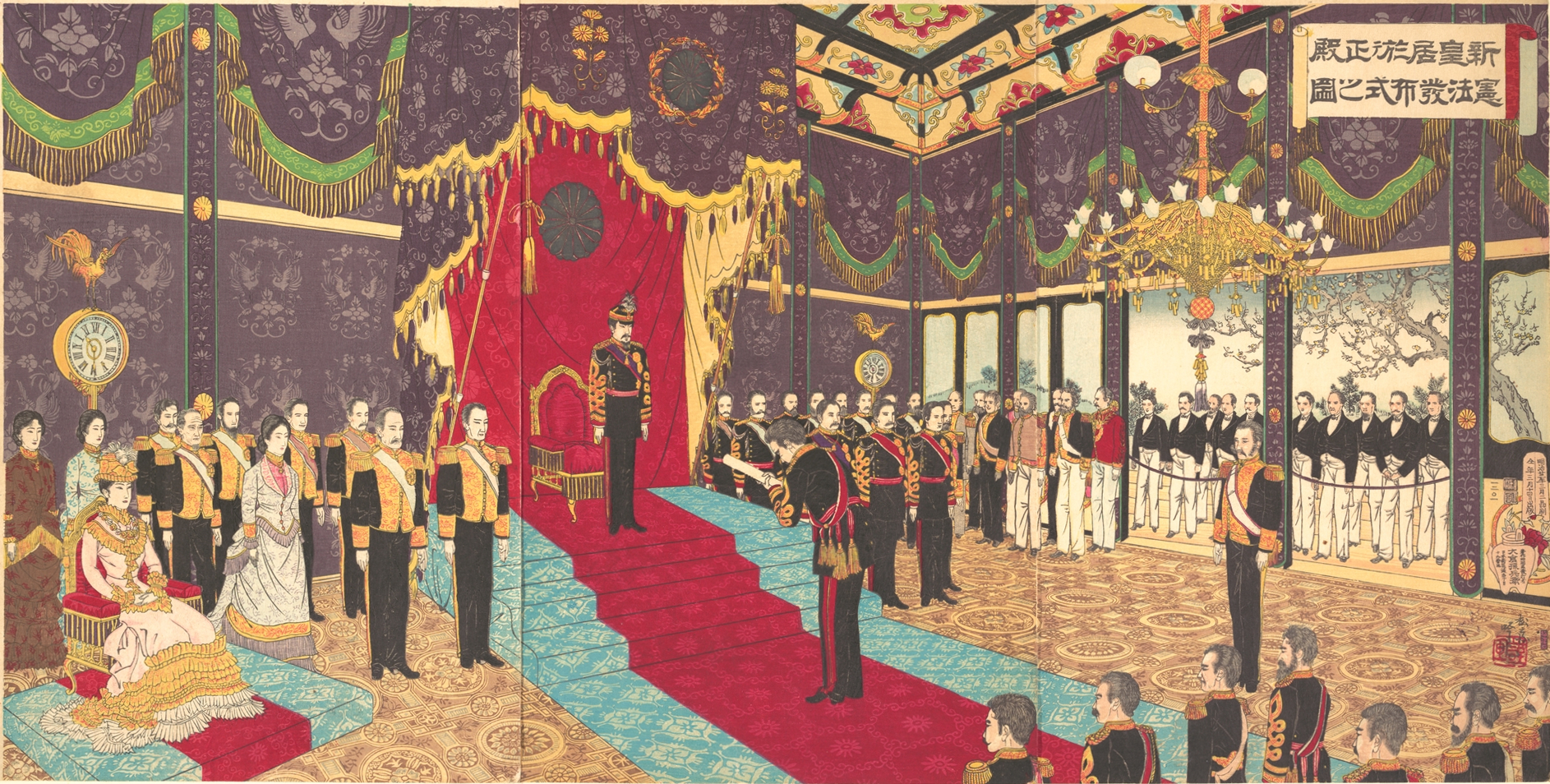
Promulgation de la constitution par l'empereur le 11 février 1889.
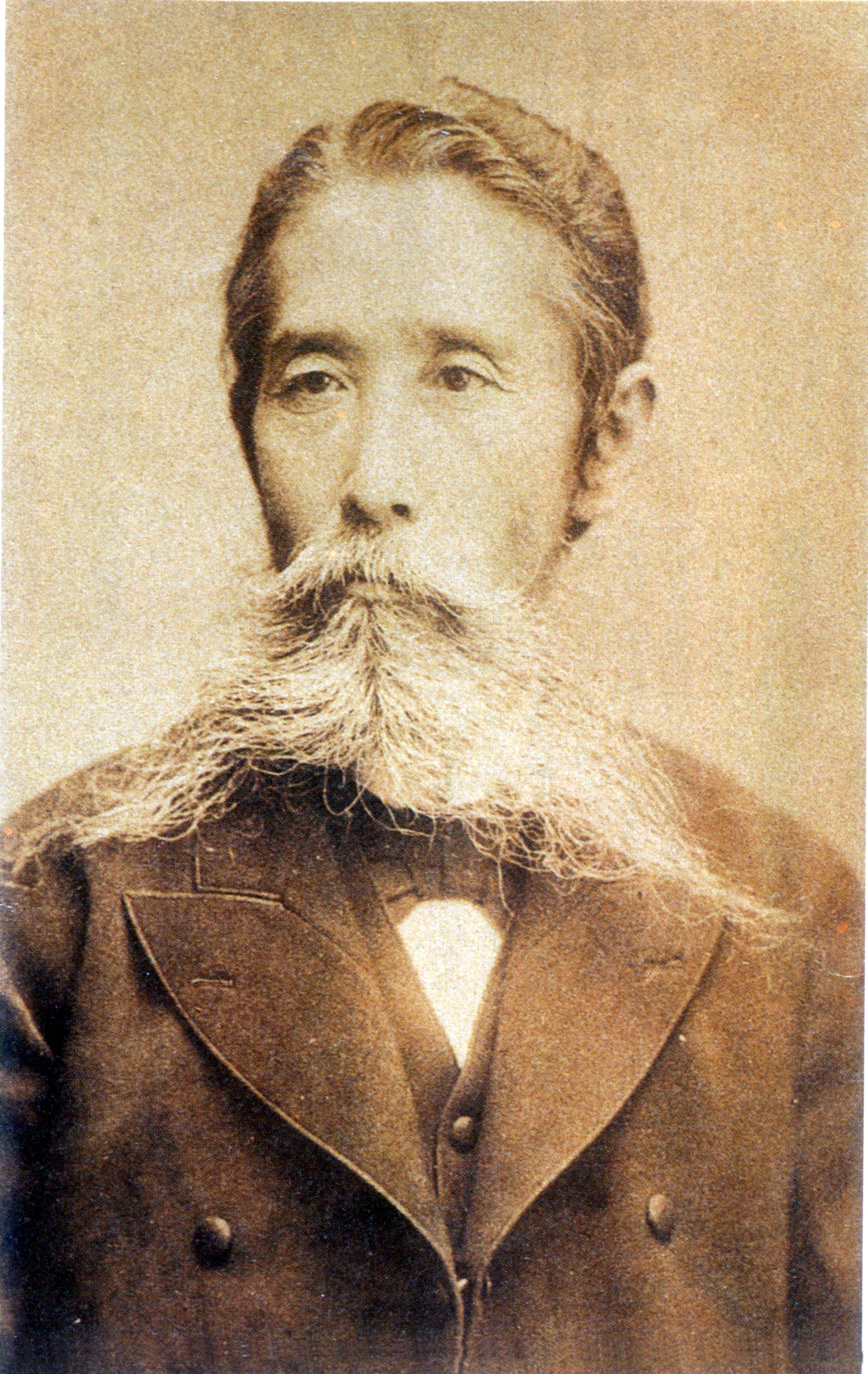
Itagaki Taisuke, chef de file du Jiyū Minken Undō puis du Jiyūtō.
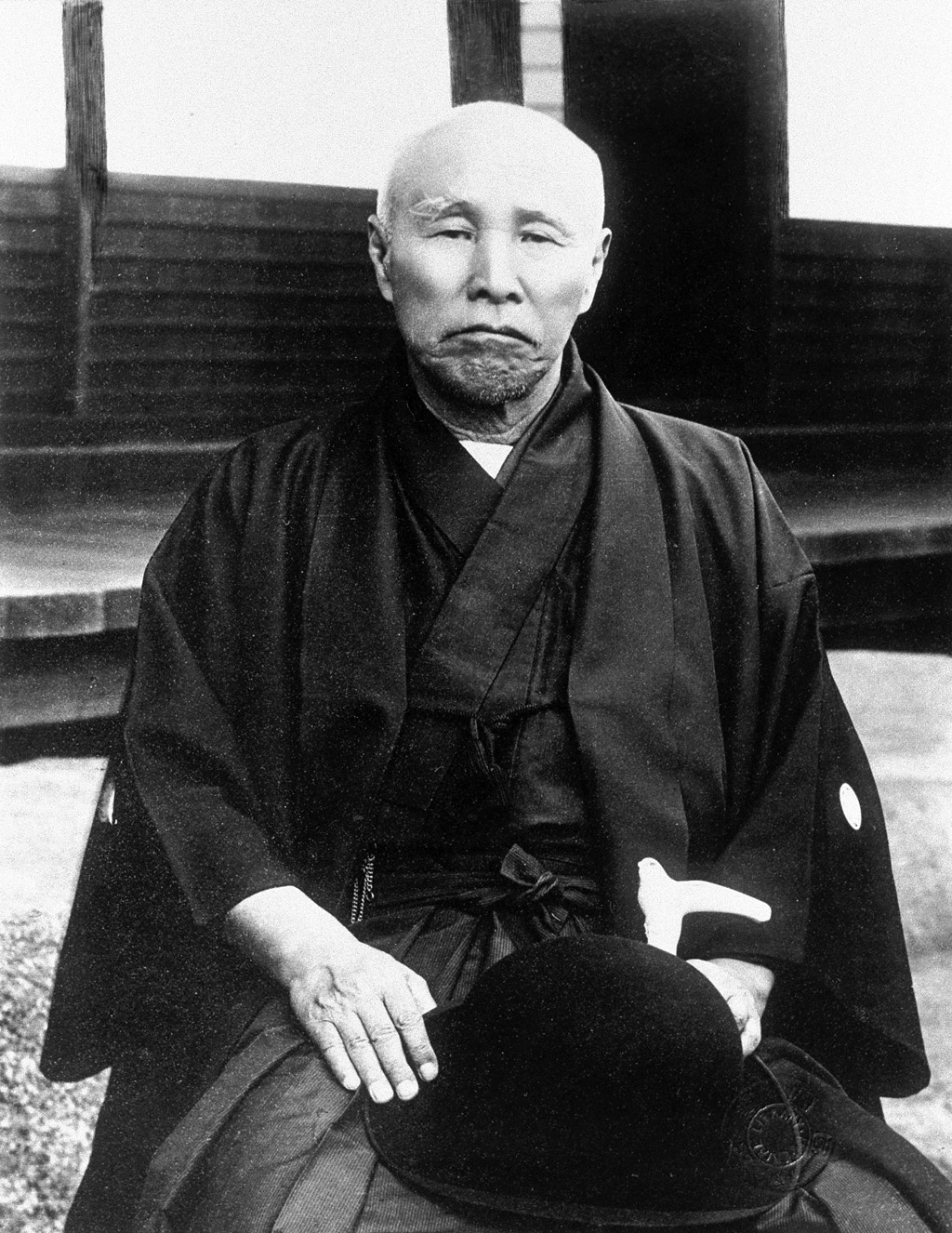
Ōkuma Shigenobu, chef de file du Rikken Kaishintō.

### Débuts du parlementarisme japonais (1890-1900)
Les premières élections législatives de l'histoire du pays se tiennent en juillet 1890, et placent le Jiyūtō et le Rikken Kaishintō en tête de la représentation nationale, rassemblant à eux deux 170 des 300 sièges de la chambre des représentants. Ces deux partis s'opposent à l'oligarchie — qui tient toujours le pouvoir dans la chambre des pairs et qui décide de la composition du gouvernement. La puissance réelle du Jiyūtō et du Rikken Kaishintō est cependant amoindrie par la faiblesse de leur base électorale. Du fait du suffrage censitaire, seul 1 % des Japonais dispose du droit de vote lors de cette première élection, ce qui amoindrit la légitimité de ces partis et exclut d'autres mouvements de masse de la représentation démocratique.
Les premiers gouvernements formés par l'oligarchie continuent de relever du rapport de forces déjà présent au sein du pouvoir. Les représentants des clans de Satsuma (Matsukata Masayoshi…) et de Chōshū (Yamagata Aritomo, Itō Hirobumi…) se répartissent les postes avec une grande régularité. La chambre des représentants s'oppose régulièrement à ces gouvernements nommés par l'empereur, dans le but d'obtenir plus de pouvoir pour leur assemblée. L'obstruction passe notamment par le refus de vote du budget, tel que présenté par le gouvernement plusieurs années de suite, aspect sur lequel la chambre des représentants dispose de prérogatives. De son côté, le gouvernement a le droit de dissoudre la chambre des représentants — ce qu'il fait à plusieurs reprises, mais sans parvenir à faire évoluer le rapport de force. Les mêmes personnes sont réélues, élection après élection, et la composition de la chambre des représentants évolue peu. Le manque d'assise du gouvernement au sein des assemblées le rend faible et instable, sa composition, ouverte aux évolutions des rapports de force au sein de l'oligarchie.
En 1894, le déclenchement de la guerre sino-japonaise en Corée suspend provisoirement l'opposition entre la chambre des représentants et le gouvernement, dans une forme d'« union sacrée » autour de la figure de l'empereur. En avril 1895, les puissances occidentales contestent certains points du traité de Shimonoseki et mettent fin à la guerre contre la Chine, ce qui favorise les échanges entre membres de l'oligarchie et responsables de partis de la chambre des représentants. L'oligarchie prend conscience que sans les partis de la chambre des représentants, aucune stabilité institutionnelle n'est possible, tandis que les partis de la chambre des représentants comprennent qu'ils ne pourront jamais accéder au pouvoir sans d'abord accéder au gouvernement. Les deux camps commencent ainsi à passer des alliances ponctuelles, de manière à étendre leurs zones d'influence respectives.
En novembre 1895 est instauré le premier gouvernement reposant sur une alliance entre l'oligarchie et un parti de la chambre des représentants. En avril 1896, le Premier ministre Itō Hirobumi nomme le président du Jiyūtō, Itagaki Taisuke, ministre de l'Intérieur. La recherche d'alliances entre oligarchie et partis de la chambre des représentants est renouvelée quatre fois entre 1895 et 1900, et aboutit à la formation de trois gouvernements de ce type. En 1898, le premier gouvernement reposant exclusivement sur une alliance des partis de la chambre des représentants voit le jour. Le Kenseitō, parti issu de la fusion du Jiyūtō et du Rikken Kaishintō, soutient la formation d'un gouvernement avec Ōkuma Shigenobu comme Premier ministre. Si le gouvernement ne tient que quatre mois, il inaugure la pratique des gouvernements reposant principalement sur des partis de la chambre des représentants.
Le collège électoral de la chambre des représentants connaît une évolution importante en 1900. Le seuil de taxes permettant d'être électeur est abaissé : le nombre d'électeurs passe ainsi de 502 000 en 1898 à 982 000 en 1900. Les circonscriptions électorales sont aussi modifiées et favorisent la population urbaine au détriment des territoires ruraux. Les rapports entre haute-administration et élus sont régulés par une série de décrets autour de 1900. Les hauts fonctionnaires n'ont plus accès aux postes de vice-ministres, et le poste de ministre de la Guerre est limité aux militaires encore actifs les plus gradés. Le système des dépouilles et le pantouflage sont combattus, et le recrutement par concours de la fonction publique est renforcé.

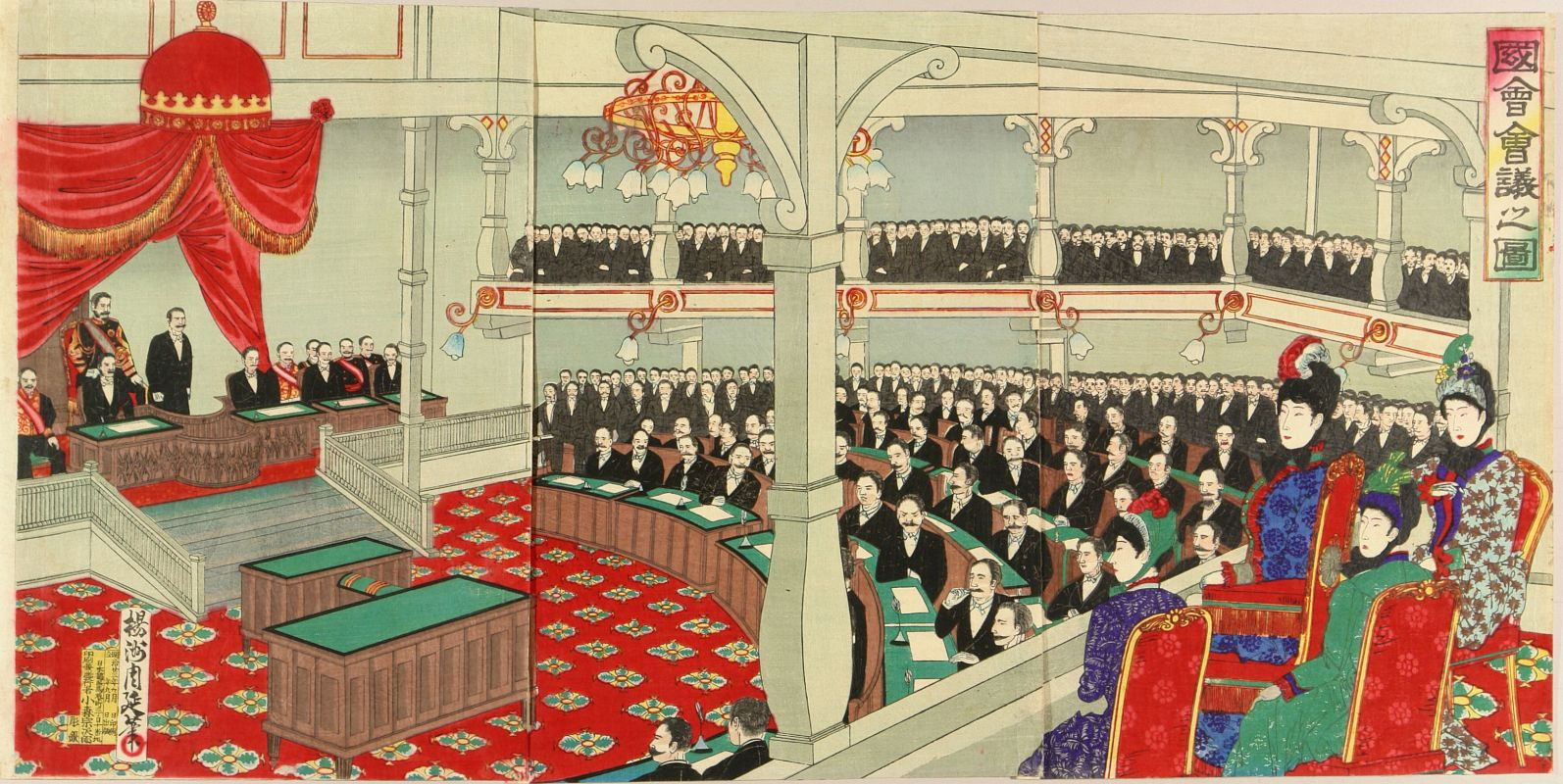
Première législature de la Diète après les élections de 1890.
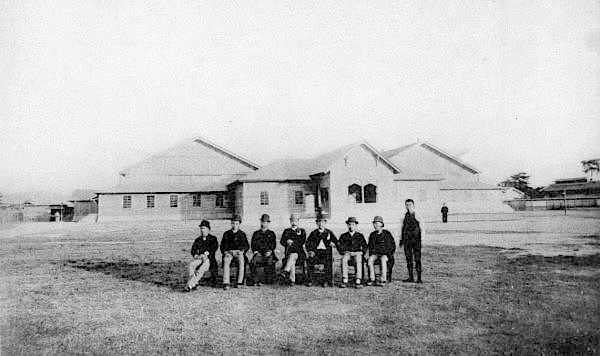
Bâtiment utilisé par la Diète à Hiroshima en 1894 lors de la première guerre sino-japonaise.
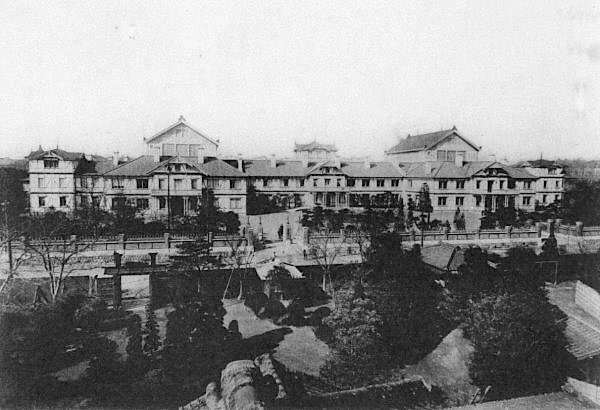
Bâtiment utilisé par la Diète de 1891 à 1925.

### Ancrage de la pratique parlementaire (1900-1924)
Une recomposition des partis politiques s'amorce en 1900, lorsque Itō Hirobumi et Hoshi Tōru se rapprochent pour fonder le parti Rikken Seiyūkai, unissant à la fois des anciens membres de la chambre des représentants issus du Kenseitō et des membres de la chambre des pairs de différentes tendances. Ce nouveau parti domine la politique japonaise au cours des deux décennies suivantes. Si lors de cette période, ce nouveau parti est majoritaire à la chambre des représentants, il doit y composer avec l'opposition de partis plus faibles, comme le Kensei Hontō. Ces derniers peuvent quant à eux compter sur une alliance avec la faction menée par Yamagata Aritomo à la chambre des pairs, où elle domine. Le rapport de force entre ces deux groupes perdure jusqu'à la fin de l'ère Meiji en 1912. Ce fonctionnement gouvernemental et parlementaire s'ancre dans la pratique politique japonaise et, lors de la décennie suivante, de 1901 à 1913, Katsura Tarō et Saionji Kinmochi occupent de façon alternée le poste de Premier ministre pour le compte de ces deux familles politiques.
En 1913, un an après le décès de l'empereur Meiji, la crise politique Taishō met fin à cette répartition du pouvoir et ouvre l'époque de la démocratie Taishō. À la suite d'un conflit avec les dirigeants militaires, le premier ministre Saionji Kinmochi est contraint de démissionner. Souhaitant alors diminuer les dépenses de l'armée pour faire baisser les impôts, il se heurte au refus des militaires de participer au gouvernement. Katsura Tarō, un ancien militaire et membre de l'oligarchie, lui succède. Il prend la décision de maintenir le budget de l'armée et s'appuie sur des personnalités de l'oligarchie et sur des proches des anciens clans Satsuma et Chōshū. Katsura doit alors faire face à un mouvement d'opposition mené par des députés. Efficacement relayé par des journalistes issus de l'université Keiō, ce mouvement rencontre un écho favorable dans l'opinion publique, ce qui entraîne des émeutes. Des journaux pro-Katsura sont pris pour cibles et mis à sac. L'armée doit reculer, et accepte de participer à un gouvernement sans avoir de garantie sur son budget.

## Relations internationales

### Le Japon, objet de l'intérêt des puissances occidentales à la fin de l'époque d'Edo
Le Japon de l'époque d'Edo entretient des relations avec l'Europe au travers des Néerlandais, ressortissants du seul État autorisé par le pouvoir à commercer avec le pays, en vertu d'une politique de contrôle strict des frontières. Les Pays-Bas bénéficie d'un statut de partenaire privilégié dans d'autres secteurs que le commerce et conseille régulièrement le pouvoir shogunal pour mieux analyser les demandes des autres puissances occidentales. Ils servent aussi d'intermédiaire pour introduire de nouveaux savoirs dans le pays. C'est ainsi qu'ils fournissent le premier navire-école moderne au Japon et forment ses officiers à la guerre moderne au centre d'entraînement naval de Nagasaki, en 1855, un an après l'arrivée des Américains dans le pays. Cependant, vers la fin de l'époque d'Edo, les Japonais prennent conscience que les Pays-Bas ne sont plus une puissance majeure et qu'ils ne peuvent pas être d'une aide importante en cas de conflit. Or, depuis la fin du XVIIIe siècle, des Russes sont présents dans l'environnement immédiat du Japon, au nord, où les deux pays se croisent sur l'île de Sakhaline. De plus, la Russie cherche à négocier auprès du shogunat un bail de 99 ans sur l'île Tsushima, pour y établir une base militaire. Ces avancées russes sont perçues comme une menace par le pouvoir en place.
En 1853, l'arrivée de l'amiral américain Perry dans la baie d'Edo signe la fin de la politique d'isolement du pays, qui dès lors doit composer avec la présence des puissances occidentales. En 1858, le tairō Ii Naosuke est contraint de signer avec celles-ci une série de traités inégaux, ce qui provoque la dernière grande crise du régime. Tandis que Naosuke s'efforce d'engager des négociations avec les puissances étrangères afin d'éviter une guerre, il doit faire face à une opposition qui souhaite expulser les étrangers du Japon. Une agitation gagne alors plusieurs régions du pays. L'opposition se radicalise lorsque, pour la première fois depuis plusieurs siècles, l'empereur régnant intervient publiquement et manifeste sa désapprobation à l'égard de l'action du gouvernement shogunal. En 1863, l'empereur Kōmei signe l'ordre d'expulser les barbares. Il s'ensuit une série de heurts avec les Occidentaux qui culmine avec le bombardement de Shimonoseki en 1864. Dans le même temps, le Japon devient l'objet d'un affrontement diplomatique à distance entre la France et le Royaume-Uni. Si la France obtient de moderniser les troupes du pouvoir shogunal, le Royaume-Uni soutient au contraire la rébellion des clans du sud, qui finalement l'emportent et renversent le régime. Le Royaume-Uni remporte ainsi une victoire diplomatique dans le pays, qu'il exploite par la suite.
De 1864 à 1882,, les puissances occidentales ne sont concernées que par des enjeux européens, ce qui évite au Japon de devenir un de leurs champs d'affrontements. La Russie, qui cherche à étendre son influence en Asie centrale et dans les Balkans, provoque une réaction du Royaume-Uni. Paris doit faire face à l'échec de sa diplomatie au Mexique, puis à un affrontement militaire avec la Prusse, en 1870. De leur côté, les États-Unis sont pris dans la guerre de Sécession jusqu'en 1865, puis, occupés à la reconstruction du sud du pays. La poussée coloniale des puissances européennes ne reprend que dans les années 1880, ce qui laisse pour un temps le Japon sans danger immédiat à affronter : les Britanniques colonisent la Birmanie en 1886, les Français, l'Indochine de 1884 à 1893.

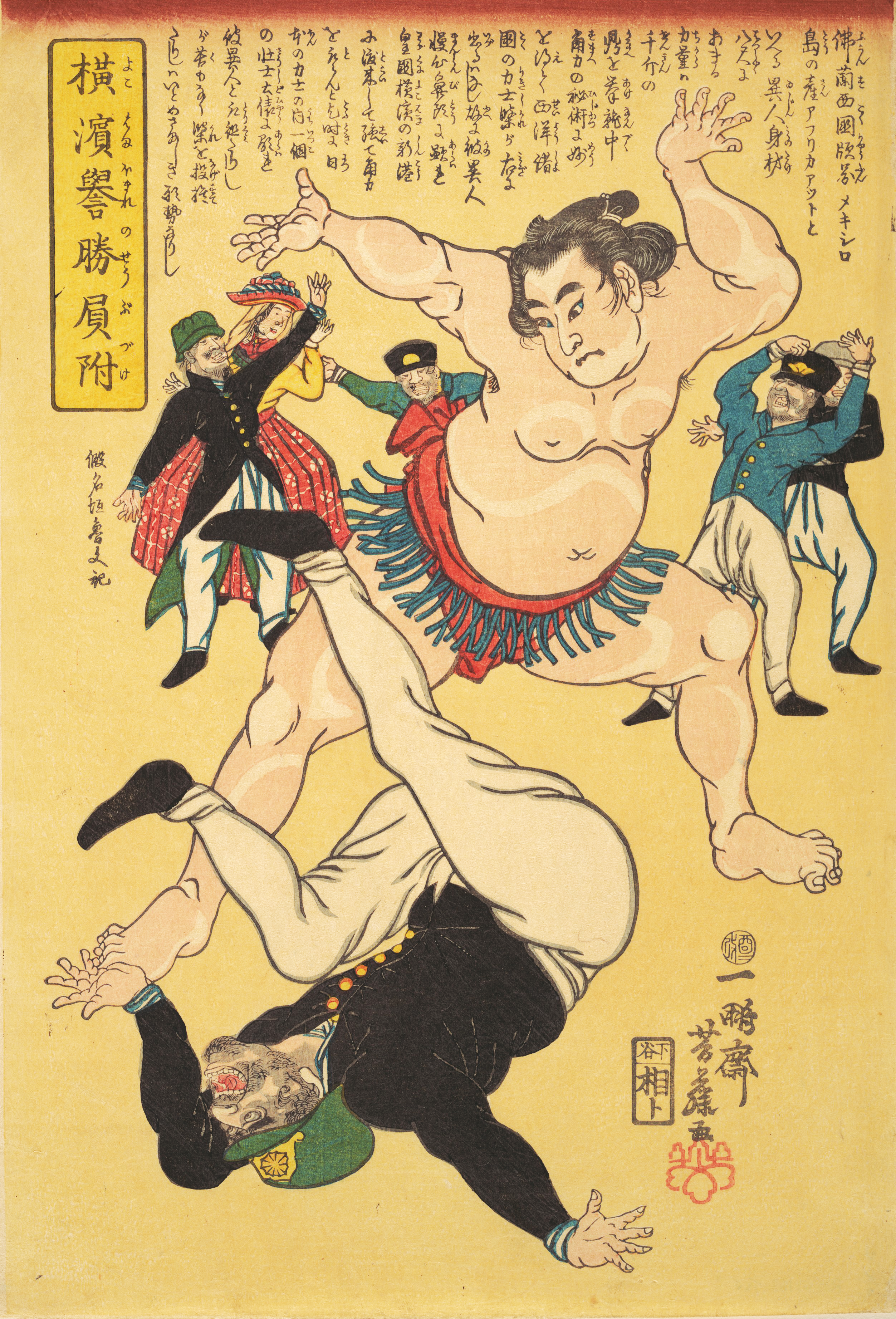
Caricature ukiyo-e de 1861 illustrant la volonté d'expulser les étrangers.
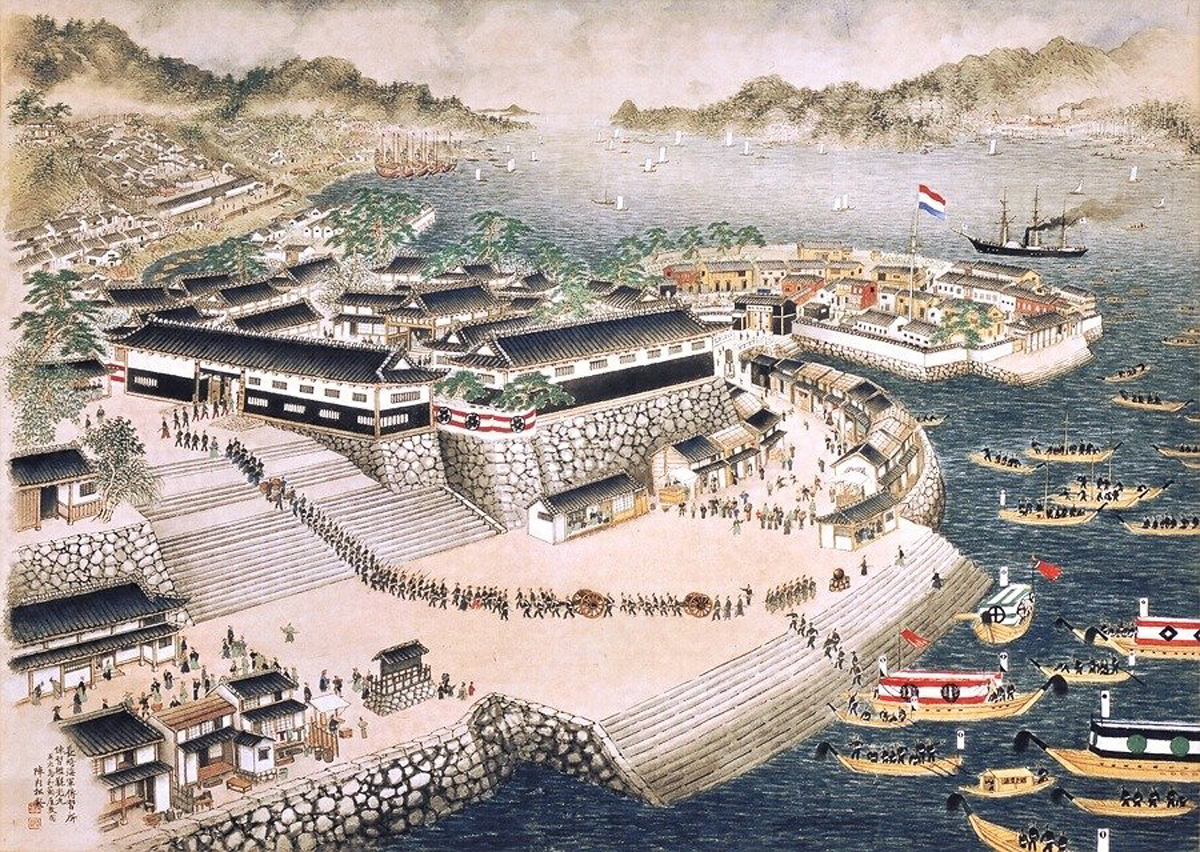
Partenaires historiques du régime, les Hollandais participent à la construction du centre d'entraînement naval de Nagasaki pour le pouvoir shogunal en 1855.
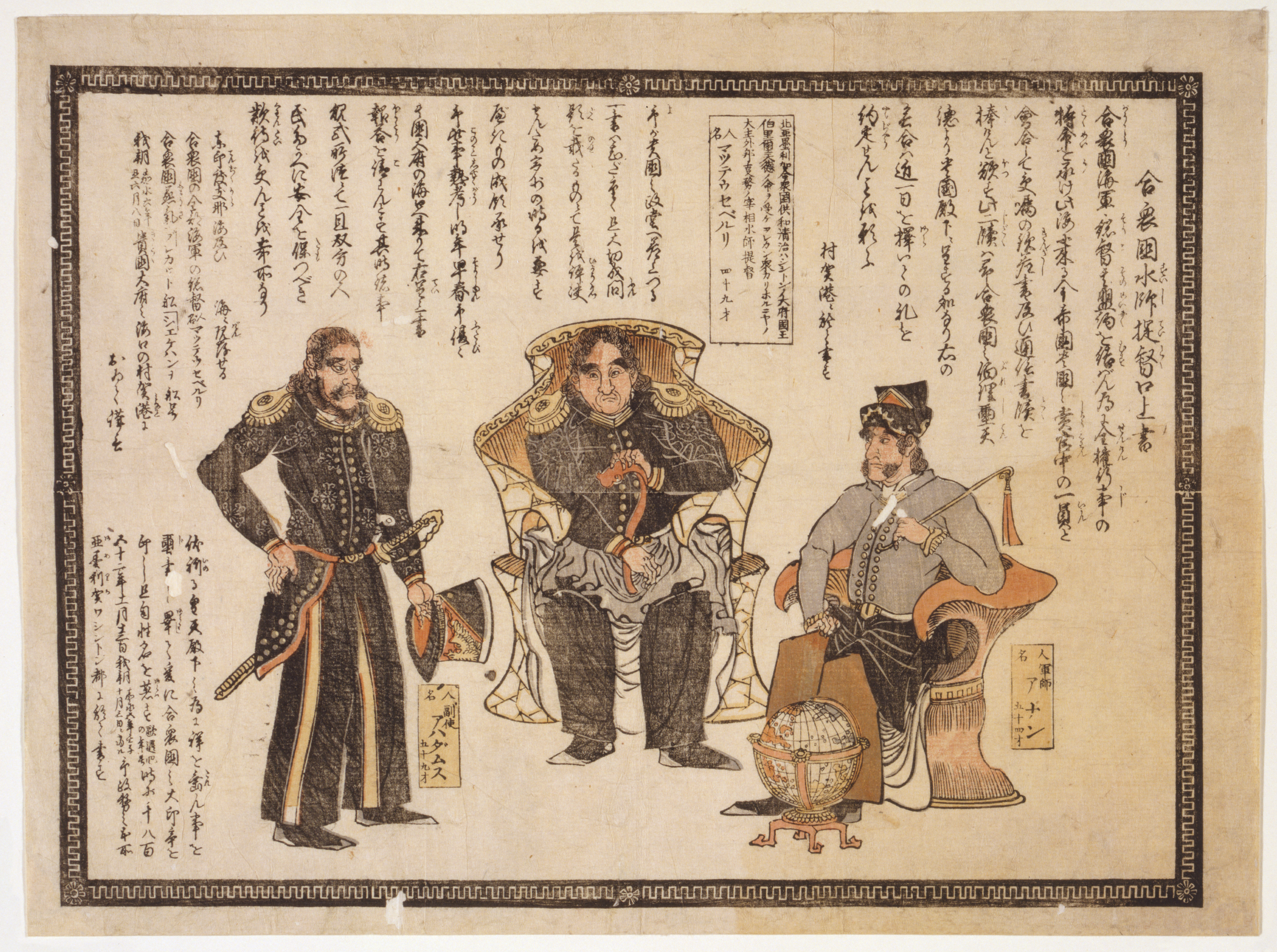
Ukiyo-e de 1864 montrant l'amiral américain Matthew Perry.
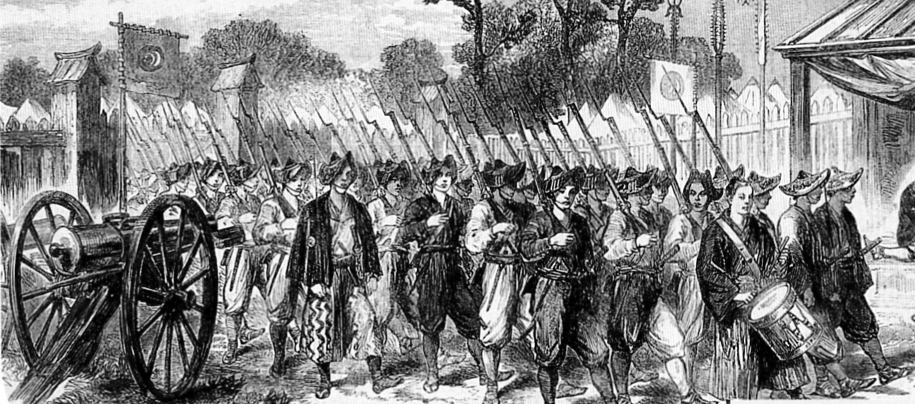
Les troupes d'élite du shogun sont modernisées par les Français à partir de 1867.

### La diplomatie japonaise tournée vers la modernisation du pays à partir de 1868
Dès le début de la restauration de Meiji en 1868, le nouveau pouvoir fait la promesse via la charte du serment de renforcer la puissance du pays en faisant l'acquisition de nouveaux savoirs et de nouvelles technologies à l'étranger. Plusieurs missions diplomatiques sont envoyées dans ce but, dont la plus importante, la mission Iwakura, parcourt les États-Unis et l'Europe de 1871 à 1873. Une cinquantaine de hauts responsables, dont Tomomi Iwakura et Itō Hirobumi, ainsi que de nombreux étudiants rencontrent des personnalités politiques, des industriels et des intellectuels occidentaux. Ils acquièrent ainsi la conviction que, si le Japon veut pouvoir résister aux Occidentaux, il ne peut limiter sa modernisation à quelques emprunts technologiques, et doit au contraire faire évoluer son organisation politique et sociale. En effet, l'origine de la puissance occidentale ne provient pas de son armée, mais des responsables civils qui ont permis à celle-ci de se développer.
À partir de 1872, le système éducatif japonais est modernisé en s'inspirant du système britannique. À partir de 1878, La hiérarchie militaire est organisée sur le modèle de celle de la Prusse, et des officiers sont envoyés se former dans ce pays. Lors des années 1880 et 1890, la marine de guerre se développe en suivant l'exemple de la Royal Navy britannique, et sa doctrine navale est inspirée des travaux de l'amiral américain Alfred Mahan. Une fois son système judiciaire réformé et aligné sur le système occidental, le Japon fait valoir cette avancée pour renégocier certains points des traités inégaux : désormais, les expatriés au Japon n'ont plus besoin d'une protection particulière, et les clauses d'extraterritorialité deviennent de fait caduques. Le traité de commerce et de navigation anglo-japonais de 1894 entérine cette avancée, et supprime ces mesures d'extraterritorialité. Les années suivantes, le Japon obtient des renégociations de traités similaires sur les mêmes bases : la modernisation du pays est alors utilisée comme un levier de négociation par la diplomatie japonaise.

### Des Occidentaux de nouveau présents à partir des années 1880, la Corée comme intérêt stratégique
À partir de la première moitié du XIXe siècle, le Japon observe l'avancée des Occidentaux en Chine. La France et le Royaume-Uni infligent à l'empire du Milieu deux défaites importantes : lors de la première guerre de l'opium, de 1839 à 1842, puis, lors de la seconde, de 1856 à 1860. Le sac du palais d'Été en 1860 impressionne les esprits japonais, et ces deux pays européens commencent à jouir d'un certain prestige dans l'archipel. Les États-Unis deviennent eux aussi un acteur important dans le Pacifique à partir des années 1890, ce que la diplomatie japonaise prend de plus en plus en compte : les Américains renversent le royaume d'Hawaï en 1893 et s'installent à Guam et aux Philippines à la suite de la Guerre hispano-américaine de 1898, puis, aux Samoa en 1899. Entretenir de bonnes relations avec cette puissance devient un objectif majeur, d'autant plus qu'il s'agit d'un pays d'émigration important pour le Japon, dont les élites par ailleurs fréquentent en nombre les universités américaines. En prévision d'un possible conflit avec la Russie, le gouvernement japonais cherche par plusieurs moyens à s'attirer la bienveillance des autorités américaines, acteur probable de toute négociation de paix.
À partir de 1873, la Corée devient un enjeu stratégique pour certains hommes politiques japonais. Cette année-là, les dirigeants nippons débattent sur la question de l'invasion de la Corée, mais l’idée est tout d'abord repoussée en raison de l'insuffisance de la préparation et de la modernisation japonaises. Ce n'est qu'en 1875, à l'occasion de l'Incident de Ganghwa, que commence véritablement l'implication japonaise dans le pays. La péninsule ainsi que la région de la Mandchourie en Chine deviennent des objectifs majeurs à long terme, autour desquels la diplomatie japonaise se concentre lors des décennies suivantes. La Corée est considérée comme un objectif stratégique, d'autant plus que la Russie cherche à s'étendre dans la région. En effet, en 1891, le début de la construction du Transsibérien menace le projet d'extension japonaise, et une Corée sous influence russe pourrait servir de tête de pont à une invasion du Japon par la Russie. La Chine continue d'entretenir des relations tributaires avec la Corée, ce qui constitue aussi un obstacle dans les prétentions japonaises sur la péninsule. L'incident d'Imo en 1882 permet au Japon d'augmenter le nombre de ses troupes dans le pays. Politiquement, le Japon est aussi actif pour s'immiscer dans la politique locale, notamment auprès des réformateurs coréens. C'est ainsi qu'il soutient une tentative de coup d'État en 1884. Si celle-ci est un échec, le traité négocié par la suite en 1885 permet au Japon de supprimer temporairement la présence militaire chinoise en Corée. La péninsule est ainsi l'objet de la guerre du Japon contre la Chine en 1894-1895. Après cette date, la Chine — battue par le Japon lors de cette guerre — voit son influence réduite à néant dans la péninsule. La Russie profite de cette vacance du pouvoir pour s'immiscer dans les affaires internes de la Corée, où elle tente de faire jeu égal avec le Japon les années suivantes. De plus, le Japon doit également renoncer à ses conquêtes en Chine, en raison de l'implication d'autres pays occidentaux, par le biais de la Triple intervention en avril 1895. La France, le Royaume-Uni, et la Russie font pression sur le Japon pour qu'il revienne sur certains points de son traité de paix avec la Chine, dont son occupation de la péninsule du Liaodong. Ne pouvant s'opposer à ces puissances, le Japon est contraint de reculer, et dès 1898, la Russie parvient à occuper la péninsule du Liaodong. Si l'armée nippone fait une première démonstration de ses capacités, le Japon perd le fruit de ses victoires militaires en raison d'une diplomatie encore inexpérimentée. Cet échec est mis à profit, et une préparation diplomatique précède les conflits suivants.
Par la suite, le Japon accélère sa politique en Corée en soutenant le coup d'État de Daewongun et la mise en place des Réformes Gabo en 1894, qui lui donnent une plus grande emprise sur la péninsule. En 1895, l'assassinat de la reine Min, soutenu par des Japonais, ainsi que le regain d'influence de la Russie, marquent un relatif recul du Japon dans le pays. Entre 1895 et 1905, la Russie fait alors jeu égal avec le Japon en termes d'influence. En 1896, le général Yamagata tente de ménager les Russes en leur proposant de se répartir la Corée autour du 38e parallèle, ce qu'ils refusent. En 1898, la diplomatie japonaise renouvelle la proposition auprès des Russes — après que ces derniers ont obtenu la concession de Port-Arthur dans la péninsule du Liaodong —, mais celle-ci est de nouveau repoussée. Après la révolte des Boxers en 1900, à l'issue de laquelle les Russes obtiennent de nombreuses concessions en Mandchourie, la « question russe » revêt une importance majeure. Les années suivantes, d'autres options sont proposées au pouvoir russe, de manière à obtenir des zones d'influence exclusives : la Mandchourie pour les Russes, et la Corée pour les Japonais. Ces propositions essuient de nouveaux refus, la Russie visant toujours à intégrer la Corée à sa sphère d'influence. L'intransigeance de la Russie sur cette question convainc les responsables japonais qu'une guerre contre ce pays est inévitable. De manière à éviter les déconvenues diplomatiques de la guerre contre la Chine quelques années plus tôt, le Japon prend soin au préalable de nouer l'alliance anglo-japonaise en 1902, afin de pouvoir compter sur des soutiens lors de futures négociations de paix. À l'issue de la guerre russo-japonaise, la défaite russe de 1905 finit d'asseoir la domination nippone sur la péninsule. C'est ainsi que le traité d'Eulsa transforme la Corée en protectorat du Japon, prélude à l’annexion du pays en 1910.

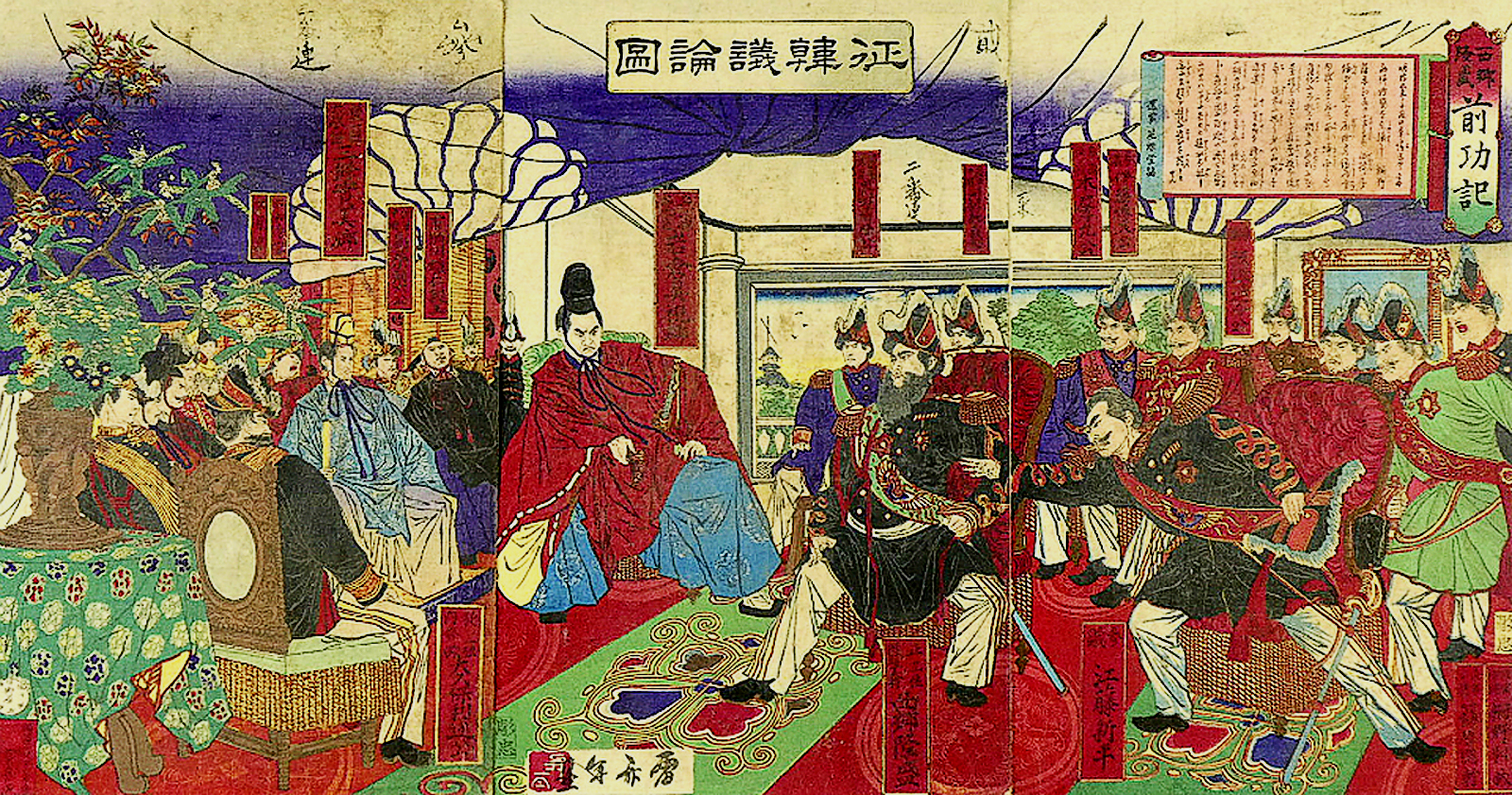
Estampe japonaise montrant l'épisode du Seikanron de 1873, au cours duquel, pour la première fois, il est question d'envahir la Corée.
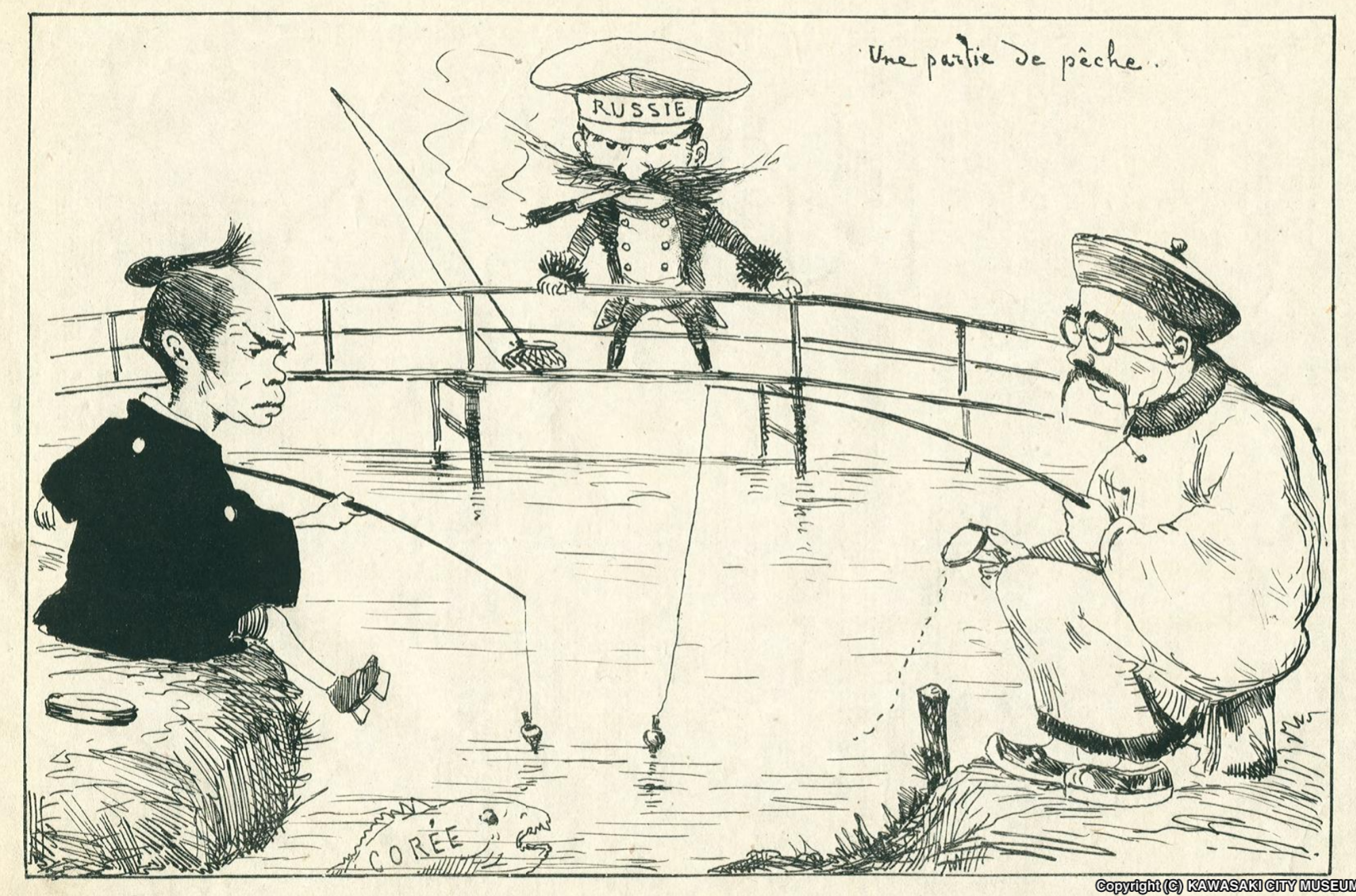
Une partie de pêche, caricature de Georges Ferdinand Bigot de 1887, montrant la Corée convoitée par la Chine, le Japon, et la Russie.
Nishiki-e de Toshihide Migita, montrant la reddition des troupes chinoises, face aux forces japonaises.
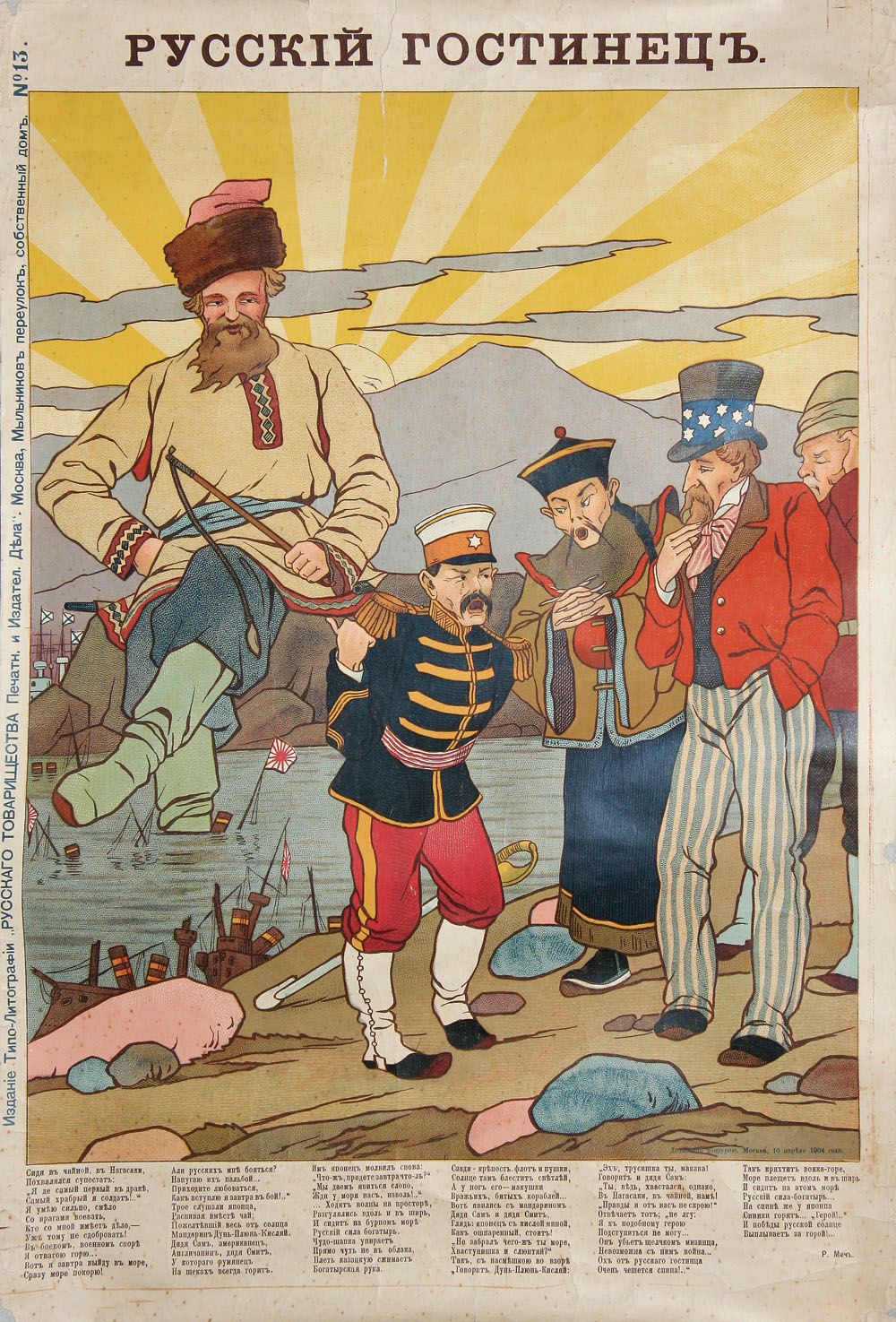
Poster de propagande russe misant sur la victoire du pays.

### Recherche d'alliances avec les Occidentaux jusqu'à la Première Guerre mondiale
Le Japon densifie ses relations avec les puissances occidentales à l'issue de sa victoire contre la Russie en 1905. Son intervention en 1901 au sein de la coalition militaire contre les Boxers lui a déjà permis d'obtenir quelques concessions en Chine et de développer son influence. Grâce aux traités de Shimonoseki en 1895 et de Portsmouth en 1905, le Japon accède au rang de puissance régionale. L'alliance anglo-japonaise négociée en 1902 est reconduite en 1905 et 1907. La Russie noue quant à elle quatre traités entre 1907 et 1916 ; la France en fait de même en 1908, suivie par les États-Unis en 1908, via les accords Root-Takahira. Le Japon intègre ainsi le système des puissances déjà en place en Asie, sans chercher alors à remettre en cause celui-ci, se contentant de négocier quelques concessions et d'obtenir une reconnaissance de son rang au sein des puissances internationales.
L'éclatement de la révolution chinoise de 1911 fait évoluer les perspectives du Japon, et la situation en Chine devient un point de crispation pour les pouvoirs japonais. Les gouvernements qui se succèdent à l'époque (Saionji et Yamamoto) sont très partagés sur l'attitude à adopter, et sont tiraillés entre les aspirations incompatibles des libéraux et de l'armée. Sun Yat-sen, qui s'est réfugié au Japon en 1913, peine à y trouver des soutiens. Cherchant à protéger ses intérêts dans le pays, le gouvernement japonais soumet vingt et une demandes au gouvernement chinois de Yuan Shikai. Celui-ci est contraint d'en accepter une partie, et la Chine devient alors de fait un protectorat du Japon. Cependant, le pouvoir chinois parvient entretemps à trouver le soutien des États-Unis, encore neutres lors de la Première Guerre mondiale, lesquels par la voix de leur secrétaire d'État William Jennings Bryan mettent en garde le Japon contre toute action qui « violerait la souveraineté chinoise ». Le Japon commence ainsi à s'aliéner le gouvernement des États-Unis pour de maigres avantages en Chine.

## Économie

### Premières initiatives étatiques au début de l'ère Meiji
L'industrie est modernisée en ayant recours au modèle des manufactures d'État. Des usines sont créées ex nihilo grâce à du matériel acheté à crédit à l'étranger, et des usines plus anciennes — créées par des daimyō ou l'administration shogunale — sont reprises par l’État. Le développement de Hokkaidō est aussi décidé. Les évolutions sociales rapides sont cependant à l'origine de révoltes parmi les samouraïs — comme en 1874 à Saga, et en 1877 à Satsuma — qui font peser de nouvelles charges sur l'État. Pour faire face aux déficits budgétaires causés par les dépenses, le gouvernement et les banques ont recours à de nombreuses émissions de monnaie, ce qui fait plonger la valeur des billets en circulation, face aux pièces d'argent. En 1880 un cours forcé des billets est imposé et la même année, un coup de frein est donné aux dépenses visant au développement industriel. Cette crise monétaire entraîne une dépression de 1881 à 1886, que le ministre des finances Matsukata Masayoshi doit affronter. Les dépenses de l'État sont réduites, et plusieurs impôts, instaurés — dont l'impôt sur le revenu, en 1887. Créée en 1882, la Banque du Japon assure la conversion des billets émis auparavant en pièces d'argent, et permet ainsi d'assainir la situation financière.
Les entreprises créées par l'État au début de l'ère Meiji sont privatisées dix ans après leur création, ce qui permet au gouvernement de dégager des liquidités. Des conglomérats, comme Mitsubishi ou Mitsui, se renforcent par ce biais, le plus souvent à très bon compte. Ces entreprises nationales créées dans les années 1870 concentrent leurs activités dans le domaine de la construction navale, des arsenaux et des mines. L’État prend aussi des initiatives pour construire des usines produisant du ciment, du verre et des lainages.
La production agricole connaît quelques progrès entre les années 1860 et les années 1890. Bien que la population augmente de près d'un tiers au cours de cette période, le pays reste exportateur de produits agricoles. La surface cultivée augmente de près de cent mille hectares de rizières, et de 80 000 hectares de terres agricoles sèches, la moitié de cette dernière surface étant obtenue grâce à la mise en valeur de Hokkaidō. L'amélioration des transports et le déploiement d'entrepôts plus modernes permettent aussi de réduire les pertes alimentaires.
La production minière est rapidement considérée comme une priorité, permettant d'alimenter de nouvelles usines. Sous l'impulsion de personnalités comme Inoue Kaoru, l'État acquiert des mines, de manière à les moderniser, puis ouvre des écoles dans lesquelles des conseillers étrangers sont employés pour former les mineurs. L'usage d'outils modernes, comme des pompes à vapeur ou des explosifs, se développe. La production de charbon passe ainsi de 400 000 tonnes dans les années 1860 à 2 600 000 tonnes en 1890. Entre 1860 et 1900, la production de cuivre passe quant à elle de 1 000 à 29 400 tonnes.
Des infrastructures modernes commencent à être déployées à l'échelle du pays. En 1895, sont construites plus de trois mille kilomètres de lignes de chemin de fer, la plupart à l'initiative d'investisseurs privés. À la même date, six mille kilomètres de lignes télégraphiques parcourent le pays. À partir des années 1870, le Japon développe aussi une marine marchande, laquelle lui permet de contrôler 14 % des flux rentrants dans les ports du pays.
Le Japon continue de dépendre de l'Occident pour plusieurs de ses importations, comme les machines-outils, l'acier, les équipements militaires. Le pays importe aussi de grandes quantités de balles de coton pour ses usines de tissu. Le Japon exporte ensuite ses cotonnades, qui au début des années 1890, représentent 42 % de toutes ses exportations.

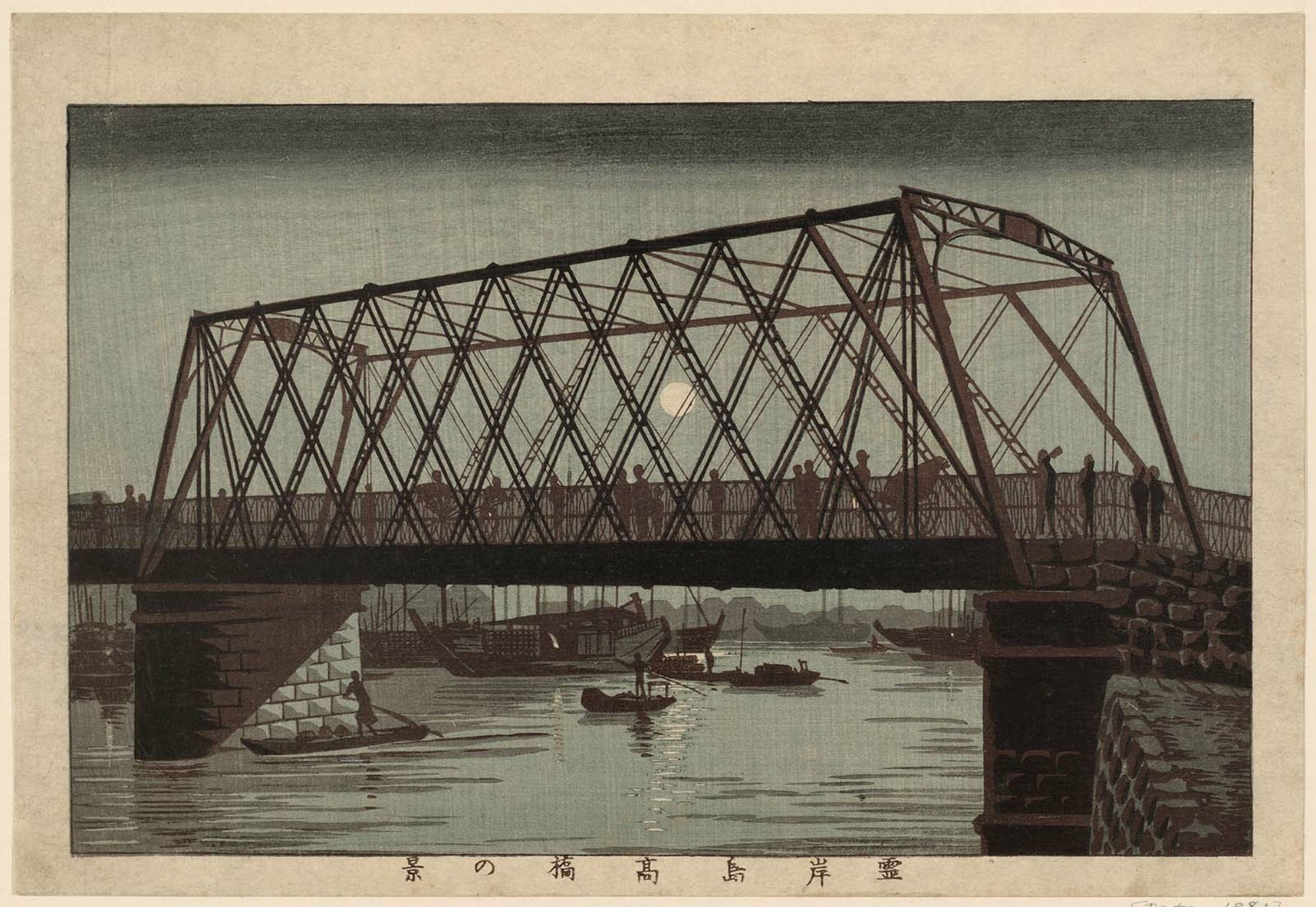
Pont métallique dans une Nishiki-e de 1877.
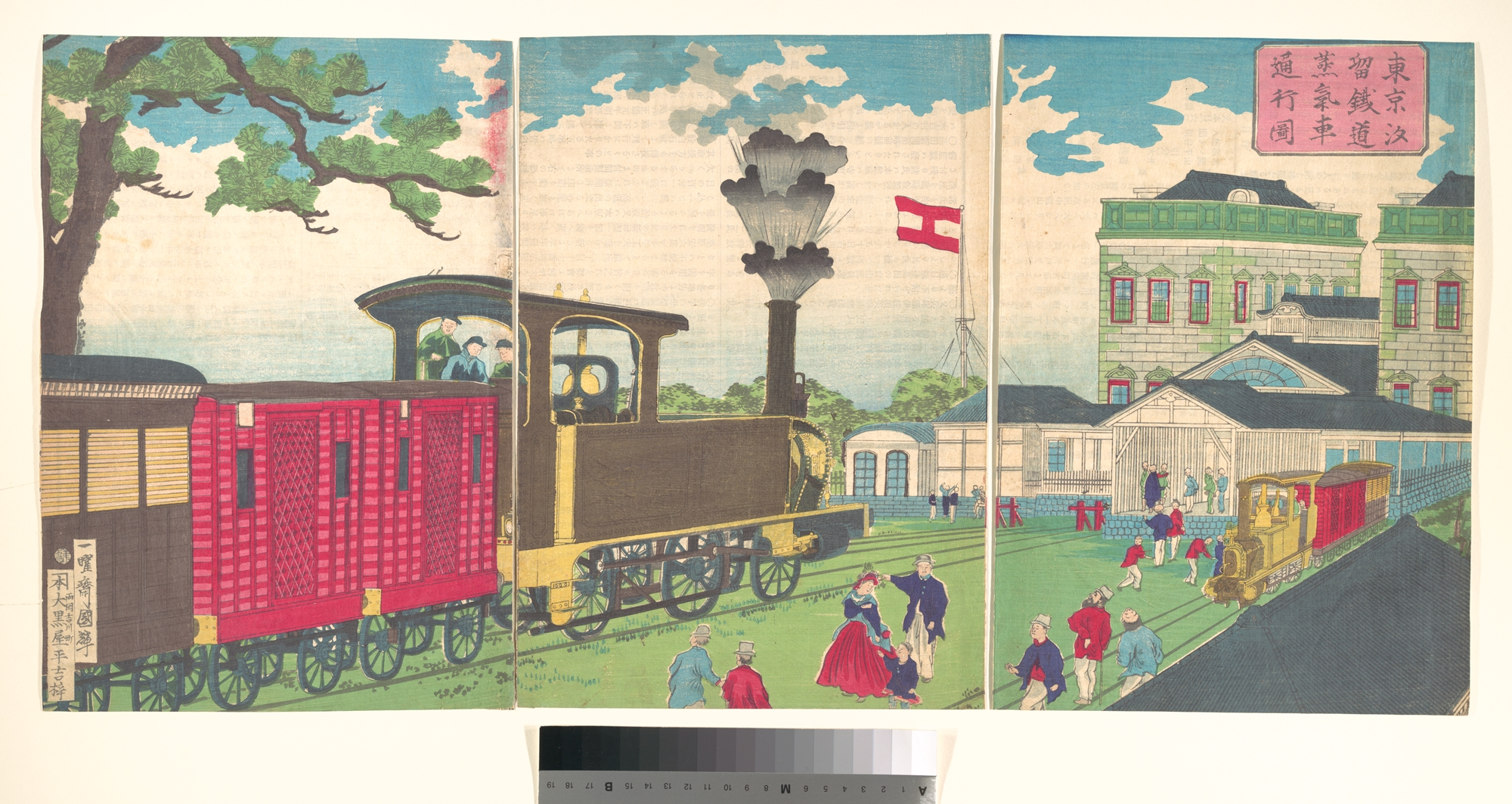
Train à vapeur arrivant à la gare de Shiodome dans une ukiyo-e de 1872.
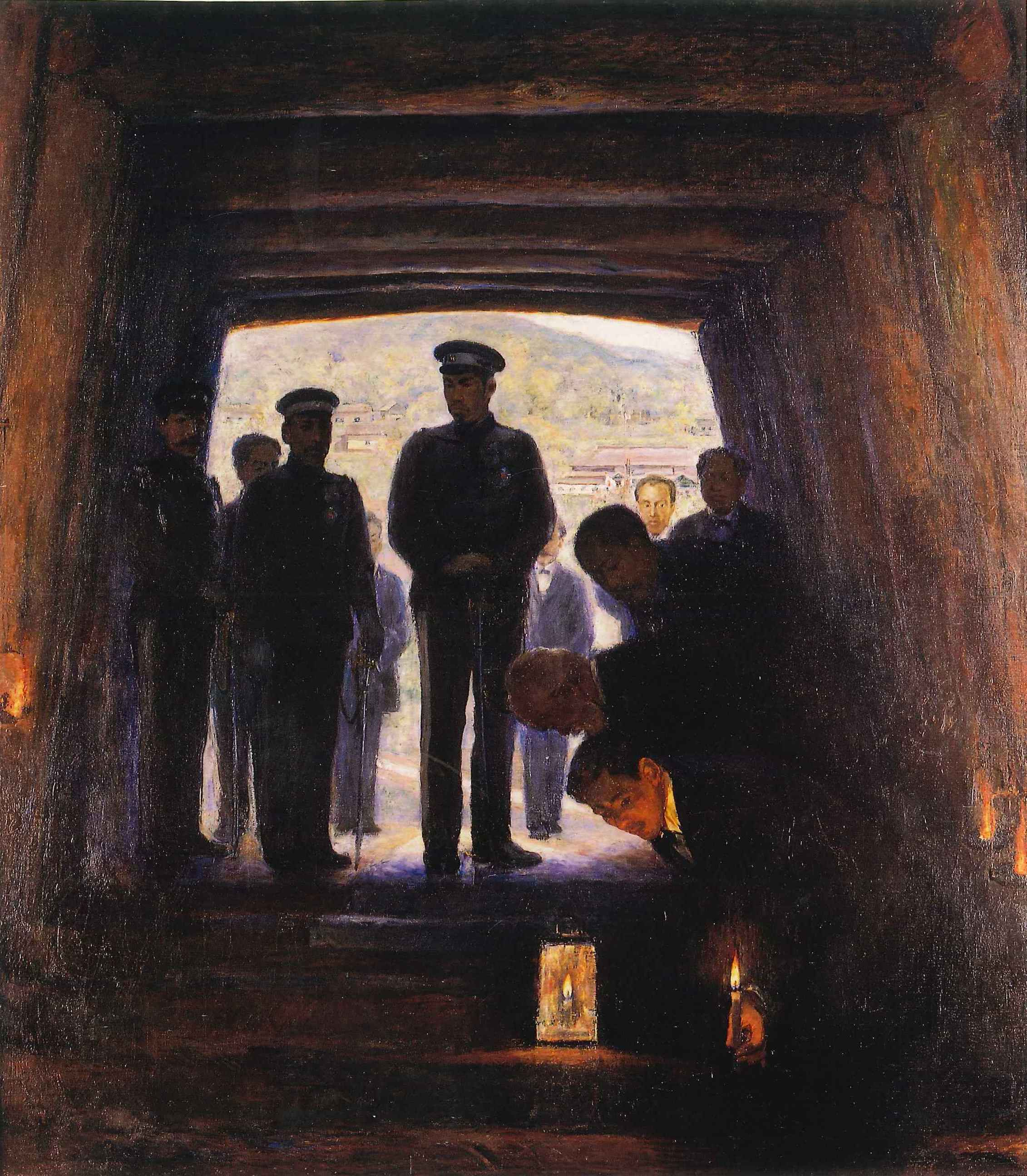
Peinture de l'empereur visitant une mine d'argent dans la préfecture d'Akita en 1881.
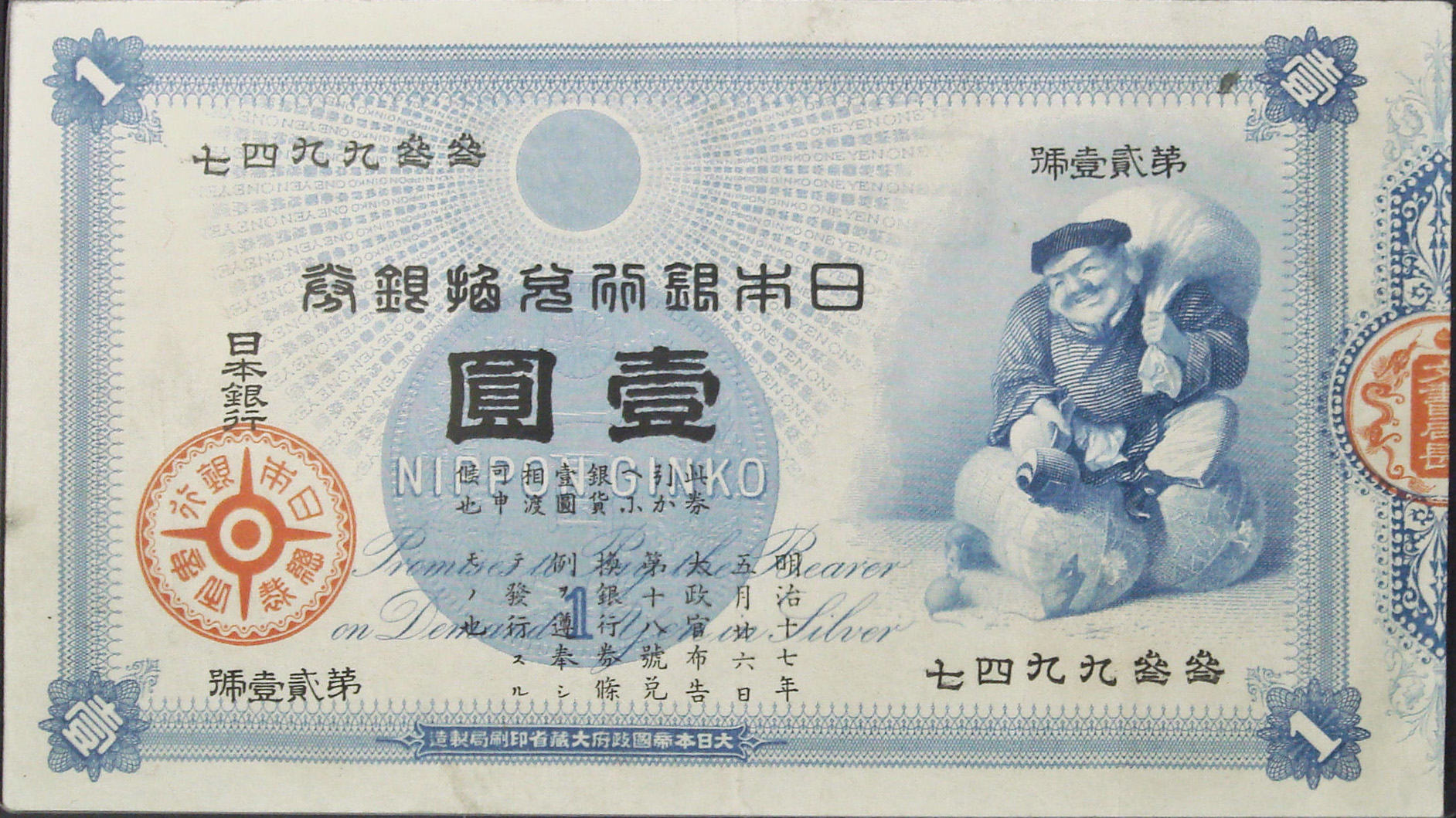
Billet d'un yen de 1885 convertible en monnaie d'argent.

### Forte croissance dans la seconde moitié de l'ère Meiji
L'économie japonaise connaît une phase de forte croissance dans la seconde moitié de l'ère Meiji. Entre 1880 et 1914, le revenu national brut augmente de 4 % par an en moyenne. Cette tendance est plus accentuée entre 1895 et 1905, la production industrielle doublant lors de cette période. Le secteur textile représente une part importante de cette production et joue un rôle moteur pour le reste du secteur industriel. En 1900, 67 % des ouvriers y travaillent et en 1913, la production du pays atteint la quatrième place mondiale. En 1904, l'industrie lourde bénéficie du déclenchement de la guerre russo-japonaise, mais aussi, de l'essor des chemins de fer dans le pays. La production passe de sept mille tonnes d'acier en 1901 à 70 000 tonnes en 1906, et 500 000 tonnes en 1919. La part des actifs travaillant pour l'industrie passe de 6 % en 1880 à 20 % en 1920. En 1918, la part de la production industrielle dépasse la part de la production agricole dans le revenu national brut.
Le développement de l'industrie lourde japonaise s'accompagne de quelques particularités. L'importation de matières premières depuis l'étranger (comme le charbon et le fer) — en tant que principales sources d'approvisionnement — permet à des aciéries comme celles de Yahata (ouverte en 1901) de prospérer au-delà de ce que permet la production locale. Celle-ci est alors essentiellement approvisionnée en minerai venant de Chine ou de Corée, préfigurant la logistique industrielle qui se met en place par la suite, lors de l'exploitation des colonies japonaises. La transition de la machine à vapeur vers l'électricité est tout aussi rapide au Japon. Dès 1887, une première centrale électrique au charbon ouvre à Tokyo, et en 1891, la première centrale hydroélectrique ouvre près de Kyoto. En 1913, 2,3 millions de foyers ont accès à l'électricité, et ce chiffre double dès 1917. Toujours en 1917, l'électricité dépasse la vapeur en puissance utilisée dans les usines du pays ; elle permet le développement de certaines productions, comme celle de fertilisants, mais aussi, le fonctionnement des usines la nuit, grâce à la généralisation des ampoules électriques.
Cependant, la hausse de la production se fait souvent au détriment des travailleurs des différents secteurs. Dans l'agriculture, près de la moitié des surfaces cultivées sont exploitées par des fermiers qui ne possèdent pas la terre, et qui doivent parfois reverser à leurs propriétaires près de 60 % des fruits de leur travail. Dans le secteur textile où la main d’œuvre est principalement féminine, les salaires sont particulièrement bas, et les conditions de travail et d'hébergement, le plus souvent insalubres. Les conditions ne sont guère différentes dans le secteur minier, et des sites comme les mines de cuivre d'Ashio ont à cet égard très mauvaise réputation. De telles conditions de travail rendent le recrutement de plus en plus difficile, alors qu'il est nécessaire d'augmenter la production. De nombreux ouvriers n'hésitent pas à fuir vers les grands centres urbains, ou même à l'étranger, au Brésil ou à Hawaï.
À la même époque, se constitue un mouvement ouvrier, réclamant l'élaboration d'un droit du travail, ainsi qu'une amélioration des rémunérations et des conditions de travail. Des grèves éclatent dans le secteur de la métallurgie (1897) et des chemins de fer (1898), et en 1898, un premier syndicat clandestin est créé dans le secteur de l'imprimerie. La réponse des autorités est initialement violente. En 1900, des lois sont promulguées pour restreindre les possibilités de manifester et de se regrouper ; l'armée et les Yakuza sont régulièrement utilisés pour réprimer les grèves. La situation se tend en particulier après l'incident de haute trahison en 1911 qui voit une douzaine d'anarchistes tenter d'assassiner l'empereur Taishō Tennō. La première législation du travail n'est votée qu'en 1912, et n'est appliquée qu'à partir de 1916. Celle-ci met l'accent sur les conditions de travail, plus que sur les salaires, et vise par ce biais à développer la fidélité de l'ouvrier envers son employeur, dans une vision confucéenne. L'âge minimum pour travailler est alors fixé à 12 ans et la durée maximale du travail journalier pour les femmes et les enfants, à 12 heures.

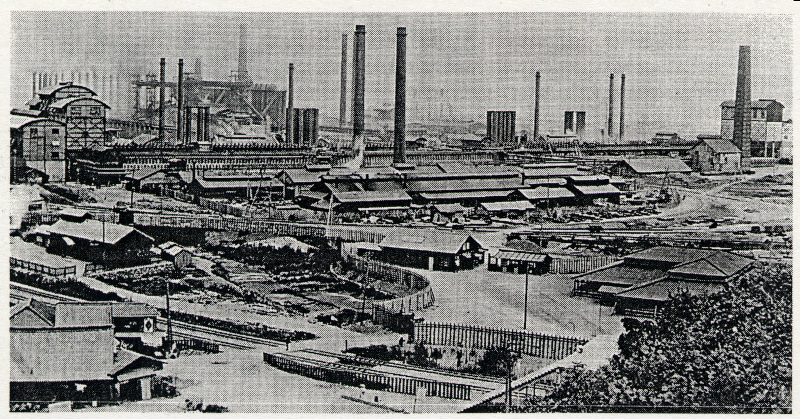
Aciéries à Yahata vers 1910.
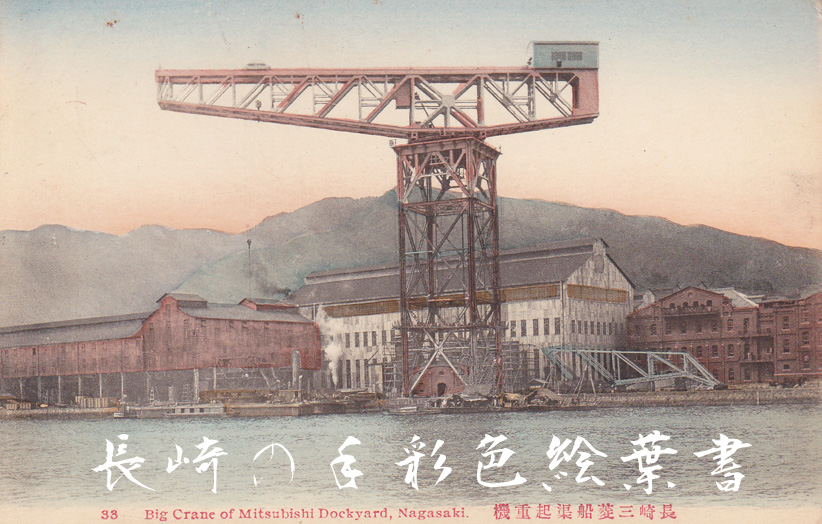
Grue électrique d'un chantier naval construite en Écosse et opérée par Mitsubishi à Nagasaki vers 1910.
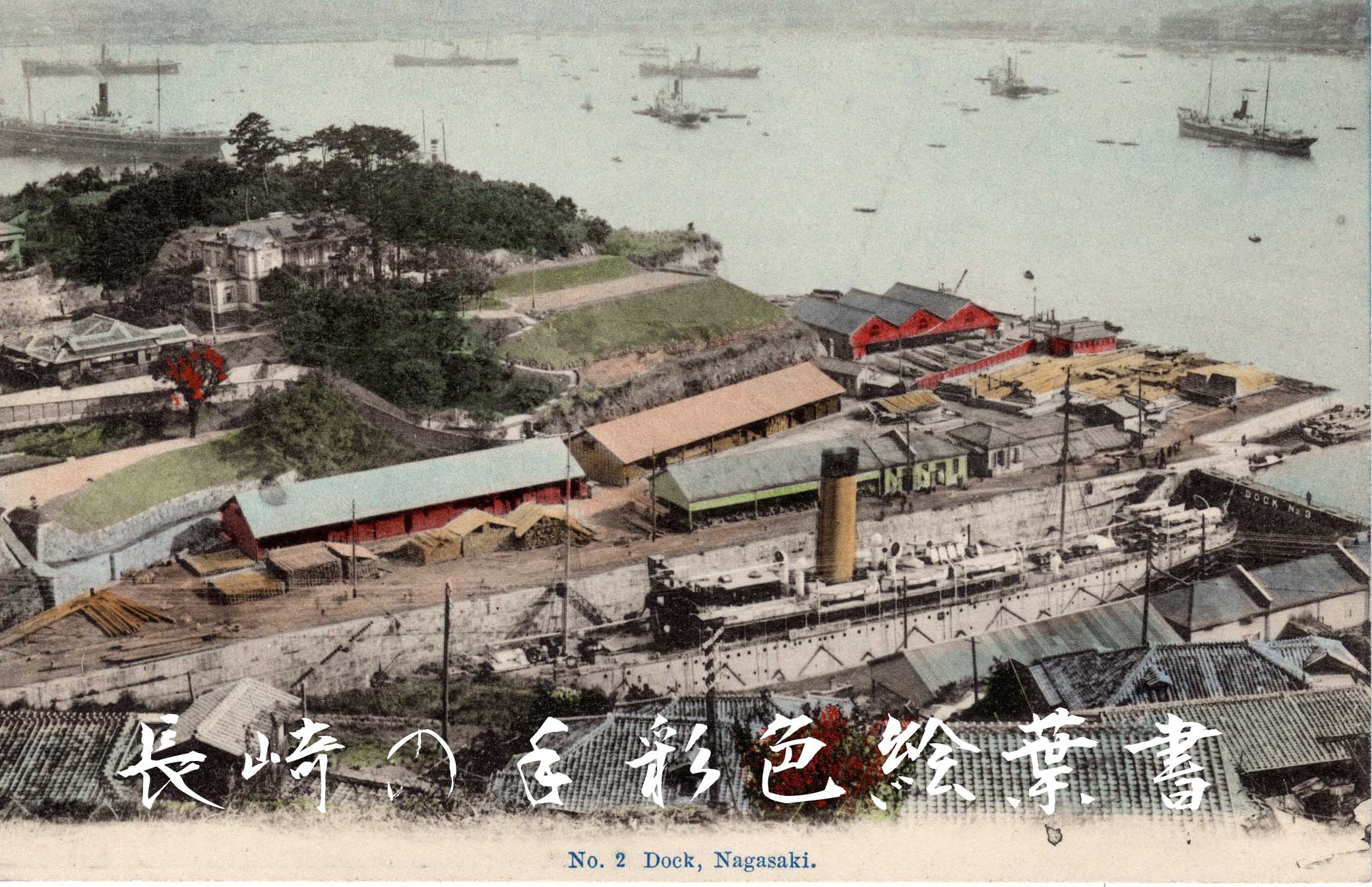
Chantier naval à Nagasaki vers 1910.
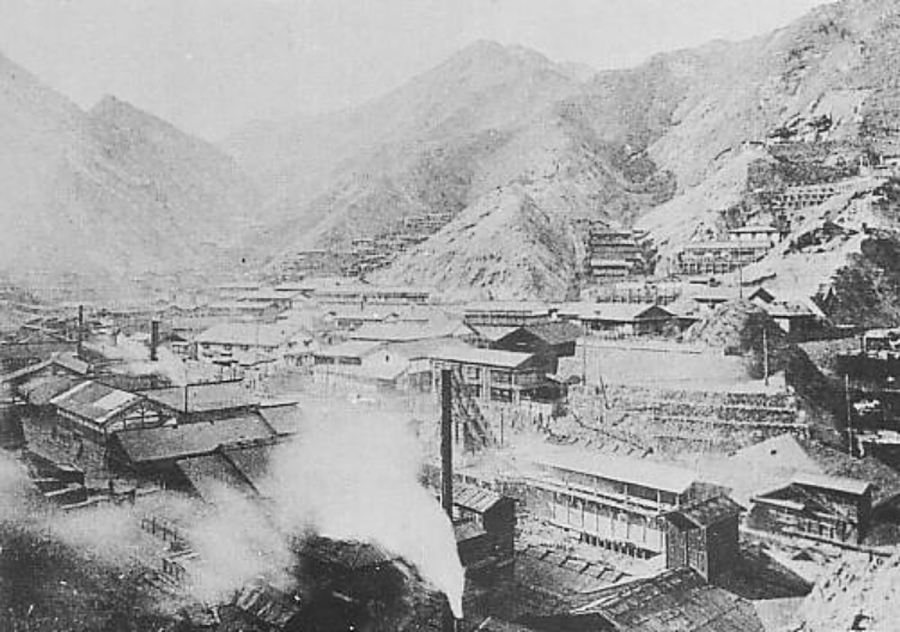
Mine de cuivre d'Ashio vers 1895.
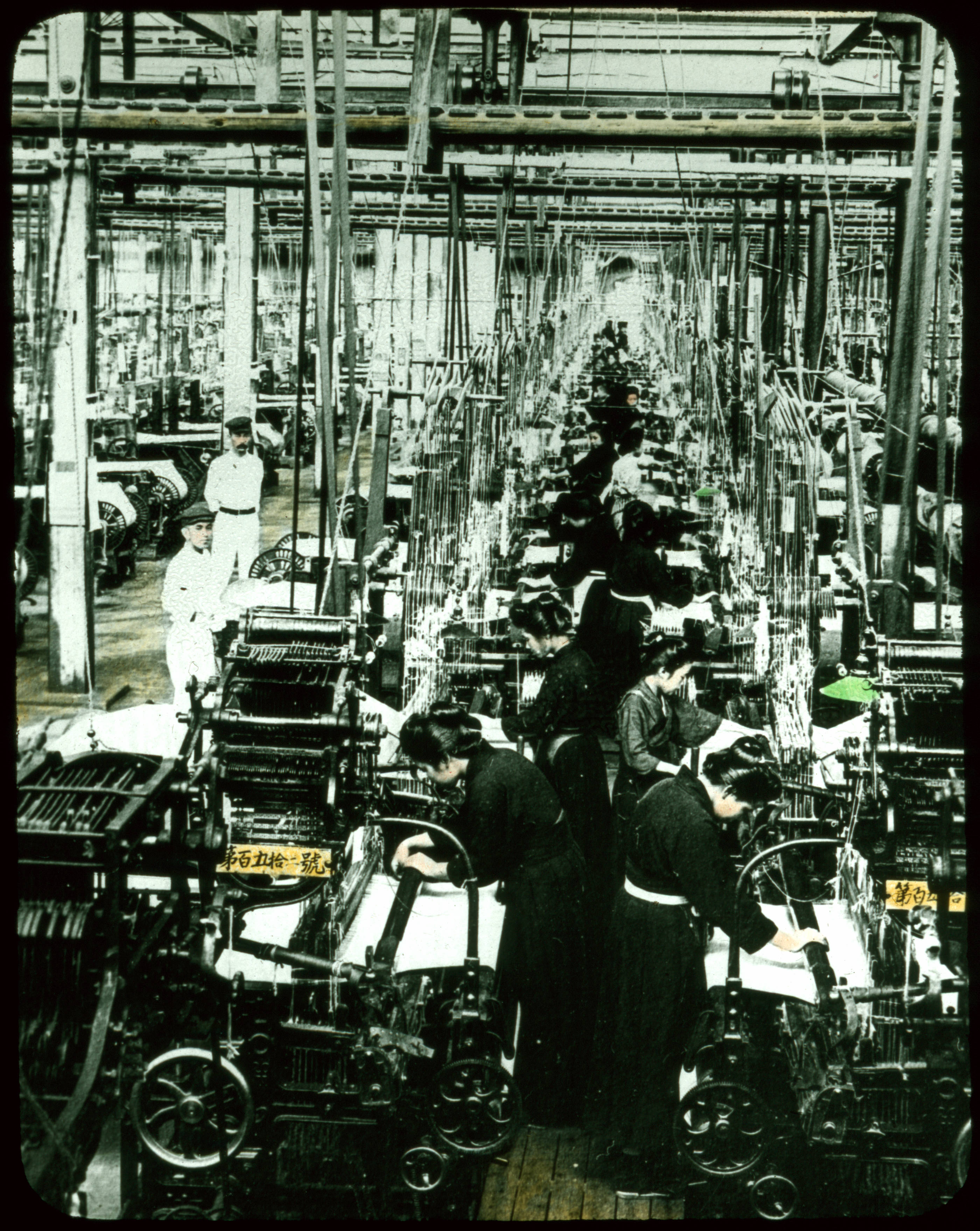
Usine textile vers 1910.

## Société

### Démographie

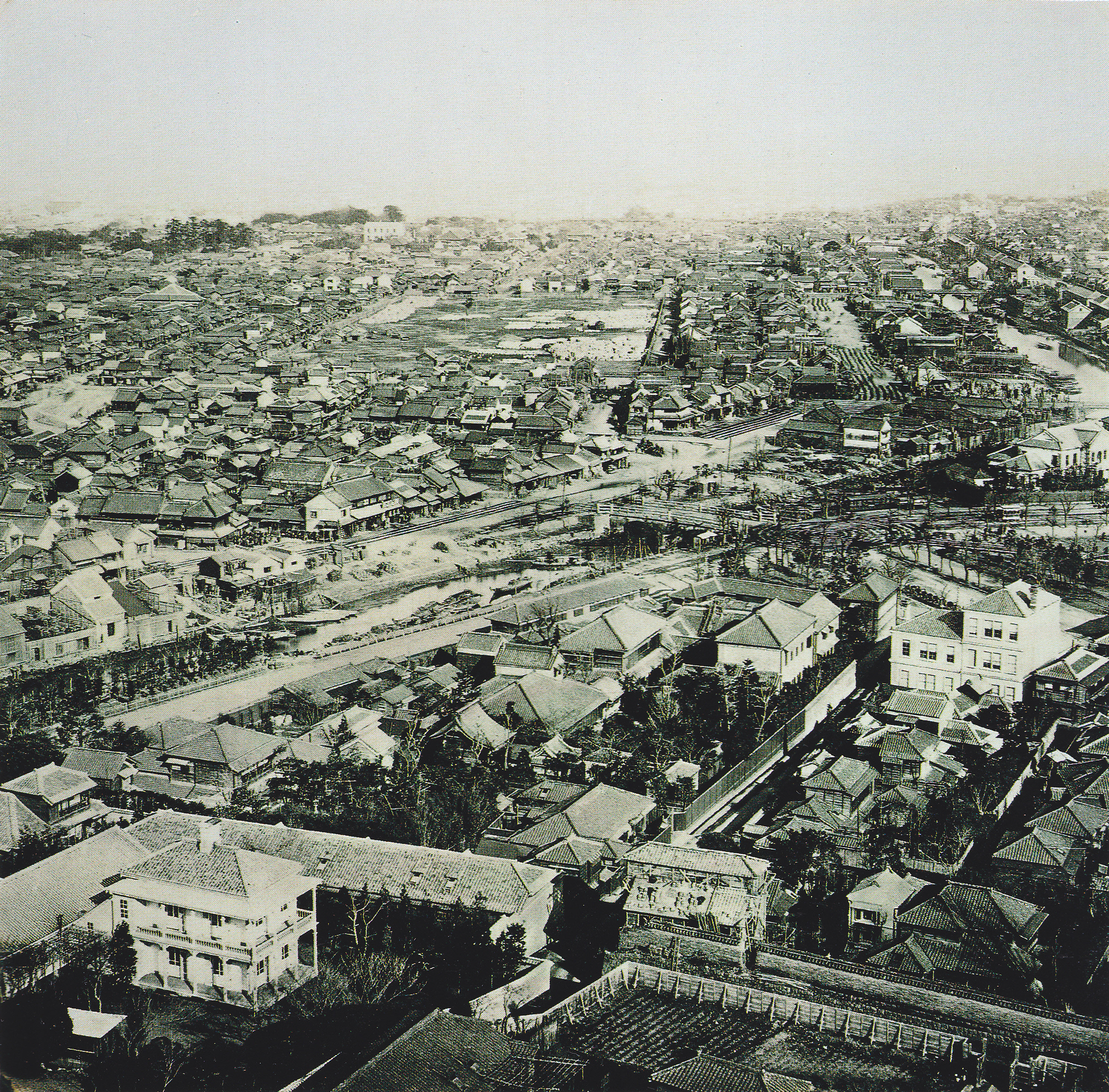
Vue aérienne du quartier d'Akihabara à Tokyo en 1889.

Après une période de stabilité démographique à la fin de l'ère Edo, la population passe de trente à cinquante millions entre 1870 et 1915, cette augmentation étant soutenue par une baisse de la mortalité infantile et une hausse des naissances et de l'espérance de vie. Cette croissance est rendue possible grâce à l'augmentation des importations de riz et à la mise en valeur de terres arables à Hokkaidō — la surface des champs y passant de 45 000 à 750 000 chō de 1890 à 1920, et la surface des rizières, de 2 000 à 83 000 chō sur la même période. La part de la population citadine connaît aussi une hausse : 28 % des Japonais vivent dans des villes de plus de dix mille habitants, contre 16 % en 1893. En 1903, Tokyo atteint deux millions d'habitants et Osaka, un million, cette dernière cité triplant sa taille en un demi-siècle. Cet essor de la population urbaine entraîne une baisse du poids de l'agriculture dans le PIB du pays, celui-ci passant de 45 % en 1885, à 32 % en 1914.

### Enseignement
En 1871, est créé un ministère de l'Éducation, chargé de mettre en place un système éducatif à l'échelle du pays. L'éducation de la population est une des priorités du régime, car celui-ci la considère comme un prérequis à la modernisation du Japon. Une éducation primaire obligatoire de quatre ans est instaurée. Malgré un budget insuffisant, des résultats sont assez rapidement enregistrés. Une enquête de 1875 relève que près de vingt mille écoles primaires sont en activité, mais que les conditions matérielles dans lesquelles elles opèrent sont assez variées : 40 % sont hébergées dans des temples bouddhistes (souvent d'anciennes Terakoya), 33 %, dans des maisons de particuliers, et 18 %, dans des bâtiments nouveaux destinés à l'éducation. La scolarisation est aussi marquée par un déficit de l'éducation des filles : toujours en 1875, seulement 20 % d'entre elles sont scolarisées, contre 50 % pour les garçons — ce retard ne sera rattrapé que vers 1900. L'alphabétisation progresse assez lentement, l'absentéisme pouvant être élevé. En 1892, une enquête de l'armée indique que 27 % des recrues sont totalement illettrées, et 34 % le sont partiellement. Plus largement, l'efficacité des politiques décidées au ministère se heurte à l'autonomie des autorités locales, le contenu des cours pouvant grandement varier d'une école à une autre. Bien que l'éducation soit obligatoire, son financement reste à la charge des familles et des collectivités locales. Les parents sont également réticents à laisser leurs enfants aller à l'école, au lieu de les faire travailler pour financer les besoins de la famille.
Pour pallier les différents écueils enregistrés lors des premières années, et dans le cadre de la réorganisation du gouvernement en cabinet, un premier « ministre de l'Éducation » est nommé en 1885, Mori Arinori. Celui-ci réforme le système éducatif et lui impose une organisation qui perdure jusqu'à la fin de la période impériale. Très centralisé, le ministère de l'Éducation place un système universitaire public à son sommet et constitue un réseau d'universités impériales dans les plus grandes villes du pays. Mori met aussi en place une école de formation à Tokyo, chargée d'uniformiser la formation des enseignants, et ainsi, de s'assurer leur loyauté envers l'État, et non envers un pouvoir local. En 1890, le Rescrit impérial fournit un cadre moral à l'éducation. Le taux de scolarisation s'élève à 69 % dès 1898, et atteint presque 100 % à la fin de l'ère Meiji. En 1907, la durée de scolarité obligatoire est étendue à six ans.
Au début de l'ère Meiji, s'ouvrent également de très nombreuses écoles privées, dont le cursus est destiné à l'enseignement de l'anglais et/ou de savoirs occidentaux. Si la plupart d'entre elles périclitent, certaines évoluent pour constituer les premières universités privées. Ces écoles sont en majeure partie situées à Tokyo, mais des centres culturels importants comme Kyoto sont aussi concernés. Si ces écoles sont surtout animées par des formateurs japonais, certaines d'entre elles, comme Dōshisha à Kyoto, sont fondées par divers mouvements chrétiens. D'autres, comme Waseda ou Keiō, sont liées à des personnalités politiques ou intellectuelles.
Même si la jeunesse est de plus en plus éduquée, les possibilités d'ascension sociale sont réduites, puisqu'au cours des années 1890, seul augmente le nombre de postes subalternes dans les entreprises. Dans le même temps, cette population éduquée bénéficie d'un plus large accès aux écrits de journalistes et de critiques. L'enseignement universitaire accueille aussi de plus en plus d'étudiants, qui sont 9 695 en 1915.

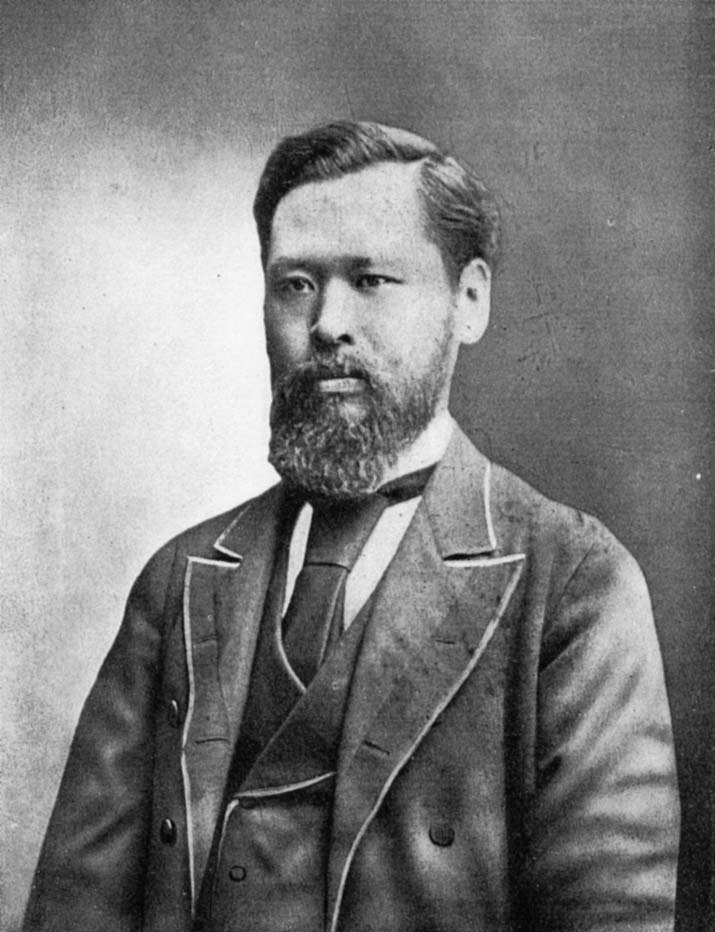
Mori Arinori, premier ministre de l'Éducation (de 1885 à 1889), souvent crédité pour la mise en place d'un système scolaire moderne.
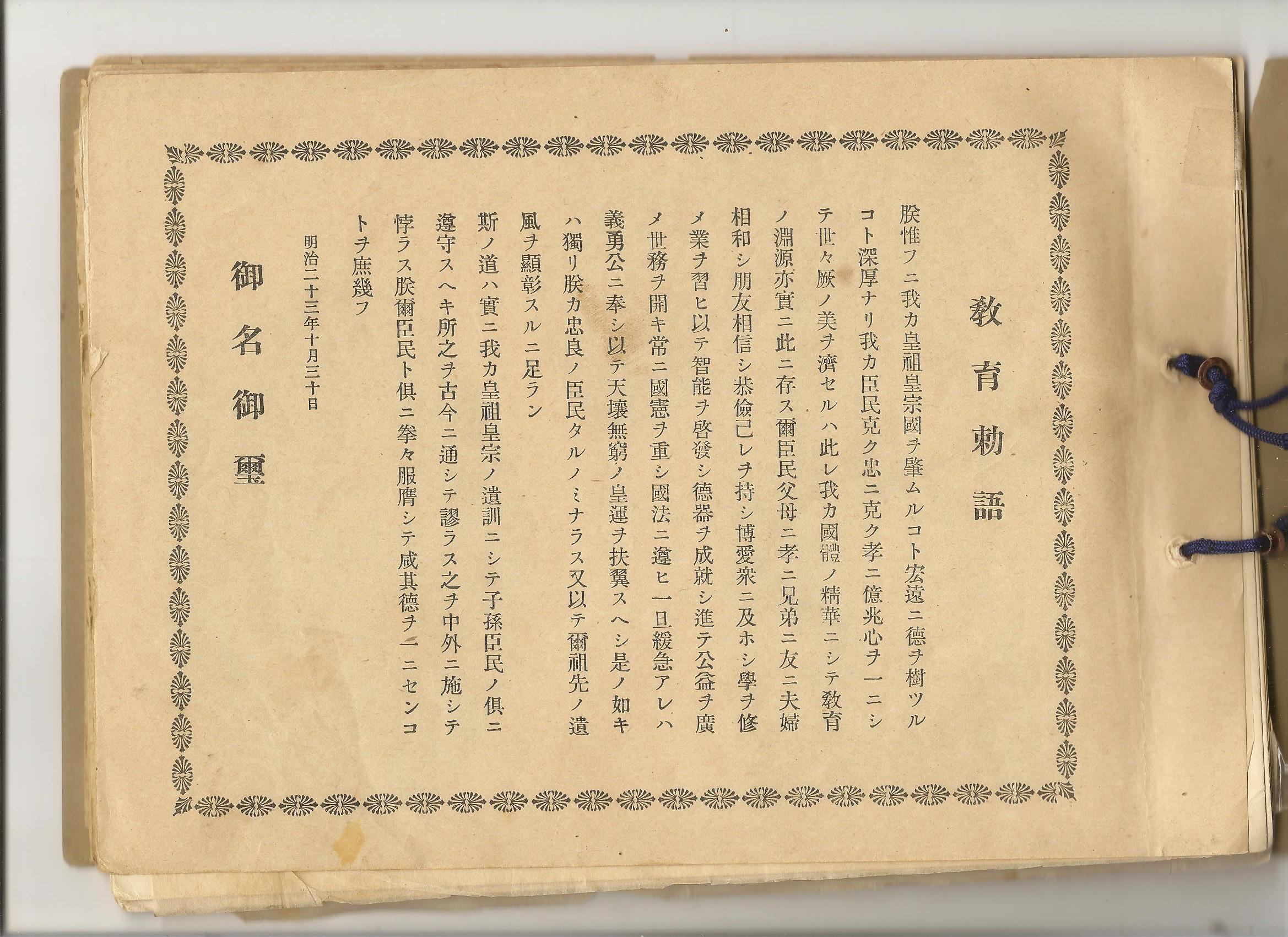
Exemplaires du Rescrit impérial sur l'éducation de 1890.

### Pratiques religieuses

#### Shintō
À la fin de l'époque d'Edo, le shintoïsme (shintō) connaît un mouvement de rénovation. Initialement constitué autour d'un ensemble de rites de la cour au VIIe siècle, le shintō évolue au Moyen Âge sous l'influence du bouddhisme et intègre différents éléments et croyances liés aux Kami. Au XVIIIe siècle, les écoles de pensée Mitogaku et Kokugaku commencent à envisager ce courant religieux comme un socle possible de modernisation du pays. L'idée de la vénération de l'empereur commence à toucher la population au travers de slogans politiques comme Sonnō jōi (« vénérez l'empereur, expulsez les étrangers »). En plaçant en son centre la figure de l'empereur, la restauration de Meiji favorise le shintō pour fournir à l'État ses rites et sa légitimité.
De 1868 à 1890, le shintō renouvelle son corpus idéologique. La proclamation Taikyō de 1870 consacre le caractère divin de l'empereur. Les sanctuaires sont intégrés à l'État en tant qu'institutions de la puissance publique, et traités comme ne relevant pas d'une religion. Les rituels shintō mis en œuvre au sein de la maison impériale connaissent une rénovation. Les différents sanctuaires sont réorganisés à travers un réseau national hiérarchisé dirigé par le sanctuaire d'Ise. La portée de cette évolution reste toutefois limitée, non seulement en raison des faibles compétences des représentants du shintō, des dissensions qui éclatent entre eux et de son très faible financement, mais également, à cause de l'opposition des pouvoirs bouddhistes, en particulier après l'épisode de Shinbutsu bunri, de 1868 à 1872. La formation des prêtres (kannushi) est cependant centralisée et améliorée au sein du sanctuaire d'Ise, où le prince Kuni Asahiko crée un groupe de travail en 1878, et par la suite, prend d'autres initiatives de ce type, comme la fondation du Kokugakuin en 1882.
À partir de 1890 et jusqu'à la guerre russo-japonaise en 1905, la doctrine du shintō se consolide progressivement. La période commence avec la promulgation de la constitution de l'empire du Japon et du rescrit impérial sur l'éducation en 1890, ces documents fondamentaux réaffirmant la primauté et la centralité de l'empereur au sein de l'État. Les rituels shintō sont légitimés en tant qu'outils de vénération de l'empereur. Ils s'inscrivent dans les usages populaires au travers des pratiques imposées aux élèves et auxquelles se joint à l'occasion la population locale (visites de sanctuaires, fêtes scolaires…). Signe d'un début d'enracinement chez les Japonais, des associations locales se constituent par endroits, pour aider à financer le fonctionnement de sanctuaires locaux, ou faire campagne auprès de la Diète pour obtenir des financements. Tokyo commence à se transformer en un site de grands rituels shintō, à l'image de ce qu'est encore Kyōto. Après la première guerre sino-japonaise de 1895, le Yasukuni-jinja (construit en 1869) est consacré en tant que lieu d'hommage national aux âmes des soldats morts pour le pays — et ce rôle est rappelé à l'issue de la guerre russo-japonaise de 1905.
L'intégration du shintō au sein de l'appareil d'État se poursuit de la fin de l'ère Meiji et lors de l'ère Taishō, et touche plus largement la population nippone. D'un côté, l'État parfait son contrôle sur l'institution shintō tout en assurant son financement, de l'autre, le shintō fournit à l'État, à la fois une base idéologique et un réseau de sanctuaires permettant de mobiliser en profondeur la population japonaise. À partir de 1906, les prêtres reçoivent de l'argent de l'État lorsqu'ils assurent des rituels publics, tout comme l'école Kokugakuin chargée de la formation des prêtres, ainsi que les sanctuaires préfectoraux. Au début de cette période, le financement dont bénéficient les quelque quinze mille prêtres, reste très limité. De même, le sous-financement des sanctuaires pousse nombre d'entre eux à se rapprocher pour fusionner : leur nombre passe de deux cent mille en 1906 à cent vingt mille en 1914. Signe d'une plus grande pénétration au sein de la population, la construction du Meiji-jingū de 1915 à 1920 mobilise un très grand nombre de volontaires dans tout le pays.

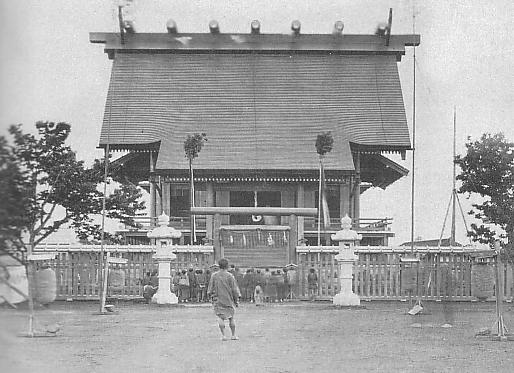
Yasukuni-jinja (ici vers 1873), un des premiers sanctuaires shintō construits à Tokyo.

#### Bouddhisme

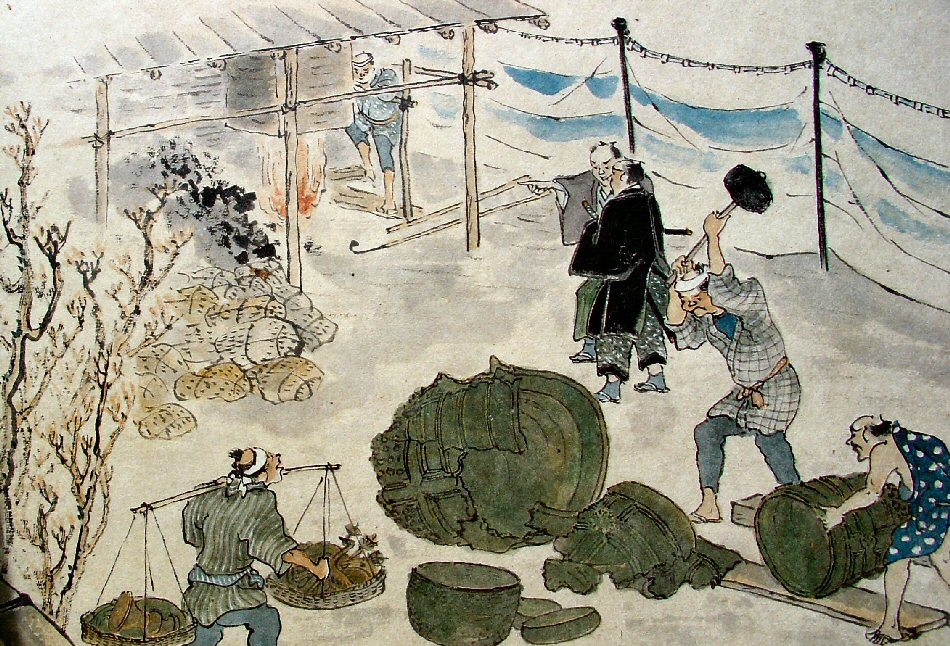
Destruction de cloches bouddhistes pendant le Haibutsu kishaku vers 1870.

Le bouddhisme est durement touché lors de la restauration de Meiji. Au cours des siècles, un syncrétisme s'est développé entre bouddhisme et shintō. Influencé par les préceptes des Kokugaku,, le Jingi-kan, qui au sein de l'État dirige les affaires liées au shintō, ordonne le 4 avril 1868 une séparation des deux religions et une épuration des sanctuaires. Le but est alors de lutter contre l'influence des pouvoirs bouddhistes sur la société, perçus comme des éléments conservateurs s'opposant à la modernisation du pays. Ordre est donné aux prêtres bouddhistes exerçant dans des sanctuaires syncrétiques de se convertir au shintō ou de démissionner. Les objets de culte comme les statues et les textes sacrés doivent être évacués. La plupart des prêtres font le choix de se convertir, et vont jusqu'à afficher ce renoncement en prenant des concubines ou en mangeant de la viande de manière ostentatoire, pratiques proscrites pour les prêtres bouddhistes. Souvent violent, ce processus entraîne de nombreux pillages de temples et destructions d'objets. Le gouvernement prend quelques mesures pour éviter les débordements, mais celles-ci sont variablement interprétées par les autorités locales, et les troubles persistent jusqu'au début des années 1870. Des cloches sont fondues pour en faire des armes, des statues sont profanées, et des temples sont saisis par les autorités locales, comme à Satsuma. Dans les régions les plus durement touchées, la plupart des temples sont détruits et de nombreux moines, tués. Cette politique touche variablement les différents courants bouddhistes. Nombre de prêtres des temples du Shingon et du Tendai se convertissent au shintō, tandis que le Jōdo shinshū se montre plus virulent dans son opposition, allant jusqu'à déclencher des émeutes pour protéger ses temples. Cette politique contre le bouddhisme s'infléchit en 1872, et les relations avec l'État se normalisent.
Cet épisode de violences envers le bouddhisme pousse certains croyants réformateurs à s'interroger sur la place de cette religion dans la société nippone et sur ses apports. Des réformes de plusieurs types sont proposées et un nouveau bouddhisme, ou shin bukkyō, voit le jour sous plusieurs formes, tandis qu'émergent des figures comme Kiyozawa Manshi. Le bouddhisme monastique connaît également des évolutions — sous l'influence de Fukuda Gyōkai (Terre pure) ou Shaku Unshō (Shingon) — et le respect des dix règles du bouddhisme est réaffirmé. Plus généralement, les bouddhistes tirent profit de la méfiance envers le christianisme qui s'installe dans le pays à partir des années 1880, d'une part en réaffirmant leur loyauté envers l'empereur, d'autre part en cherchant à aligner leurs intérêts avec ceux des nationalistes. C'est ainsi que de nombreux moines exploitent politiquement l'incident causé par Uchimura Kanzō en 1891 — importante affaire médiatique déclenchée par cet enseignant chrétien ayant hésité à se prosterner devant l'image de l'empereur. Une personnalité comme Inoue Enryō cherche à démontrer que les préceptes du bouddhisme sont compatibles avec la science, et affirme que le bouddhisme est même supérieur au christianisme dans sa scientificité. Tanaka Chigaku développe une école dont la doctrine soutient l'expansionnisme japonais en Asie.

#### Christianisme
Tout au long de l'époque d'Edo, le christianisme est victime de persécutions. En 1865, à Urakami dans la région de Nagasaki, près de trois mille chrétiens qui dissimulaient leur foi sont déportés et emprisonnés. Ce n'est qu'en 1873 que la pratique du christianisme est officiellement autorisée par les nouvelles autorités. À partir de 1868, des conseillers étrangers invités dans le pays pour former les Japonais aux techniques occidentales profitent de leur position pour pratiquer un prosélytisme pro-chrétien auprès de leurs étudiants. Leroy Lansing Janes est ainsi à l'origine du Kumamoto Band, un groupe de convertis qui rejoignent par la suite Kyoto et l'Université Dōshisha — fondée par le missionnaire protestant Neesima — et constituent une part importante de son corps enseignant. À Sapporo, c'est William Smith Clark qui convertit une partie des étudiants de la future Université de Hokkaidō ; l'un d'eux, Uchimura Kanzō, joue un rôle central dans l'essor du mouvement chrétien Mukyōkai. À Yokohama, où réside une communauté étrangère importante, c'est la figure du missionnaire James Curtis Hepburn qui est prédominante. À côté de ce protestantisme qui recrute essentiellement dans les couches aisées d'un Japon urbain, des missionnaires catholiques sont plutôt actifs dans les régions les plus rurales. Des orthodoxes sont aussi présents dans la région de Hakodate, où Nicolas du Japon exerce depuis 1861. Cette diffusion du christianisme connaît un certain dynamisme dans les années 1880, mais dès la fin de la même décennie, celle-ci se heurte à la poussée d'un certain conservatisme politique.

### Condition féminine
Dès le début de l'ère Meiji, les classes les plus favorisées suivent l'exemple de l'Occident, et la condition des femmes évolue quelque peu. L'époque voit disparaître certains usages, comme le noircissement des dents et la tonte des sourcils, alors que se diffuse la mode des cheveux longs. Certaines lois deviennent plus favorables aux femmes, comme celle de 1870 octroyant aux concubines la même protection que les épouses légitimes, ou celle de 1872 qui libère les prostituées de leurs anciennes servitudes. La question du statut de la femme dans la société devient un thème important de débat, notamment porté par le mouvement pour la liberté et les droits du peuple, dans les années 1870 et 1880. Associée à ce mouvement, la revue Meiroku zasshi propose des traductions de textes de Spencer, Mill et Millicent Fawcett sur les droits des femmes, et ses pages témoignent de nombreux débats à ce sujet. L'angle adopté est cependant davantage celui du droit naturel que celui du droit des femmes proprement dit. Ce dernier concept sera plus développé sous la plume de Fukuzawa Yukichi, dans Nihon fujinron (en 1885). Une revue comme Jogaku zasshi, éditée à partir de 1885, permet à des auteures comme Kishida Toshiko et Shimizu Shikin d'y développer leurs idées sur divers sujets, comme l'émancipation et l'éducation des femmes, ainsi que les questions familiales.
Le tournant conservateur que prend le pays à partir de 1890 contrarie cependant la réalisation de ces diverses aspirations libérales. Cette année-là, les femmes se voient interdire la participation à des meetings politiques ou l'adhésion à des partis, et un retour à une tradition confucianiste, défavorable aux femmes, est sensible dans l'adoption du rescrit impérial sur l'éducation la même année. En 1898, le code civil japonais renforce le poids des hommes dans les questions d'héritage. En 1899, si le ministère de l'Éducation crée des lycées réservés aux femmes, ceux-ci sont institutionnellement classés comme inférieurs à ceux réservés aux hommes, et n'ouvrent pas l'accès aux études universitaires. Toujours en 1899, est publié un rescrit imposant un cadre moral à l'éducation dispensée aux jeunes filles dans ces établissements : ce nouveau texte introduit le concept de ryōsai kenbo (« Bonne épouse, sage mère ») et fixe ainsi l'objectif de la scolarisation des femmes. Ce concept de ryōsai kenbo est largement relayé dans la presse féminine jusqu'à l'après-guerre. Pour combattre cette situation, un journal féministe comme Sekai Fujin est créé en 1907 par Fukuda Hideko, et, en 1901, Tsuda Umeko fonde une école réservée aux femmes : le collège Tsuda.

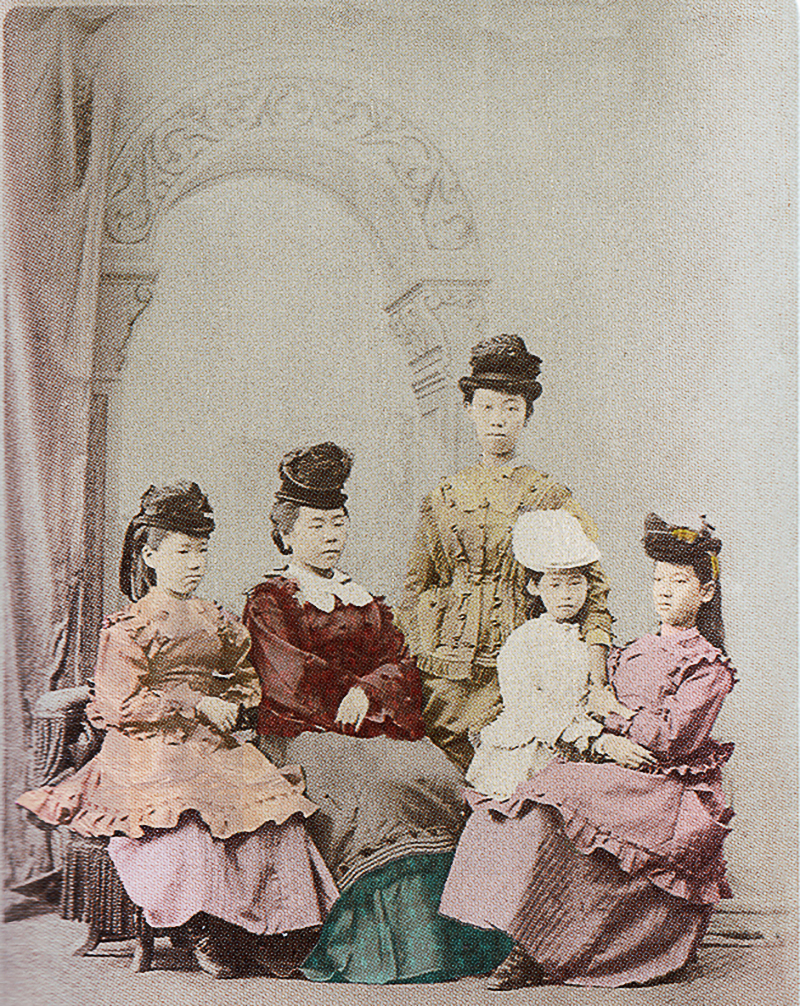
Premières étudiantes japonaises envoyées étudier aux États-Unis, dont Tsuda Umeko (deuxième à droite).
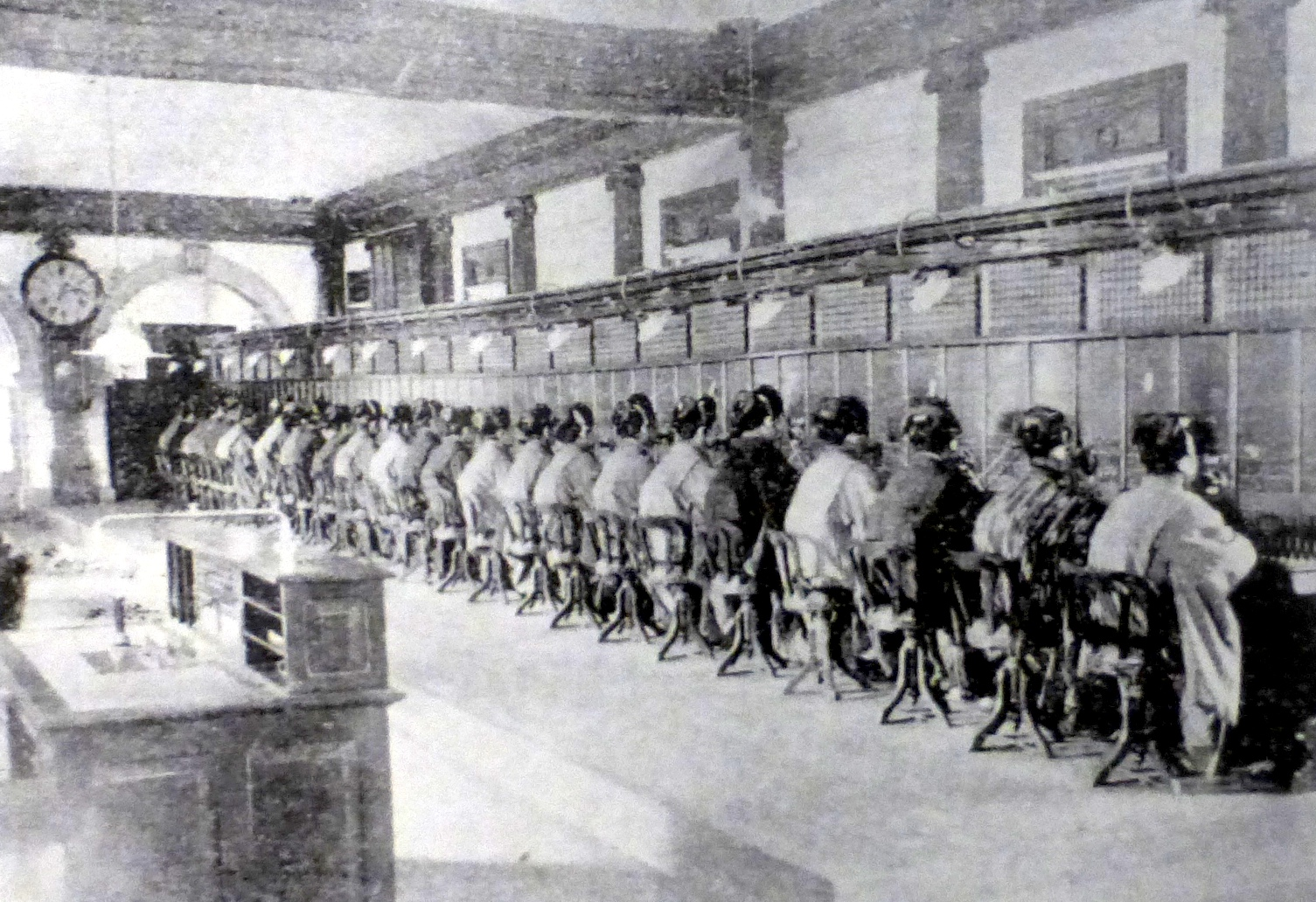
Japonaises travaillant comme opératrices téléphoniques en 1902.

### Média
À la fin de l'époque d'Edo, le Japon dispose d'une certaine tradition dans l'édition de prospectus traitant de l'actualité. Dans les grandes villes comme Edo (Tōkyō), Kyōto et Ōsaka, on édite des kawara-ban qui peuvent à l'occasion traiter d'évènement politiques. L'essentiel de la production vise alors les élites, capables de comprendre le chinois classique, mais également, le peuple qui a accès à du contenu illustré. À l'initiative du nouveau régime, un premier journal à l'occidentale voit le jour en 1870, le Yokohama Mainichi. Dès 1872, à Tōkyō, sont créés cinq quotidiens qui reprennent cette forme. Ces journaux traitent assez largement de politique, et à l'occasion, critiquent le gouvernement, ce qui entraîne en 1875 l'adoption d'une première loi sur la presse et la diffamation, permettant de mettre en place une certaine forme de censure. Les différents titres de presse se spécialisent : d'un côté les « grands journaux », traitant de politique, de l'autre les « tabloïds », traitant de faits divers ou d'événements à sensation. Cette seconde catégorie de journal voit apparaitre le Yomiuri shinbun à Tōkyō en 1874 et le Asahi shinbun à Ōsaka en 1879. À côté de ces titres se constituent aussi des journaux comme le Jiji shimpō (créé par Fukuzawa Yukichi en 1882) ou le Kokumin Shimbun (créé par Tokutomi Sohō en 1890) qui attirent à eux un lectorat plus intéressé par les grandes questions politiques et sociales de cette époque.
La guerre sino-japonaise de 1894-1895 et la guerre russo-japonaise de 1904-1905 jouent le rôle de catalyseurs pour le développement du tirage et de l'influence de la presse japonaise. Dans la perspective de contrôler l'opinion publique, les militaires et le pouvoir politique ne tardent pas à encadrer drastiquement ce qui peut être publié, tout en facilitant l'accès des journalistes au théâtre des opérations. C'est ainsi que, lors de la guerre sino-japonaise, une centaine de journalistes et d'artistes sont présents dans la péninsule coréenne, sous encadrement militaire. La maison d'édition Hakubunkan profite assez largement de ces opérations en publiant tous les dix jours un compte rendu des opérations militaires. Le succès de cette publication est si important qu'en 1895, il permet à Hakubunkan de financer le lancement de toute une série de nouvelles revues, telles que Taiyō ou Shōnen Sekai. Cette entreprise inaugure alors un modèle d'édition et un modèle économique qui sont repris par la concurrence. Lors de la guerre russo-japonaise, le télégraphe joue un rôle important en permettant aux informations de circuler beaucoup plus rapidement. Cette accélération favorise la presse, qui peut alors rendre compte au jour le jour des opérations militaires, la circulation de certains titres doublant lors du conflit. C'est aussi lors de la guerre russo-japonaise que les premiers reportages cinématographiques voient le jour, profitant du développement du cinéma au Japon. Le gouvernement se heurte également aux limites de son propre contrôle. Le 5 septembre 1905, éclatent les émeutes de Hibiya, déclenchées par plusieurs journaux qui manifestent ainsi leur opposition au traité de paix, jugé trop clément pour la Russie. Si les médias démontrent déjà le rôle qu'ils peuvent jouer pour façonner l'opinion dans un sens favorable au pouvoir politique, ces mêmes médias sont déjà capables d'être des relais politiques pour d'autres causes.

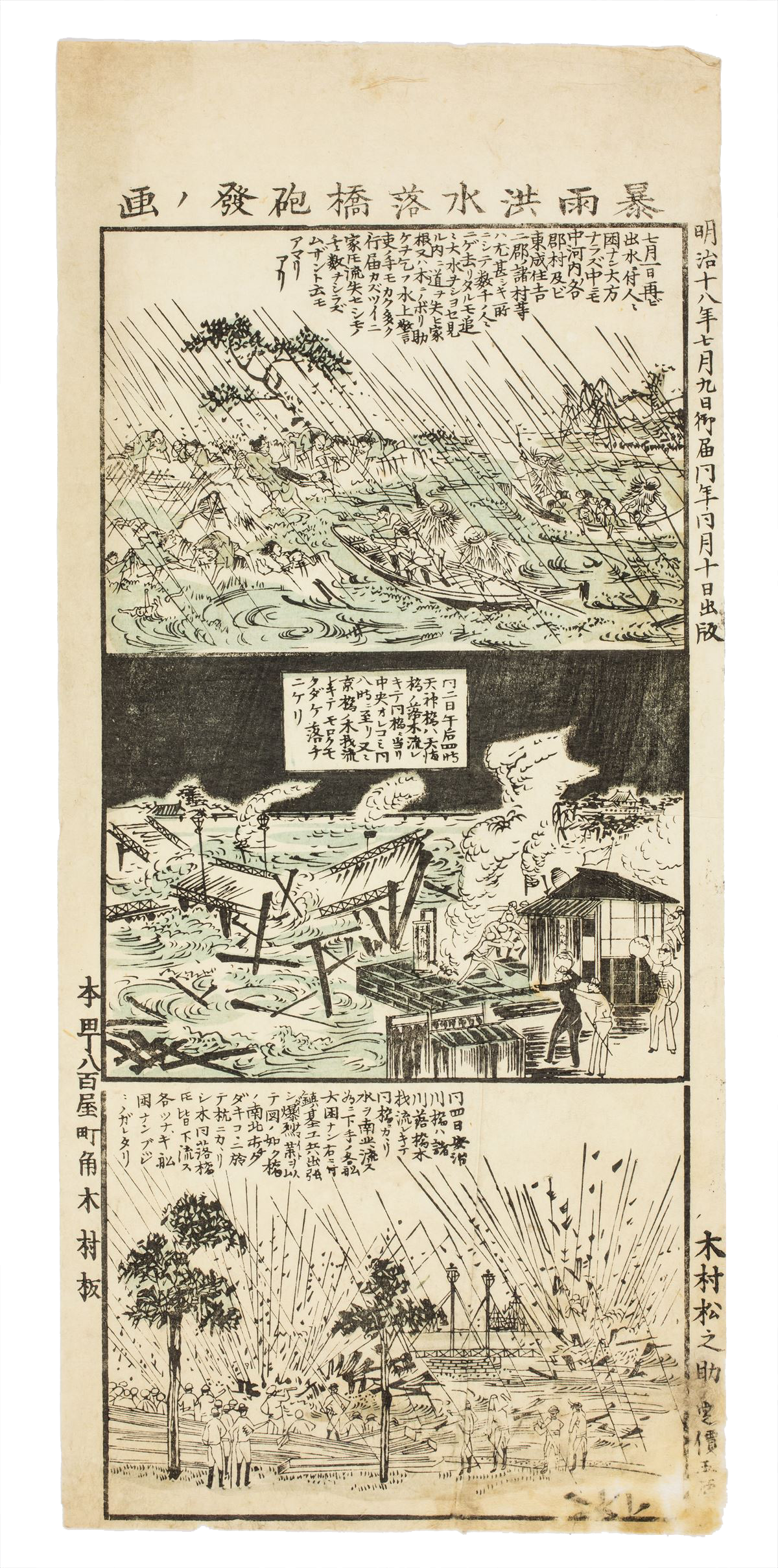
Kawara-ban de 1885 traitant d'inondations dans la région du Kansai.
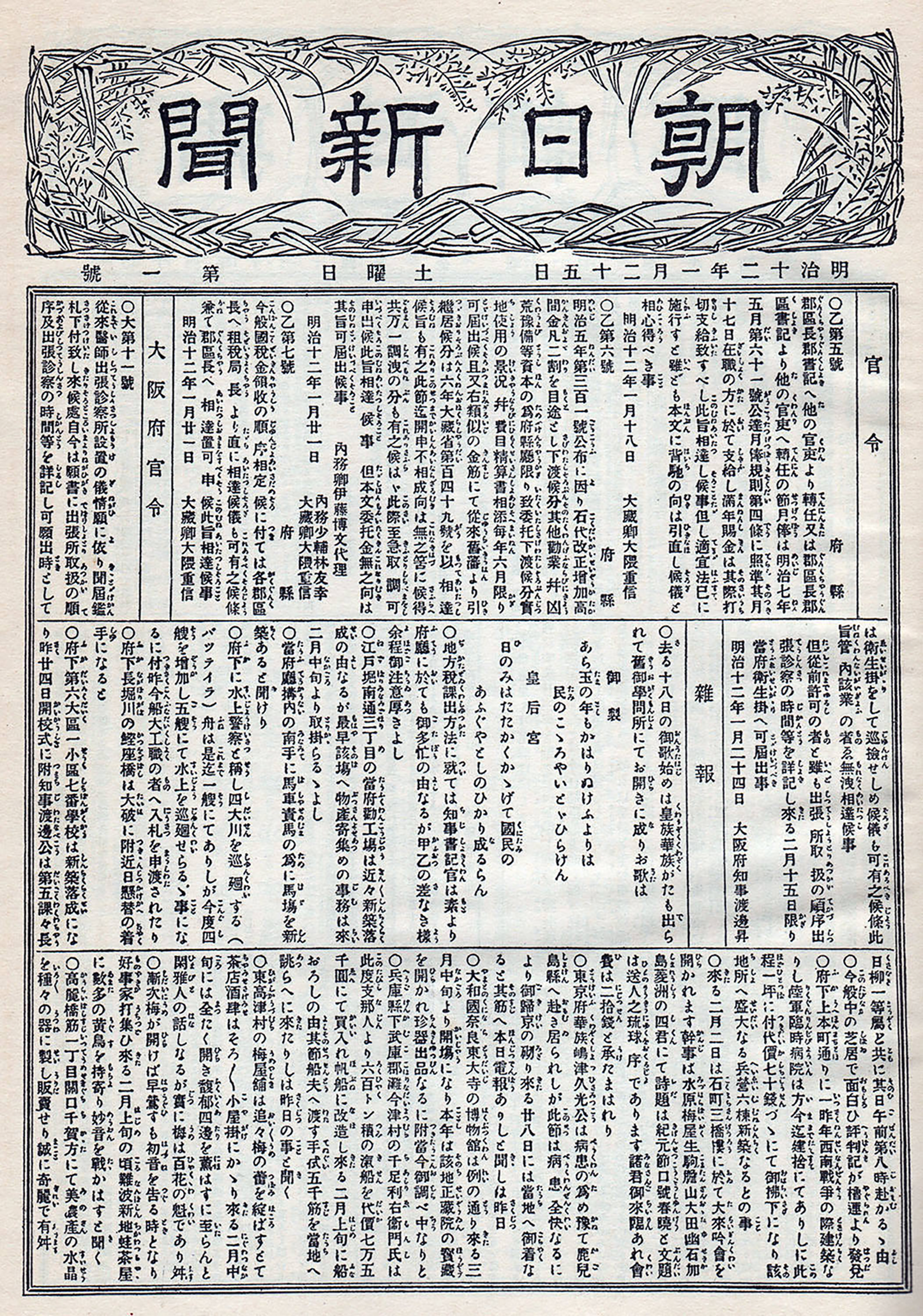
Premier numéro de l'Asahi shinbun en 1879.
L'émeute de Hibiya en 1905. La photo montre l'influence que dès cette époque, peuvent avoir les médias de masse au Japon.

## Productions artistiques

### Littérature

#### Influence occidentale et réflexions sur la japonité (1868-1910)
L'Occident influence la littérature japonaise de manière non négligeable et fait évoluer certaines de ses formes d'expression. Le roman utilisé comme support de critique sociale et politique par des auteurs étrangers, comme Disraeli ou Bulwer-Lytton, inspire plusieurs intellectuels issus du mouvement Meirokusha, ce qui déclenche un désir de découvrir les littératures nationales européennes. Ukigumo — publié par Futabatei Shimei en 1887, et considéré comme le premier roman moderne japonais — s'inspire ainsi de la littérature russe de la même époque. Les grandes figures de la période s'affirment autour de 1900. Natsume Sōseki — qui a étudié à Londres et qui succède à Lafcadio Hearn à la tête de la chaire de littérature anglaise de l'université de Tokyo — s'impose avec des œuvres comme Je suis un chat (1904) ou Le Pauvre Cœur des hommes (1914). Dans ces œuvres à la dimension introspective, l'auteur critique la société de son époque, repoussant à la fois le nationalisme de son temps et les emprunts injustifiés à l'Occident. Mori Ōgai, qui a reçu une éducation médicale militaire en Prusse, se fait d'abord connaître comme critique littéraire. Il est l'auteur d'une œuvre abondante où il a recours à un traitement proche du naturalisme, qu'il applique au genre du roman historique. Shimazaki Tōson fait quant à lui office de précurseur du style watakushi shōsetsu, ou I-novel, en publiant Hakai en 1906.
D'autres genres littéraires, comme la poésie et le théâtre, connaissent eux aussi une influence occidentale, bien que perdure la popularité de formes bien établies, comme le kabuki ou le nō. Un acteur de kabuki comme Ichikawa Danjūrō IX tente sans trop de succès de faire évoluer son jeu d'acteur et son maquillage en faveur d'une expression plus réaliste. Un poète comme Masaoka Shiki rencontre plus de succès en modernisant les formes du haiku et du tanka. Des formes nouvelles émergent par ailleurs, comme le shintaishi pour la poésie. À la fin des années 1880, dans la région d'Ōsaka, le théâtre voit apparaître la forme du shinpa, qui lors de la décennie suivante, s'étend à Tōkyō, où il se mue en shingeki. Cette dernière forme intègre des femmes à ses troupes de comédiens (contrairement au kabuki, dont les acteurs sont exclusivement masculins), et son répertoire comprend des pièces européennes, notamment celles du dramaturge norvégien Henrik Ibsen.
Lors de la première moitié de l'époque impériale, se manifeste un mouvement de réflexion sur la littérature. Inspirées par le travail de Taine sur l'Histoire de la littérature britannique (1864), plusieurs publications cherchent à proposer des compilations censées incarner les classiques d'une littérature nationale japonaise, ou à retracer l'histoire de celle-ci (publication en 1890 du Nihon bungakushi de Takatsu Kuwasaburō et Mikami Sanji). Le but recherché est alors de mettre en évidence les supposés signes distinctifs de l'« identité japonaise » en relevant les caractères récurrents de la littérature à travers les âges. À ce titre, Le Dit du Genji, écrit intégralement en kana, est vu comme l'une des incarnations de cette identité purement japonaise. Divers cercles littéraires publient aussi de très nombreuses revues de critique littéraire, ou dōjin zasshi. Ces publications — souvent éphémères, et dont la diffusion est limitée — regroupent par affinité des étudiants de l'université impériale de Tokyo et de l'université Waseda (où est publié Waseda bungaku à partir de 1891), deux grands pôles littéraires de cette époque. La revue Shirakaba, publiée à partir de 1910, jouit aussi d'une certaine notoriété.

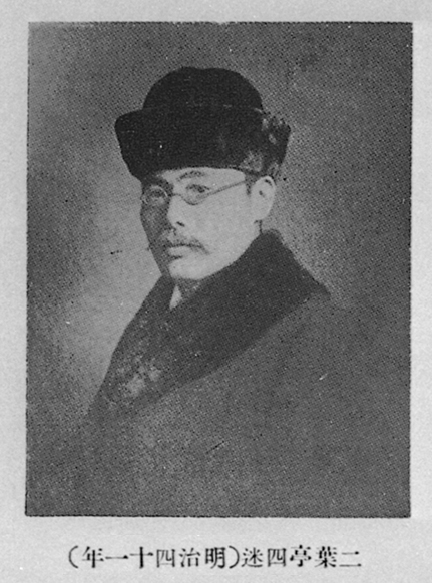
Futabatei Shimei, auteur de Ukigumo (1887).
Natsume Sōseki, auteur de Je suis un chat (1904) et Le Pauvre Cœur des hommes (1914).
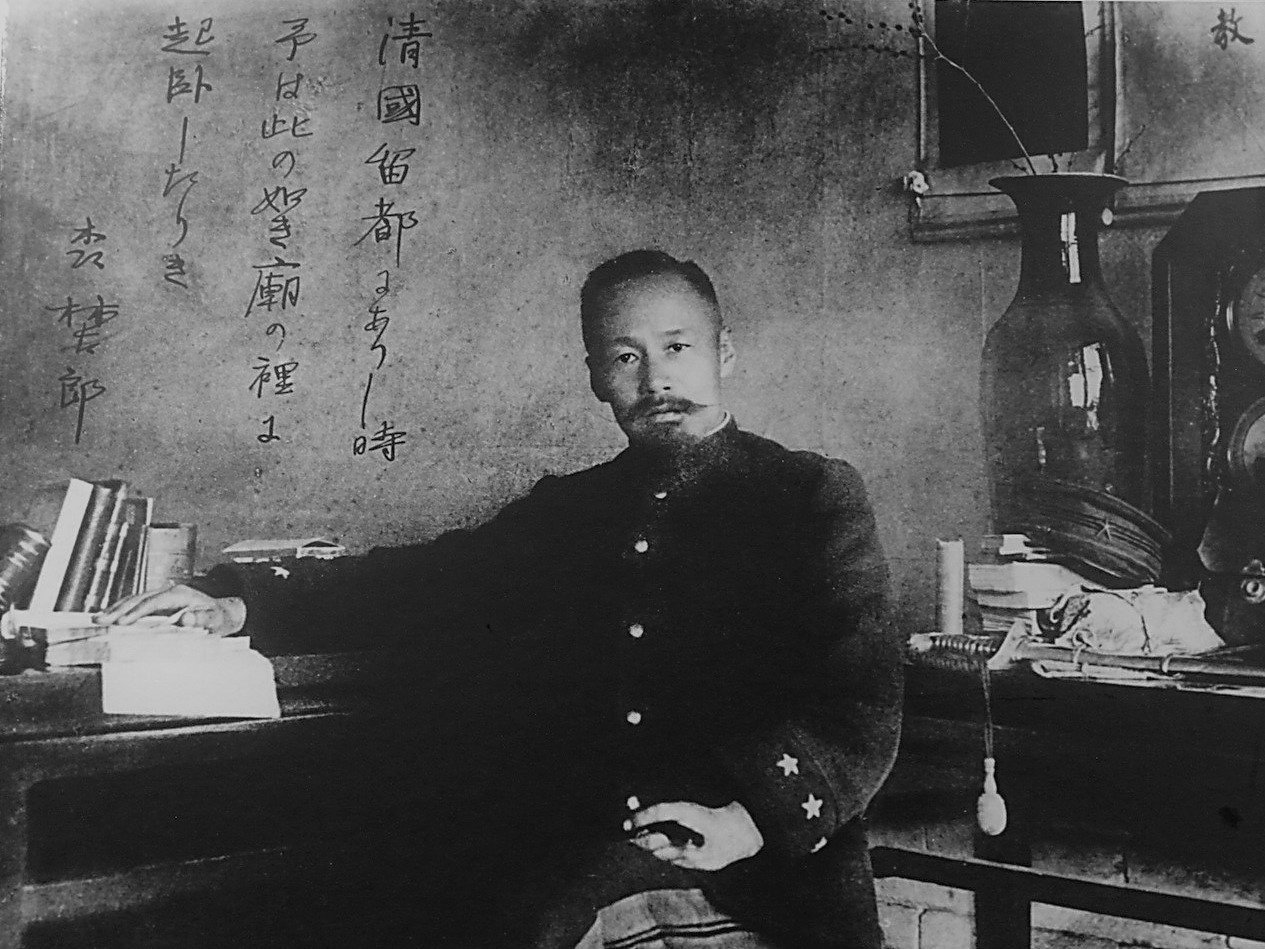
Mori Ōgai, auteur de nombreux romans historiques.
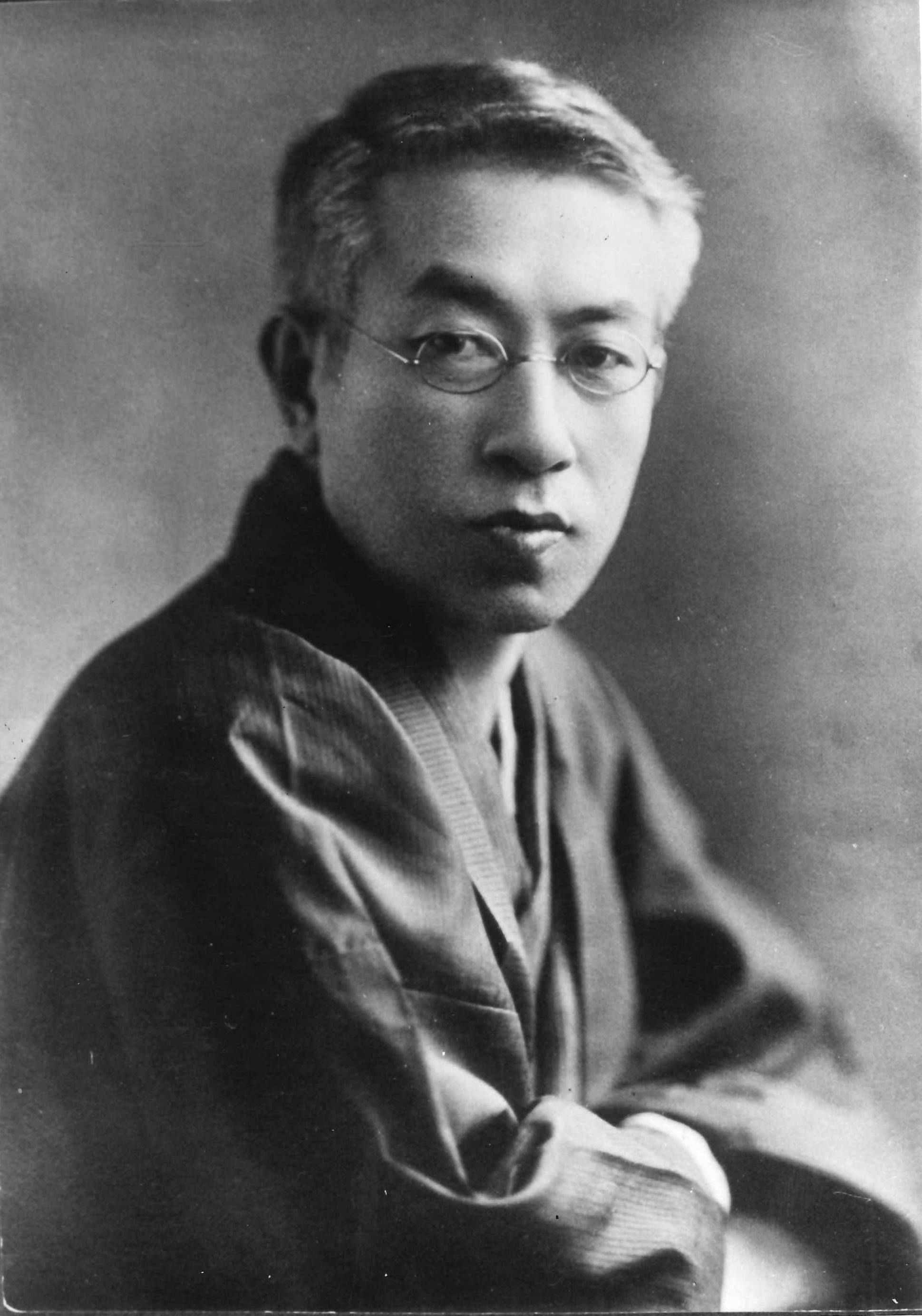
Tōson Shimazaki, figure du naturalisme japonais et du watakushi shōsetsu.
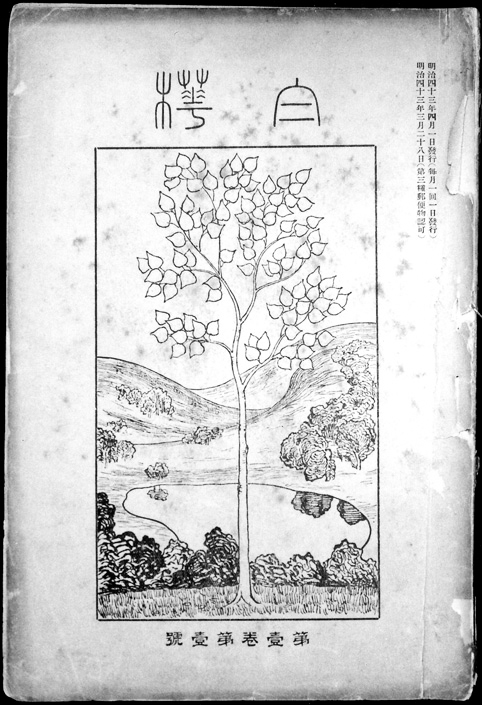
Premier numéro de la revue Shirakaba (1910).

### Peinture
Au début de l'ère Meiji, se développe un style de peinture à l'occidentale, appelé yō-ga. Le conseiller étranger italien Antonio Fontanesi est recruté pour enseigner la peinture au sein de la Kōbu Daigakkō. Le but initial est de rendre les Japonais capables de réaliser des dessins fidèles, compétence préalable à la mise en œuvre de grands chantiers de modernisation, du chemin de fer à la construction navale. Les techniques issues de cette approche utilitariste ne tardent pas à être reprises dans des démarches plus artistiques. Certains Japonais comme Kuroda Seiki étudient les beaux-arts à Paris, et rapportent au Japon diverses connaissances sur les grands courants artistiques alors en vogue dans la capitale française. Les techniques comme la peinture à l'huile, l'aquarelle, ou le pastel singularisent la yō-ga, comparée aux productions japonaises traditionnelles, tout comme certains types de sujets, comme le nu.
En réaction à ce qui est perçu comme un excès d'occidentalisation, se développe le style nihonga. Le conseiller étranger Ernest Fenollosa, qui enseigne à l'université de Tokyo, et l'un de ses étudiants Okakura Kakuzō, prennent des initiatives menant à la création de l'École des beaux-arts de Tokyo en 1887. Le but recherché est d'intégrer certaines techniques occidentales, tout en conservant un style japonais. Des représentants de l'école Kanō sont recrutés pour y enseigner, comme Kanō Hōgai et Hashimoto Gahō, et l'école forme les premiers représentants de ce style, comme Shimomura Kanzan, Yokoyama Taikan, ou encore Hishida Shunsō. Fenollosa se rend aussi à Kyoto, où certains groupes locaux sont dans une démarche similaire — comme l'école Murayama ou encore l'école Shijō (d'où est issu Takeuchi Seihō, l'un des futurs grands représentants du Nihonga).

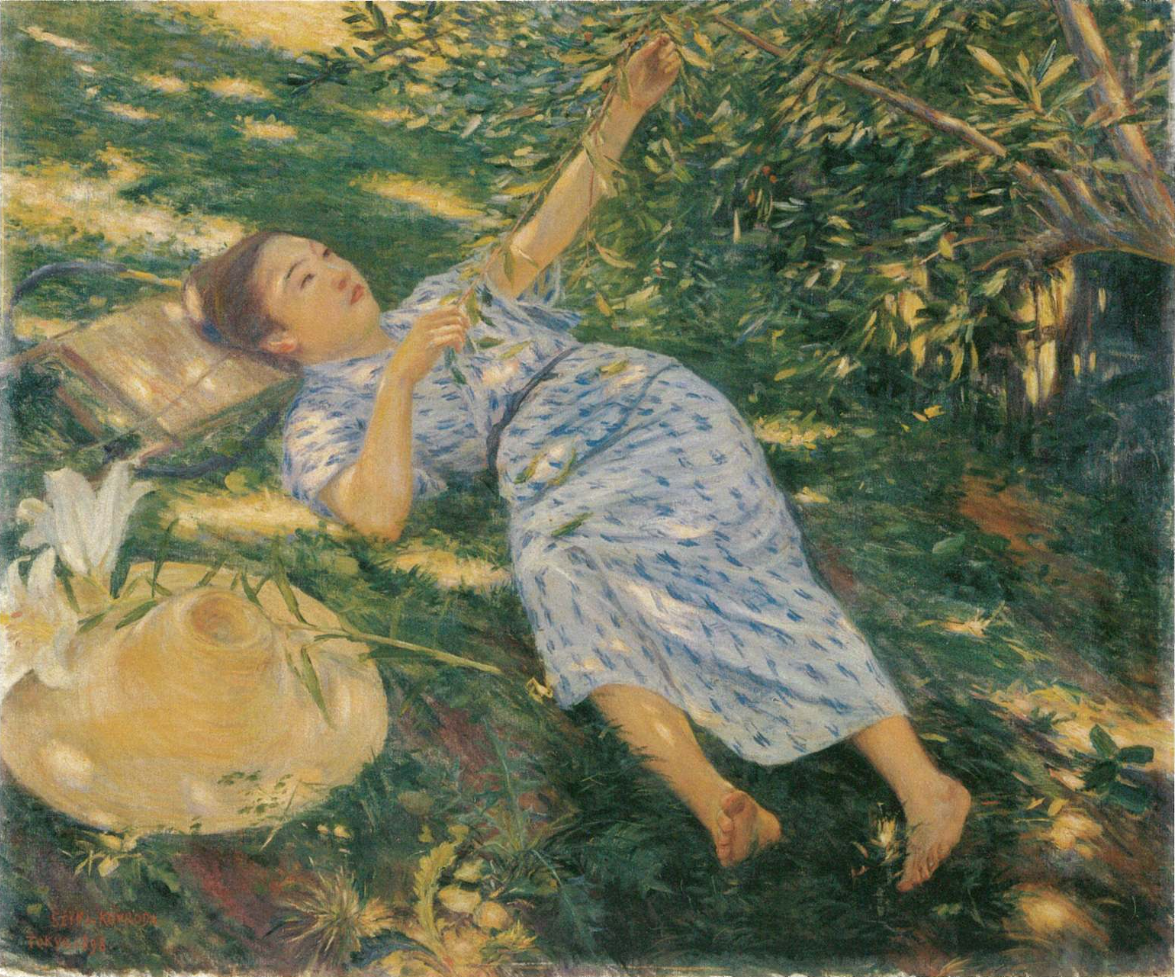
Sous un arbre de Kuroda Seiki (1898).
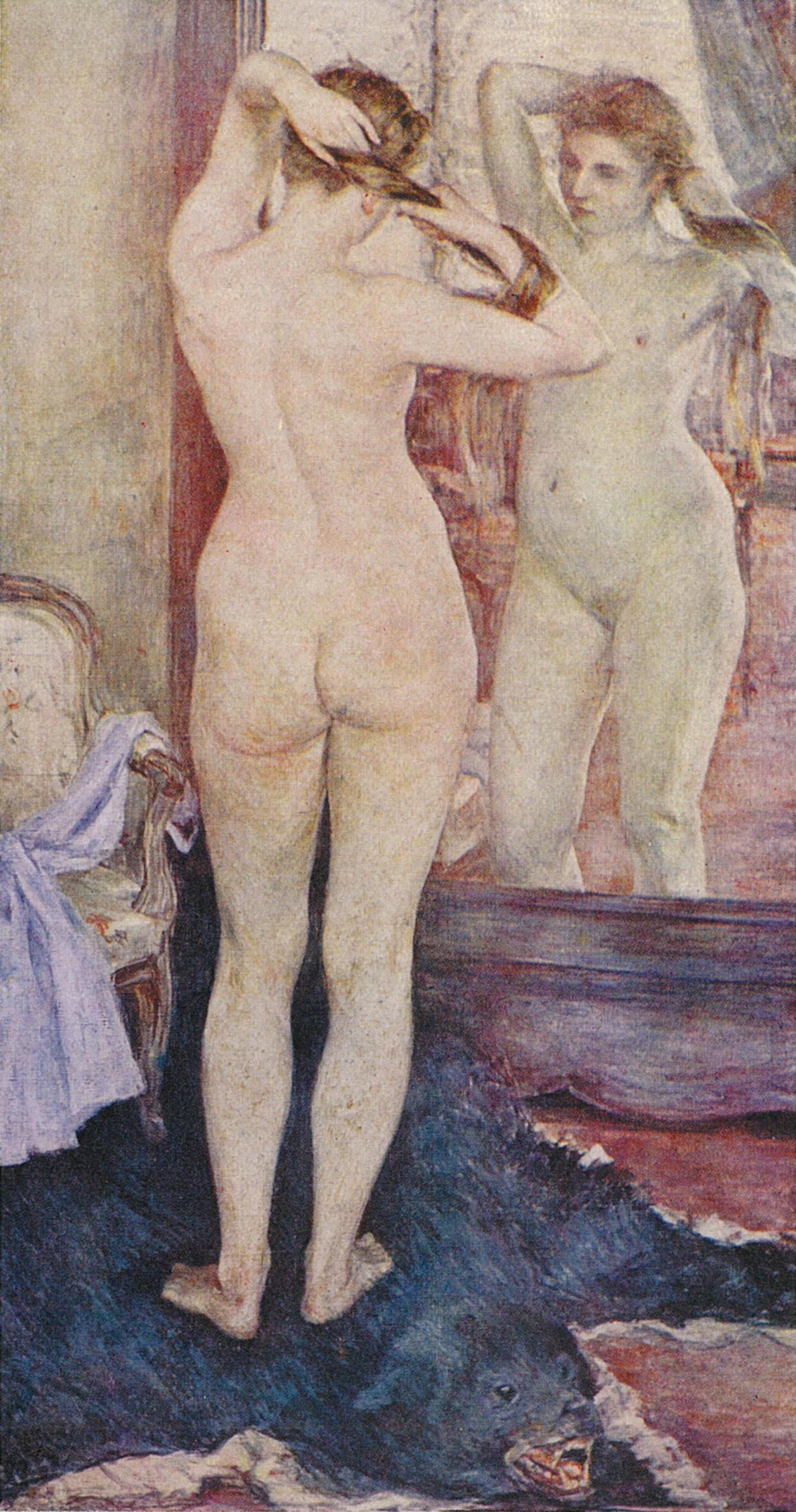
Toilette du matin, nu de Kuroda Seiki (1893).
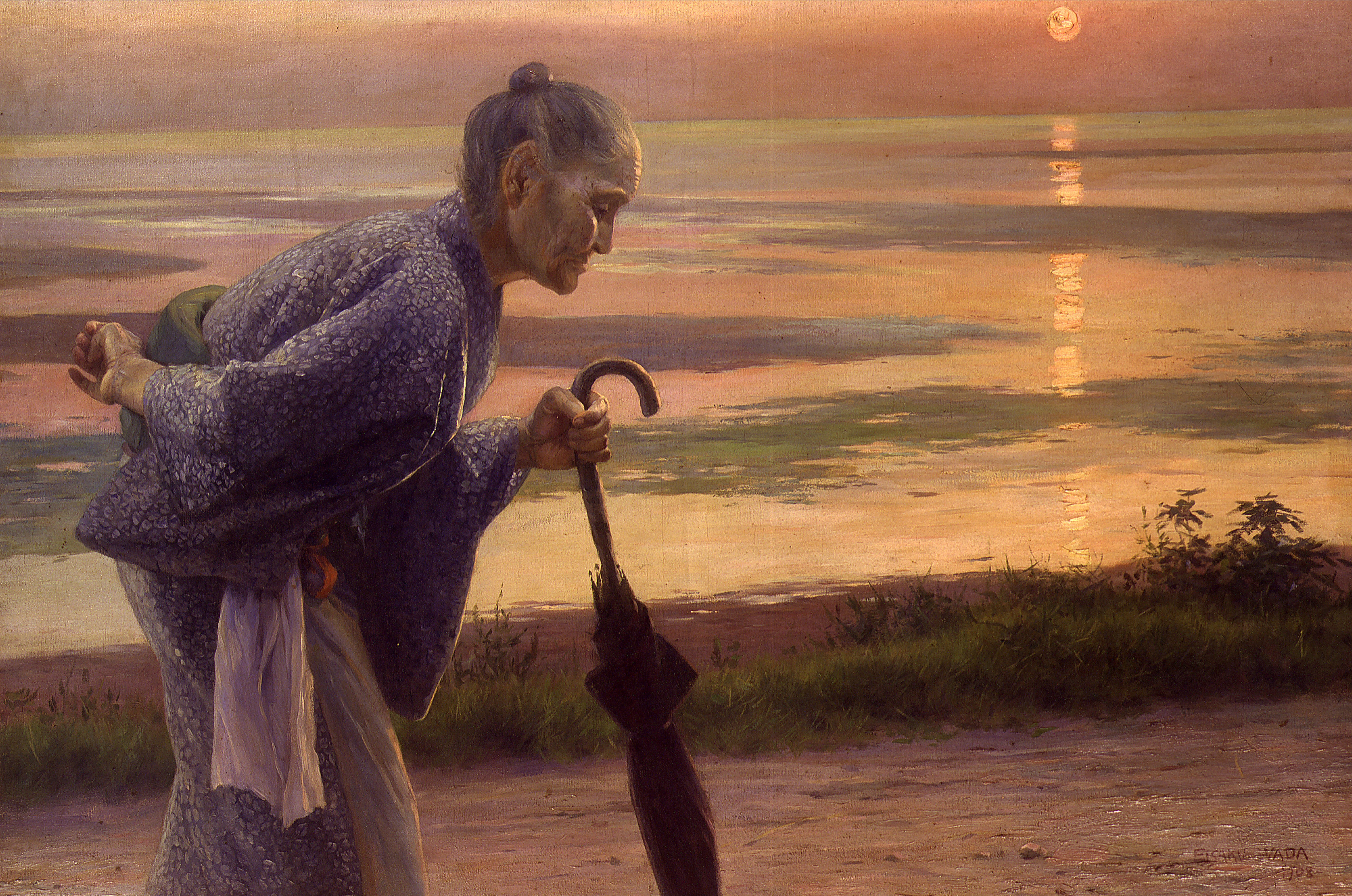
Femme âgée de Wada Eisaku (en) (1908).

### Musique
Les premiers groupes de musique occidentale — des ensembles de musique militaire — sont actifs dès la fin de l'ère Keiō. Au début de l'ère Meiji, l'armée et la marine disposent l'une et l'autre d'orchestres qui participent aux cérémonies ou à des représentations musicales. Dans ces deux institutions, des chefs étrangers forment les musiciens japonais. Lorsque ces derniers retournent à la vie civile, certains parmi eux deviennent à leur tour des formateurs et ainsi, participent assez largement à la diffusion de la musique occidentale dans le pays. Les musiciens officiels de la cour, qui jusque-là étaient des spécialistes du gagaku, reçoivent eux aussi une formation pratique et théorique dans ce domaine, et jouent pour la première fois le 3 novembre 1876 des morceaux de ce type à l'occasion de l'anniversaire de l'empereur. Le projet éducatif du régime de Meiji accorde également de l'importance à la musique occidentale, et dès la promulgation de la loi sur l'éducation de 1872, une place est réservée à celle-ci dans le cursus. Des formateurs étrangers sont recrutés pour participer à la mise en œuvre de cette politique (Luther Whiting Mason, puis Franz Eckert). La formation des futurs enseignants débute réellement en 1880, et un premier manuel scolaire est publié en 1881. En 1887, est aussi créé un comité musical, futur département de musique de l'Université des arts de Tokyo. Des étudiants japonais sont aussi envoyés à l'étranger pour y étudier, comme Nobu Kōda, et d'autres composent des morceaux alliant tradition japonaise et technique occidentale — comme le Kōjō no tsuki, composé en 1901 par Rentarō Taki. Pour répondre aux besoins, plusieurs entreprises de construction d'instruments sont fondées à la même époque, comme Yamaha pour les harmoniums (1887) ou Suzuki pour les violons (1887). Au début du XXe siècle, le Japon forme de nombreux musiciens venus de ses colonies et diffuse la musique occidentale dans ces territoires.
Le gagaku, ou « musique raffinée », est utilisé lors des rites impériaux et jouit d'un certain dynamisme. Ce genre a connu un renouveau pendant l'époque d'Edo grâce à des financements du shogunat. Le 7 novembre 1870, le Jingi-kan, bureau chargé du shintō, fonde le Gagaku Kyoku, organisme consacré à la supervision de ce genre musical. Entre 1876 et 1888, les musiciens de cette institution commencent à compiler le Meiji sentei-fu, recueil du répertoire du gagaku, participant ainsi à la codification de celui-ci. Le gagaku est aussi utilisé dans les relations que le pays entretient avec le monde extérieur. Des représentations musicales de ce type accompagnent la réception de dignitaires étrangers, et les expositions universelles qui se tiennent en Europe en 1867, 1873 et 1878, reçoivent des musiciens et des instruments relevant de ce genre musical. De la même façon, des mélodies inspirées du gagaku — comme Kuni no shizume, ou encore Inochi wo sutete — sont composées pour les cérémonies de l'armée et de la marine, et sont ensuite adaptées à leurs orchestres respectifs. L'éducation, elle aussi, est gratifiée de mélodies de ce type pour ses cérémonies. En 1893, lorsque le gouvernement publie un livret de huit chants destinés à être interprétés lors des festivals de l'année, cinq d'entre eux appartiennent à cette catégorie.
Dans les campagnes, subsistent différentes formes chantées populaires. Les sōshi enka pratiquent le chant de rue, dont les paroles critiquent souvent le pouvoir de manière satirique. Soeda Azenbō, qui commence à parcourir le pays à la fin des années 1880, est une des figures les plus connues de cet art : ses chants sont souvent imprimés et vendus dans tout le pays sous forme de feuilles volantes.

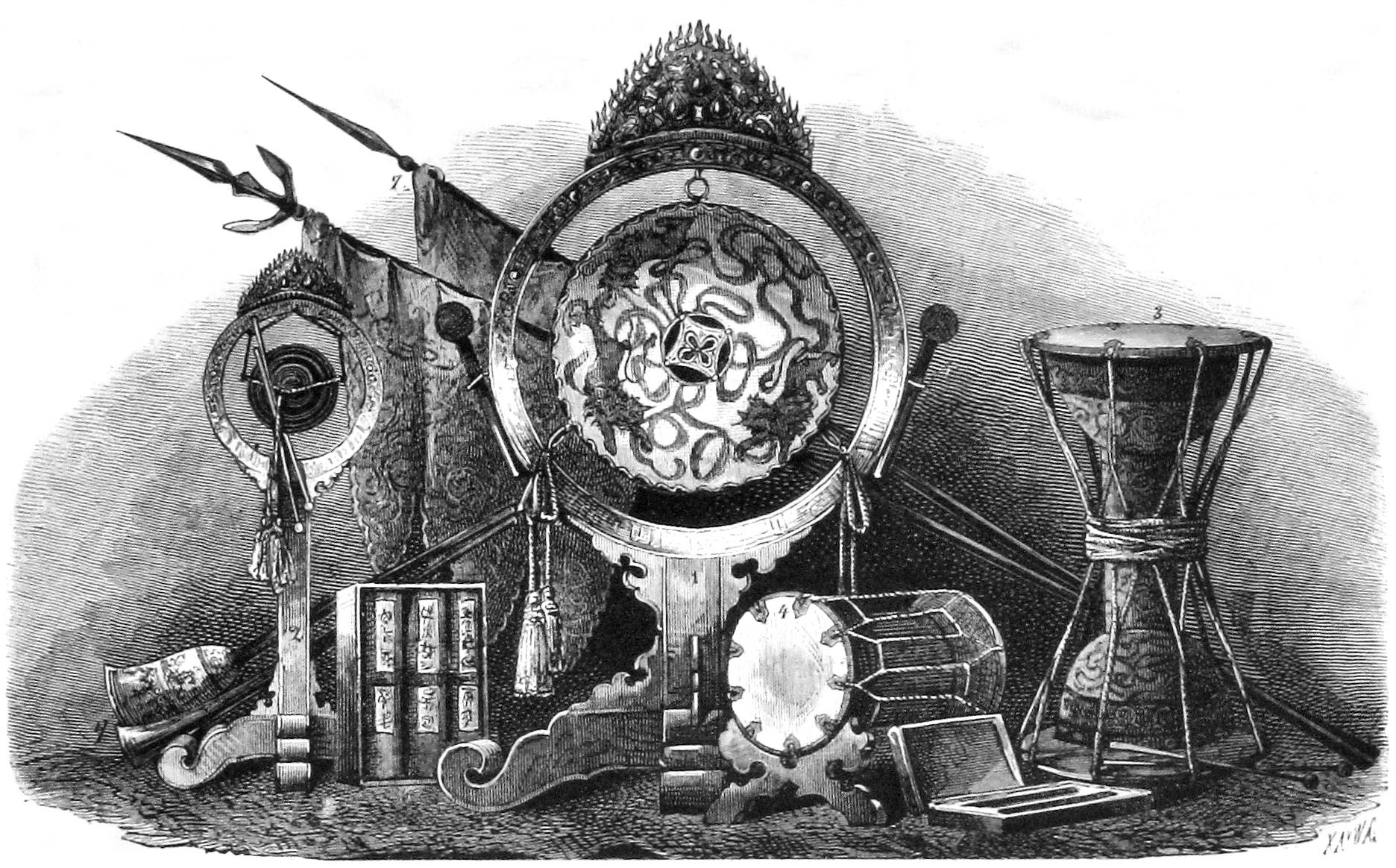
Instruments de gagaku présentés dans un journal de Vienne en 1883.
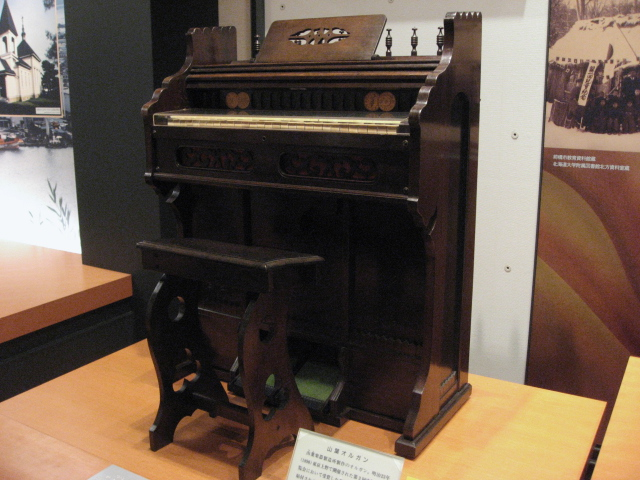
Harmonium fabriqué par Yamaha en 1890.
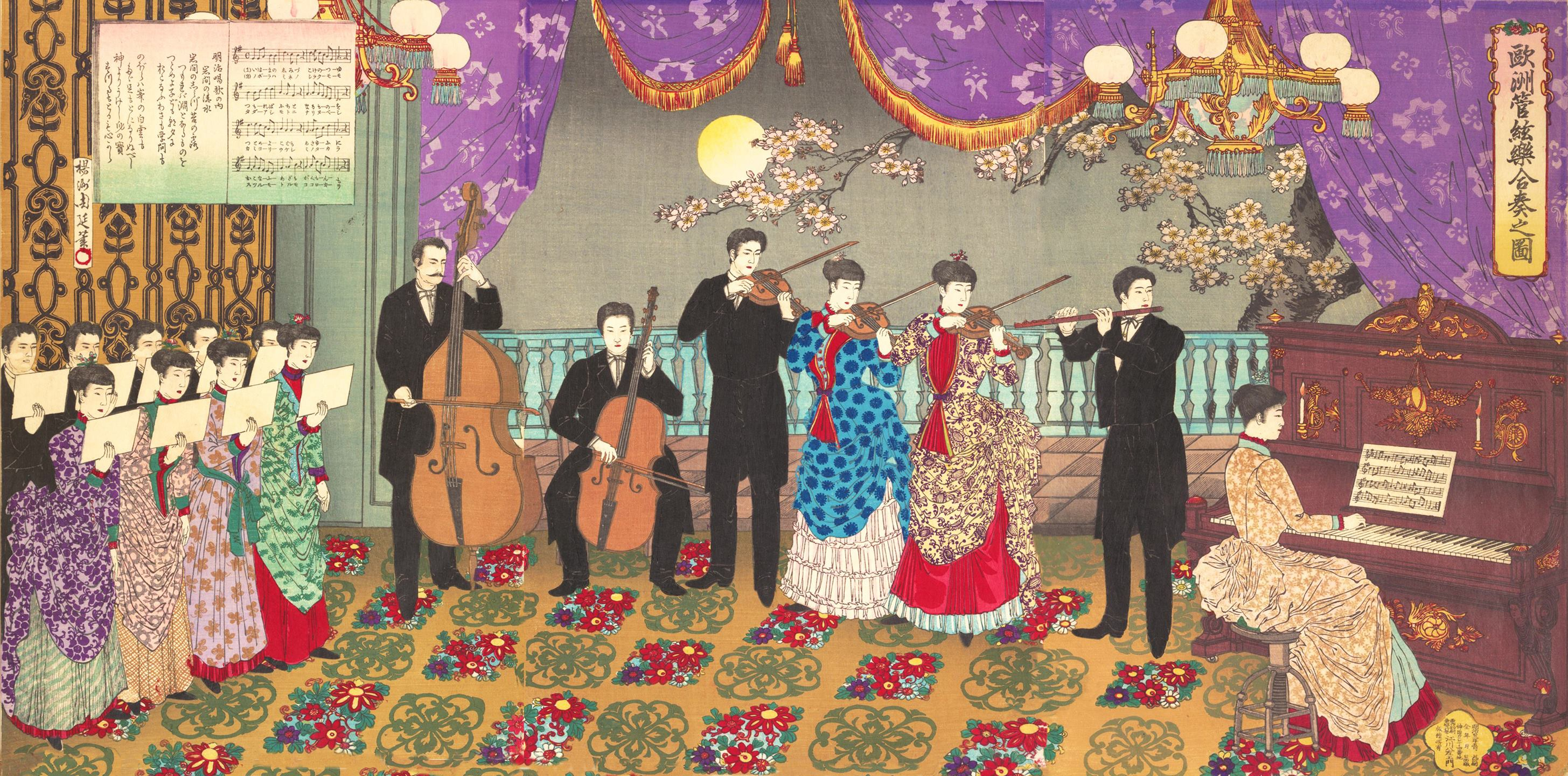
Concert de musique occidentale vers la fin de l'ère Meiji
- Battōtai, marche militaire dont les paroles sont composées par Masakazu Toyama, sur un air de Charles Leroux.
- Kōjō no tsuki composé en 1901 par Rentarō Taki.

### Architecture
À partir du début de l'ère Meiji, l'architecture japonaise intègre les influences occidentales par plusieurs canaux. Au début de la période, peu d'architectes étrangers travaillent dans le pays, tels Thomas Waters — qui à Osaka, produit l'hôtel des monnaies, ainsi que la résidence Senpukan, l'un des premiers bâtiments de style occidental au Japon. Certains de ces architectes, recrutés comme conseillers étrangers et travaillant dans l'archipel comme enseignants, sont chargés de transmettre aux étudiants japonais les techniques et les styles de construction occidentaux. C'est le cas de Charles Alfred Chastel de Boinville et de Giovanni Vincenzo Cappelletti, ou encore, de Josiah Conder — ce dernier étant chargé des premiers cours d'architecture de l'université de Tokyo. Ce transfert de savoirs est également assuré par de nombreux étudiants japonais envoyés en Europe et aux États-Unis grâce à des bourses du gouvernement, lesquels pour la plupart, une fois leurs études achevées, reviennent au pays pour y enseigner l'architecture à leur tour. C'est le cas de Yamaguchi Hanroku ou de Nakamura Junpei qui étudient à Paris, ou de Tatsuno Kingo qui étudie à Londres.
L'architecture pseudo-occidentale (ou giyōfū) qui apparaît au début de l'ère Meiji doit composer avec les limites techniques de l'époque. Dans un premier temps, les Japonais utilisent leurs traditionnelles techniques de construction en bois et se contentent d'imiter le seul aspect extérieur des bâtiments (comme à l'église d'Ōura, à Nagasaki). Par la suite, ils ont recours aux techniques occidentales, une fois celles-ci pleinement assimilées. Le bâtiment de la Banque du Japon, construit en 1896 par Tatsuno Kingo, apparait comme le premier bâtiment de ce style, conçu et construit uniquement par des Japonais maitrisant les techniques occidentales. Un architecte comme Katayama Tōkuma s'illustre aussi en intégrant différents styles européens en fonction de ses réalisations : style baroque pour le musée national de Nara (1894), style Second Empire pour le musée national de Kyoto (1895), style néoclassique pour le hyōkeikan du musée national de Tokyo (1908), et style inspiré des palais royaux européens de l'époque pour le palais d'Akasaka. L'autre grande figure de ce courant architectural sous l'ère Meiji est Tsumaki Yorinaka, à qui l'on doit notamment le bâtiment du musée préfectural d'histoire et de culture de Kanagawa, conçu dans un style néobaroque, alors en vogue en Allemagne. Les anciens bureaux du gouvernement de Hokkaidō, le Rokumeikan (aujourd'hui détruit), ou encore l'ancienne école Kaichi, constituent d'autres bâtiments remarquables relevant de ce style giyōfū.

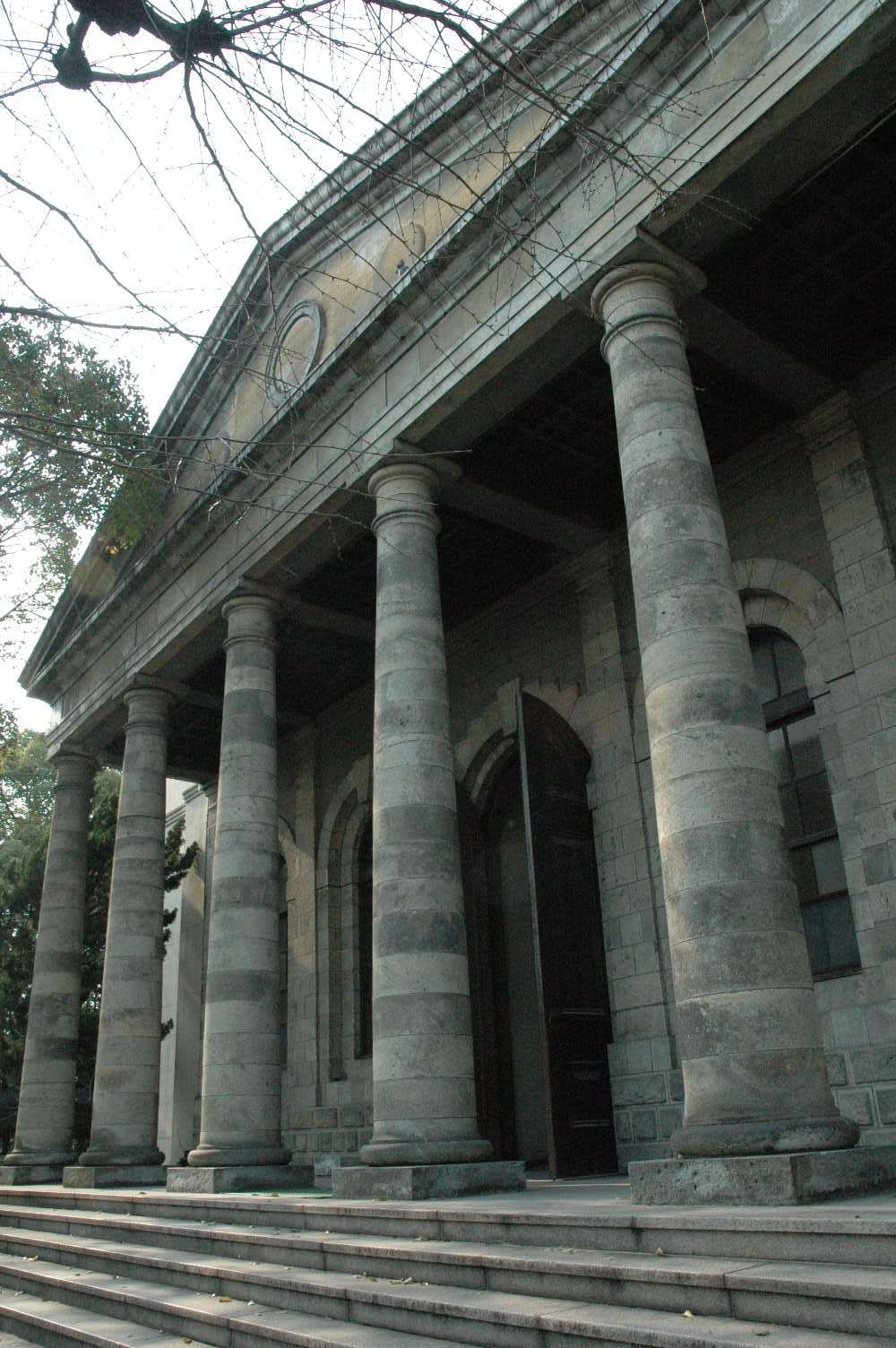
Hôtel des monnaies à Osaka, conçu par Thomas Waters en 1871.
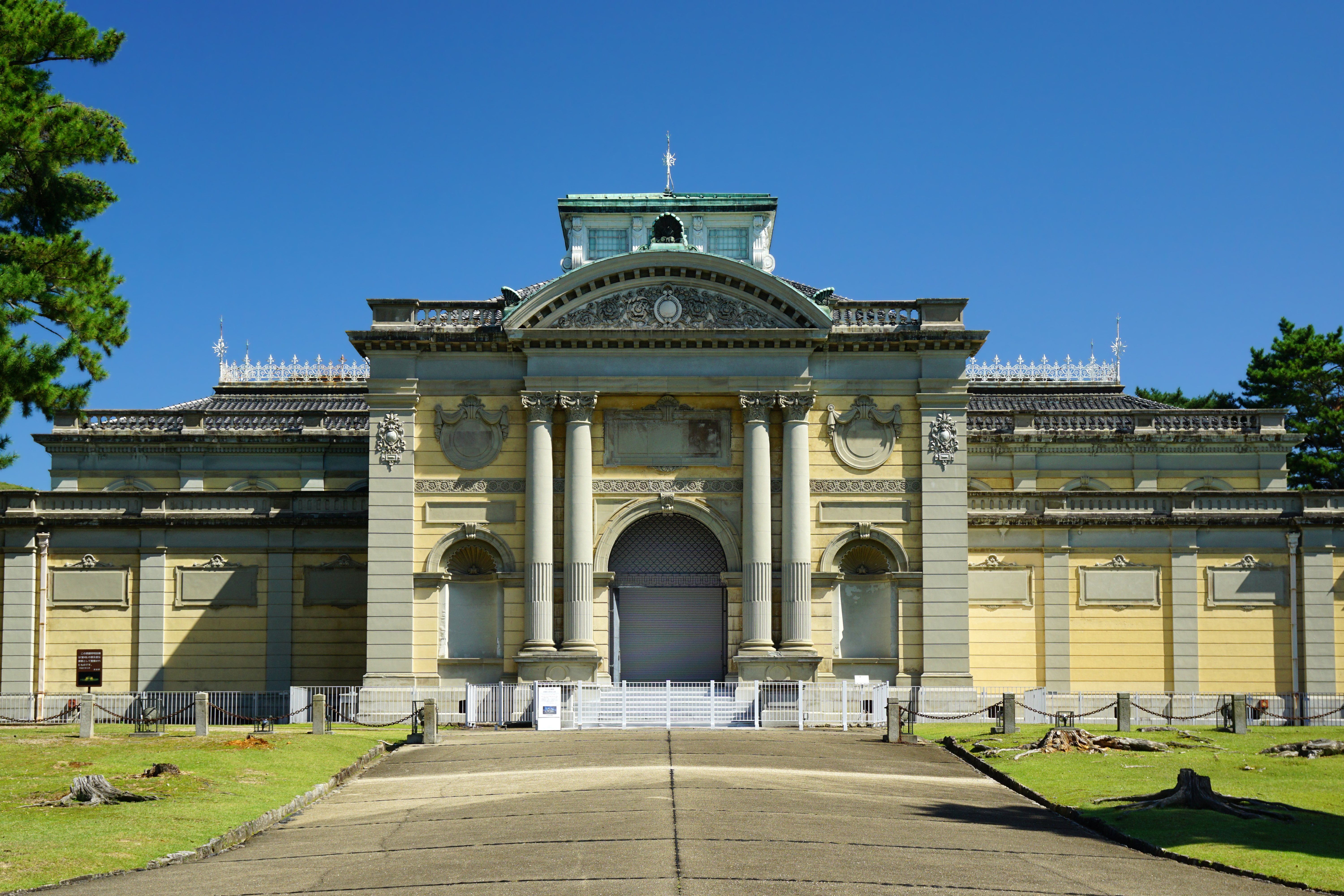
Le musée national de Nara conçu par Katayama Tōkuma emprunte au style baroque.
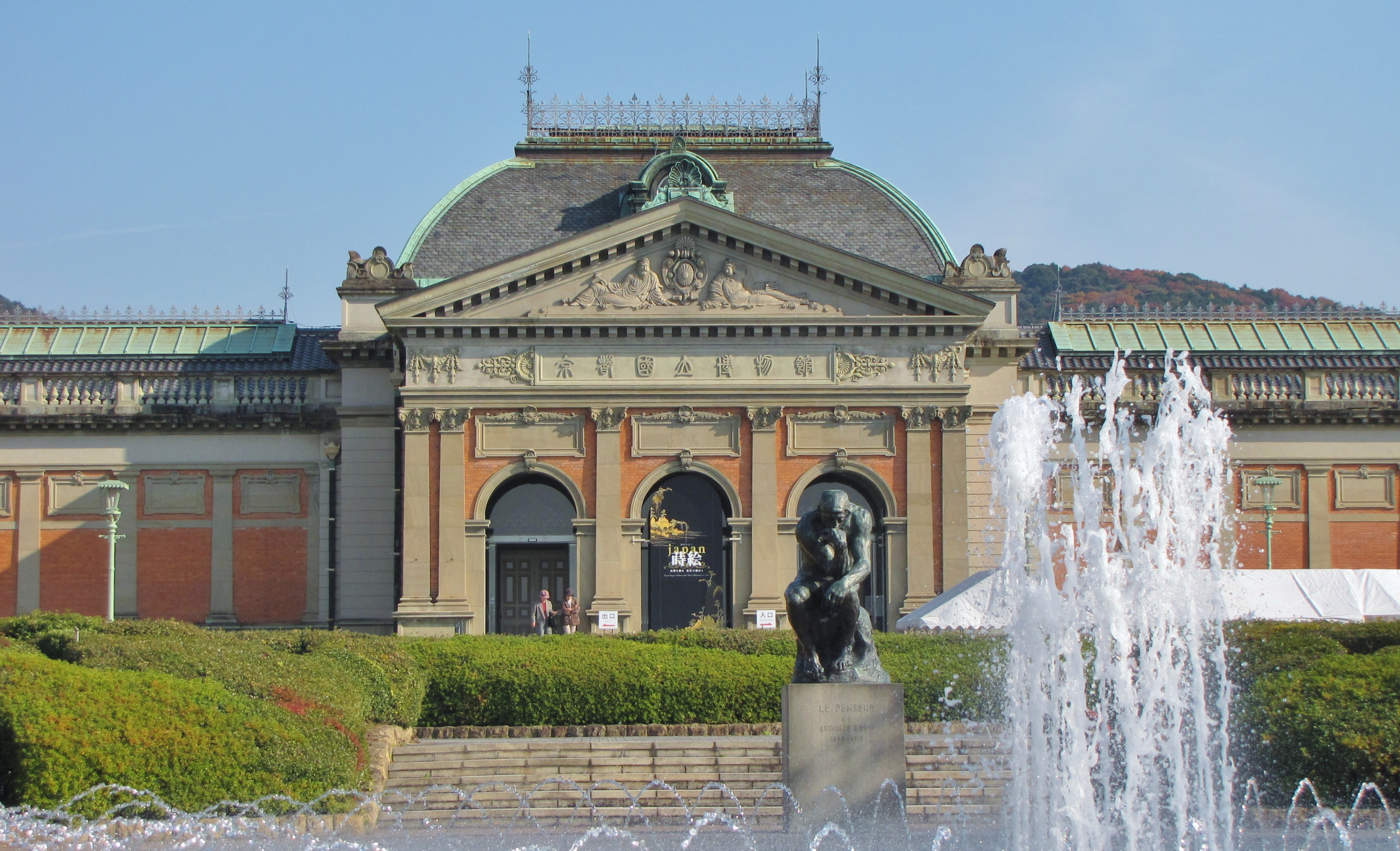
Le musée national de Kyoto conçu par Katayama Tōkuma emprunte au style Second Empire.
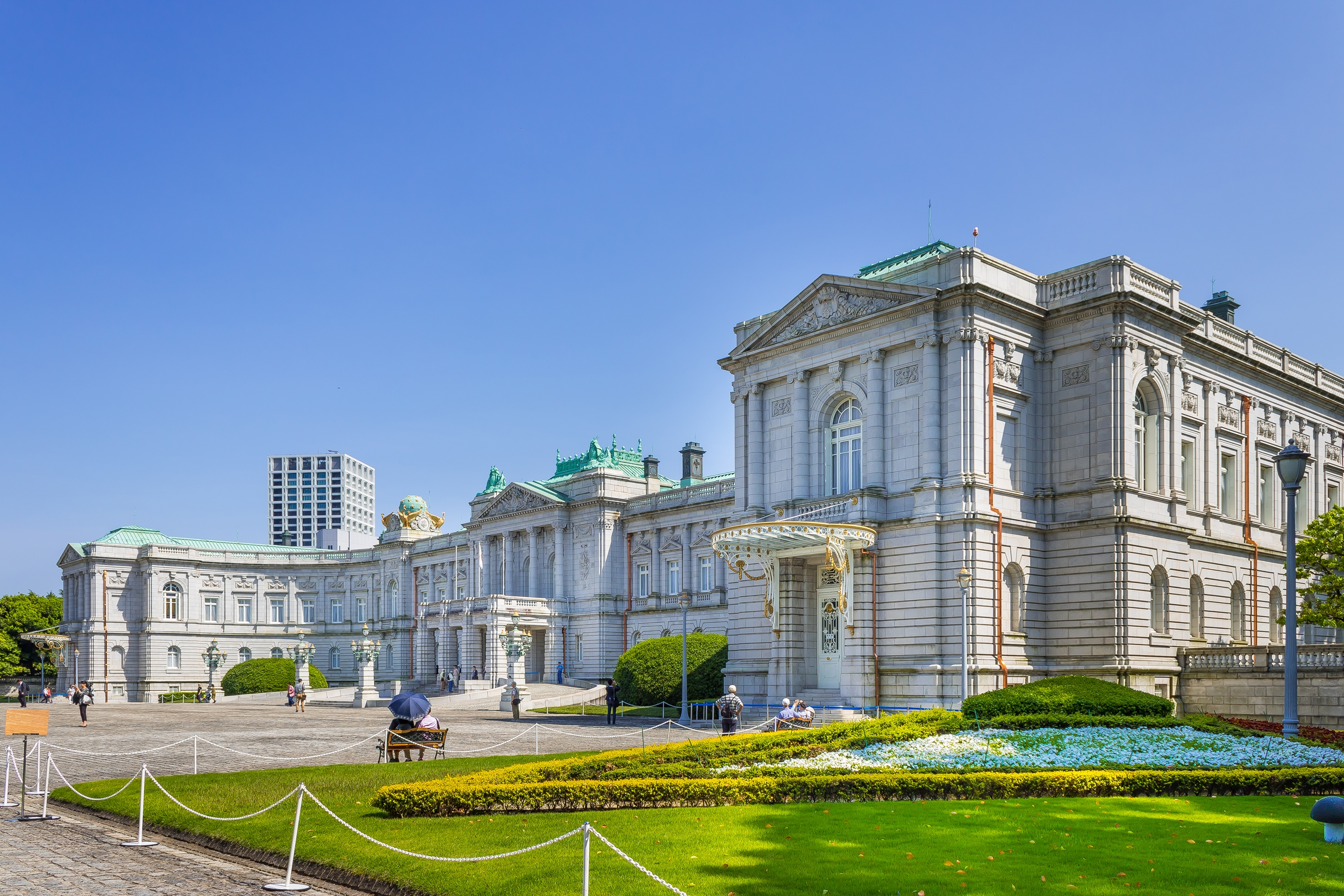
Le palais d'Akasaka conçu par Katayama Tōkuma emprunte au style des palais royaux européens de la même époque.
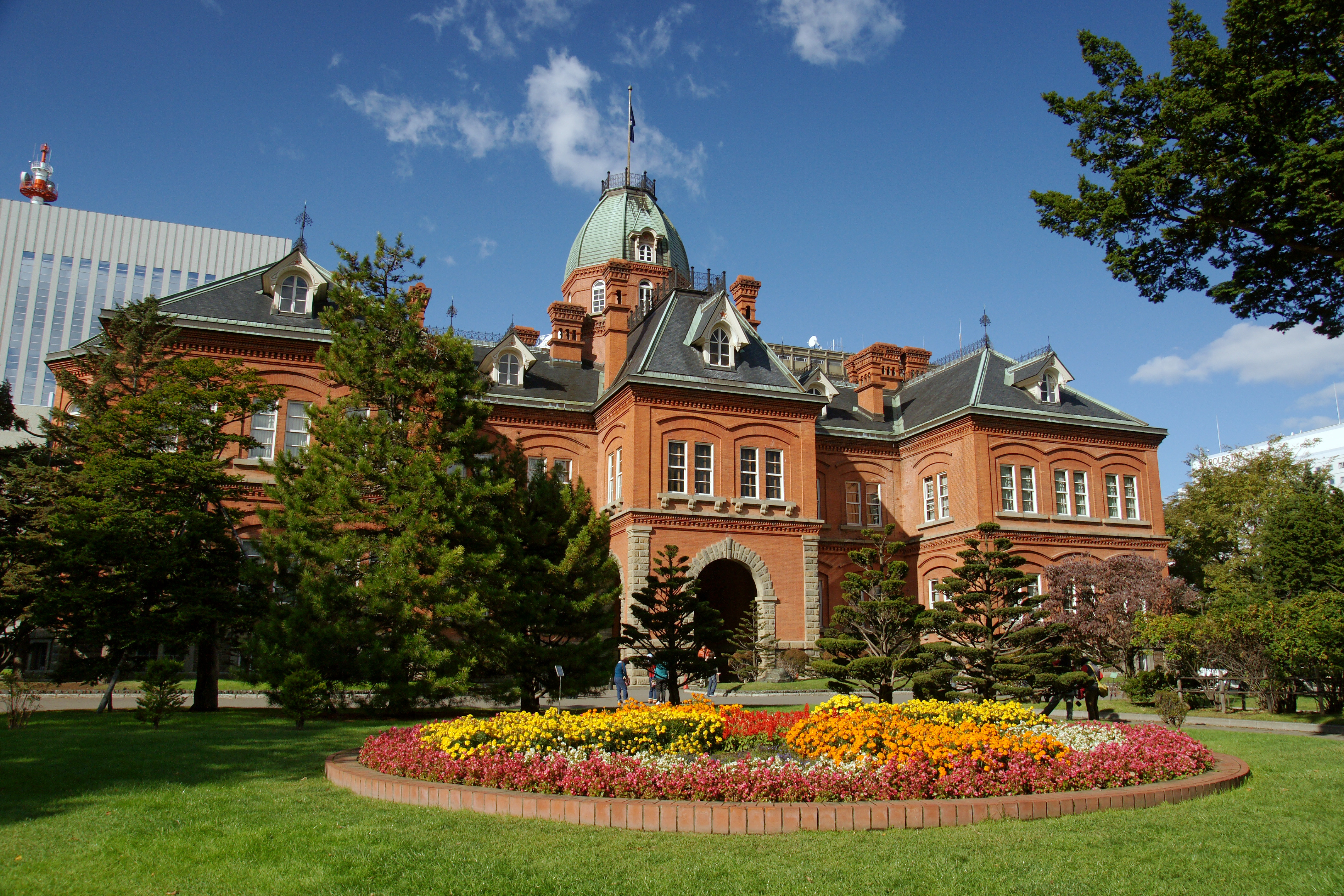
Anciens bureaux du gouvernement de Hokkaidō.